# Koleje Śląskie
Koleje Śląskie (identyfikator literowy – KSL) – polski przewoźnik kolejowy, utworzony 8 kwietnia 2010 przez samorząd województwa śląskiego. Początek działalności przewozowej Kolei Śląskich miał miejsce 1 października 2011, a 9 grudnia 2012 spółka przejęła od Przewozów Regionalnych obsługę niemal wszystkich regionalnych połączeń kolejowych w województwie śląskim.
Przewoźnik obsługuje 17 linii na terenie województwa śląskiego, w tym 3 kończące się w województwie małopolskim oraz 1 kończącą się na terytorium Czech, w kraju morawsko-śląskim. Koleje Śląskie mają umowę ze Śląskim Urzędem Marszałkowskim na obsługę tych tras do 31 grudnia 2030.
W 2023 przewoźnik miał 5,87% udziału w rynku mierzonego pod względem liczby pasażerów (5. wynik w kraju) i 3,55% udziału w rynku mierzonego pod względem pracy przewozowej mierzonej w pasażerokilometrach (5. wynik w kraju).

## Geneza spółki

### Stan kolei po 1989
Po 1989 doszło w Polsce do masowego zawieszania i likwidowania nierentownych linii kolejowych. Powodami były: nieefektywny, drogi w eksploatacji tabor, niszczejące tory i nadmierna infrastruktura, jak też odpływ pasażerów spowodowany wzrostem liczby samochodów prywatnych. Z 1093 mln pasażerów przewiezionych w 1980, w 2001 ta liczba zmniejszyła się do 309 mln, a w 2010 – do 291 mln pasażerów. Górny Śląsk, posiadający historycznie najgęstszą sieć zelektryfikowanych linii kolejowych, szczególnie ucierpiał na tych przemianach. Zlikwidowano wiele nierentownych, acz potrzebnych połączeń, zwłaszcza na liniach lokalnych, a wiele innych linii zagrożonych było lub jest likwidacją.
8 września 2000 Sejm przyjął ustawę o komercjalizacji, restrukturyzacji i prywatyzacji przedsiębiorstwa państwowego Polskie Koleje Państwowe, w wyniku której doszło do podzielenia monolitowego państwowego przedsiębiorstwa na spółki kolejowe zrzeszone w Grupie PKP. Ustawa ta spowodowała również wydzielenie spółki PKP Polskie Linie Kolejowe, która zarządza infrastrukturą. Spółka ta miała przynosić zyski, stąd uwolniono całkowicie rynek przewozów kolejowych.

### Współpraca śląskiego Urzędu Marszałkowskiego z Przewozami Regionalnymi
1 października 2001 w wyniku restrukturyzacji PKP powstała spółka PKP Przewozy Regionalne, która przejęła wszystkie pociągi osobowe i pospieszne w kraju. 1 stycznia 2004, w wyniku usamorządowienia spółki Przewozy Regionalne, odpowiedzialność za organizację przewozów na terenie województw przejęły samorządy wojewódzkie. Z roku na rok rosły żądania finansowe Przewozów Regionalnych (wykres po prawej), a władze województwa nie mogły przeprowadzić audytu w spółce. Dodatkowym problemem była likwidacja przez PR połączeń kolejowych w następujących relacjach:
- Cieszyn – Bielsko-Biała – zlikwidowana 10 stycznia 2009[17]
- Herby Nowe – Chorzew Siemkowice – zlikwidowana 12 grudnia 2009[18]
- Żywiec – Sucha Beskidzka – od 12 grudnia 2010 Kolejowa Komunikacja Autobusowa[19], zlikwidowana 11 grudnia 2011[20]

Połączenia zostały zlikwidowane ze względu na nieproporcjonalnie mały popyt w stosunku do kosztów, co było wypadkową kilku czynników. Realizowano małą liczbę kursów w ciągu doby. Kursy te obsługiwane były zbyt pojemnym i zarazem drogim w eksploatacji taborem, a dodatkowo zły stan infrastruktury skutkował niską prędkością handlową. W obliczu zaistniałych okoliczności w 2010 władze województwa podjęły decyzję o stworzeniu własnej spółki bez udziału Przewozów Regionalnych, tak jak to zrobiły wcześniej władze samorządowe województwa dolnośląskiego. Wcześniej spółki wojewódzkie powstawały albo w oparciu o zakład Przewozów Regionalnych (województwo mazowieckie) albo poprzez rozpisanie przetargu na obsługę linii kolejowych (województwo kujawsko-pomorskie).
W późniejszym okresie w województwie śląskim zaniechano bezpośredniej obsługi pociągami Regio Przewozów Regionalnych w relacjach:
- Tarnowskie Góry – Opole – zlikwidowana 11 grudnia 2011[22]
- Gliwice – Bytom – zlikwidowana 1 marca 2012[23]
- Częstochowa – Opole – zlikwidowana 1 czerwca 2012[24]

### Kontrowersje wokół powstania Kolei Śląskich
Zarząd i związkowcy działający w Przewozach Regionalnych od początku podejmowali działania na rzecz uniemożliwienia utworzenia nowej spółki, obawiając się, że jej powstanie doprowadzi do zwolnień pracowników w PR. Koleje Śląskie miały zadebiutować najpierw w marcu, a potem w czerwcu 2011. Początek działalności przewozowej był przekładany ze względu na niemożność porozumienia z Przewozami Regionalnymi w sprawie wynajmu taboru. Ostatecznie spółka zadebiutowała 1 października, a brakujący tabor uzupełniła 10 wagonami wypożyczonymi od przedsiębiorstwa České dráhy, 2 lokomotywami od przewoźnika Lotos Kolej i 2 EZT EN57. Dodatkowo po strajku w PR w sierpniu 2011, marszałek województwa śląskiego Adam Matusiewicz odwołał zapowiadane na koniec 2011 roku przejęcia przez KŚ linii Gliwice – Bytom oraz Szybkiej Kolei Regionalnej (Sosnowiec Główny – Tychy Miasto).
Przeciwnicy Kolei Śląskich zarzucali im, że pomimo iż obsługują jedynie najbardziej dochodową linię w województwie (linia S1 łączy m.in. 5 najludniejszych miast województwa śląskiego) oraz udostępnia im się nowy tabor będący własnością województwa, to ich dotacja w 2012 miała wynieść aż 39,5 mln zł, co daje stawkę 14,75 zł brutto za pociągokilometr (w 2012 roku na kursy do Wisły nie było dopłat, a innych linii spółka nie obsługiwała). Dla porównania Przewozy Regionalne miały dostać dotację w wysokości 120 mln złotych na wszystkie obsługiwane linie, co daje stawkę 21,05 za pociągokilometr, a w 2011 dostały 156 mln zł, czyli 19,25 zł za pociągokilometr. Jednakże KŚ część własnych środków przeznacza na zakup taboru.

## Historia

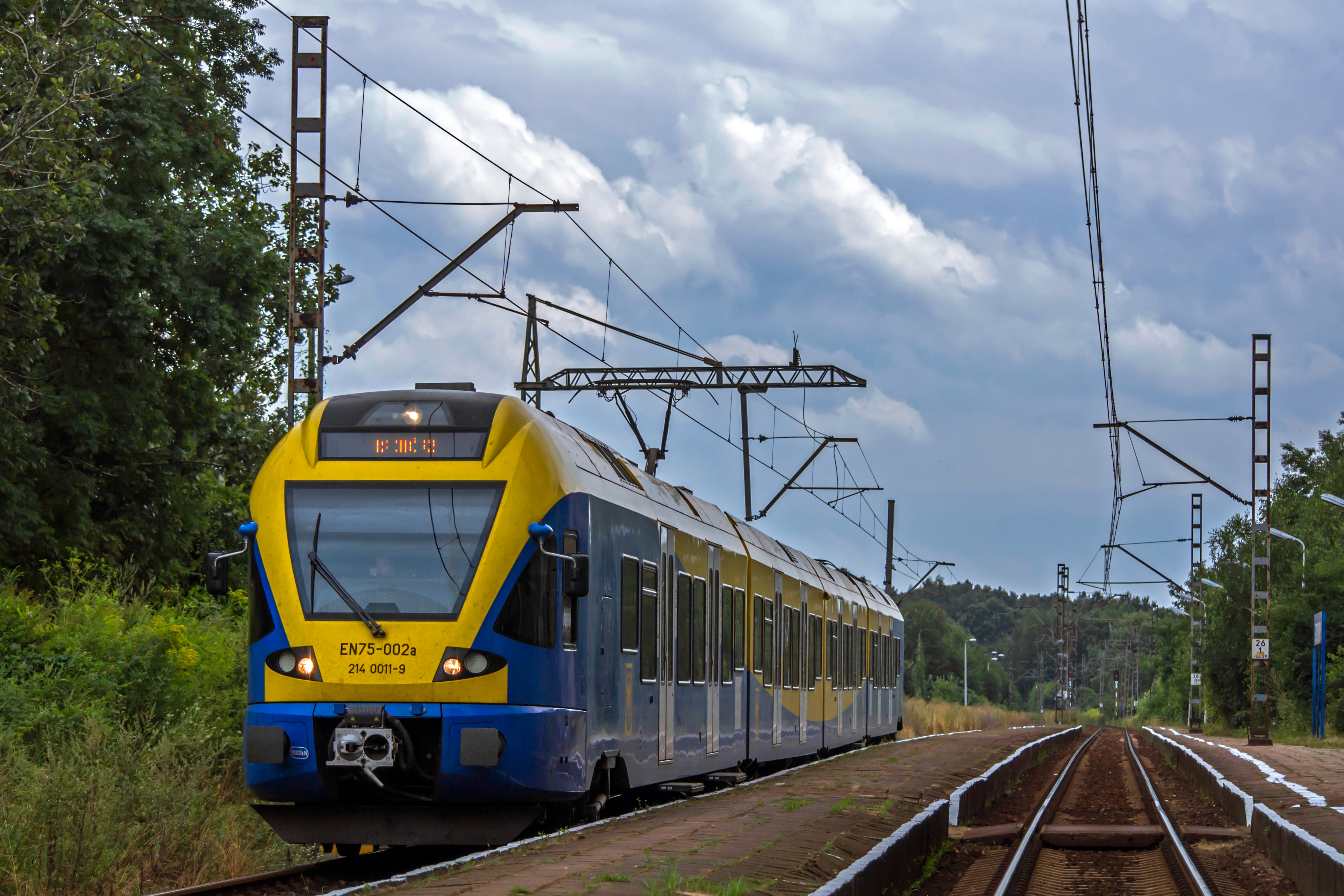
EN75 FLIRT zakupiony przez województwo w 2006 roku

### Przed powstaniem spółki
28 stycznia 2003 województwo śląskie podpisało umowę na zakup dwóch autobusów szynowych SA109 z Kolzamem, z których został dostarczony tylko pierwszy, ponieważ produkcję drugiego przerwała upadłość zakładu. 27 lipca 2006 podpisano umowę ze Stadler Rail na dostawę 4 FLIRT-ów, które początkowo były wykorzystywane przez Przewozy Regionalne, a 1 października 2011 zostały przekazane Kolejom Śląskim. 22 grudnia 2009 województwo śląskie podpisało z Pesą umowę na dostawę 8 Elfów, które po dostarczeniu zostały przekazane Kolejom Śląskim.

### 2010
Akt założycielski spółki Koleje Śląskie Sp. z o.o. podpisano 8 kwietnia 2010, 15 kwietnia wybrano radę nadzorczą, a 28 kwietnia zarząd i prezesa – Annę Patalong. 20 maja spółka została wpisana do Krajowego Rejestru Sądowego, 6 lipca uzyskała licencję na przewóz osób, 9 grudnia uzyskała certyfikat bezpieczeństwa część A, a 10 stycznia 2011 część B.

### 2011

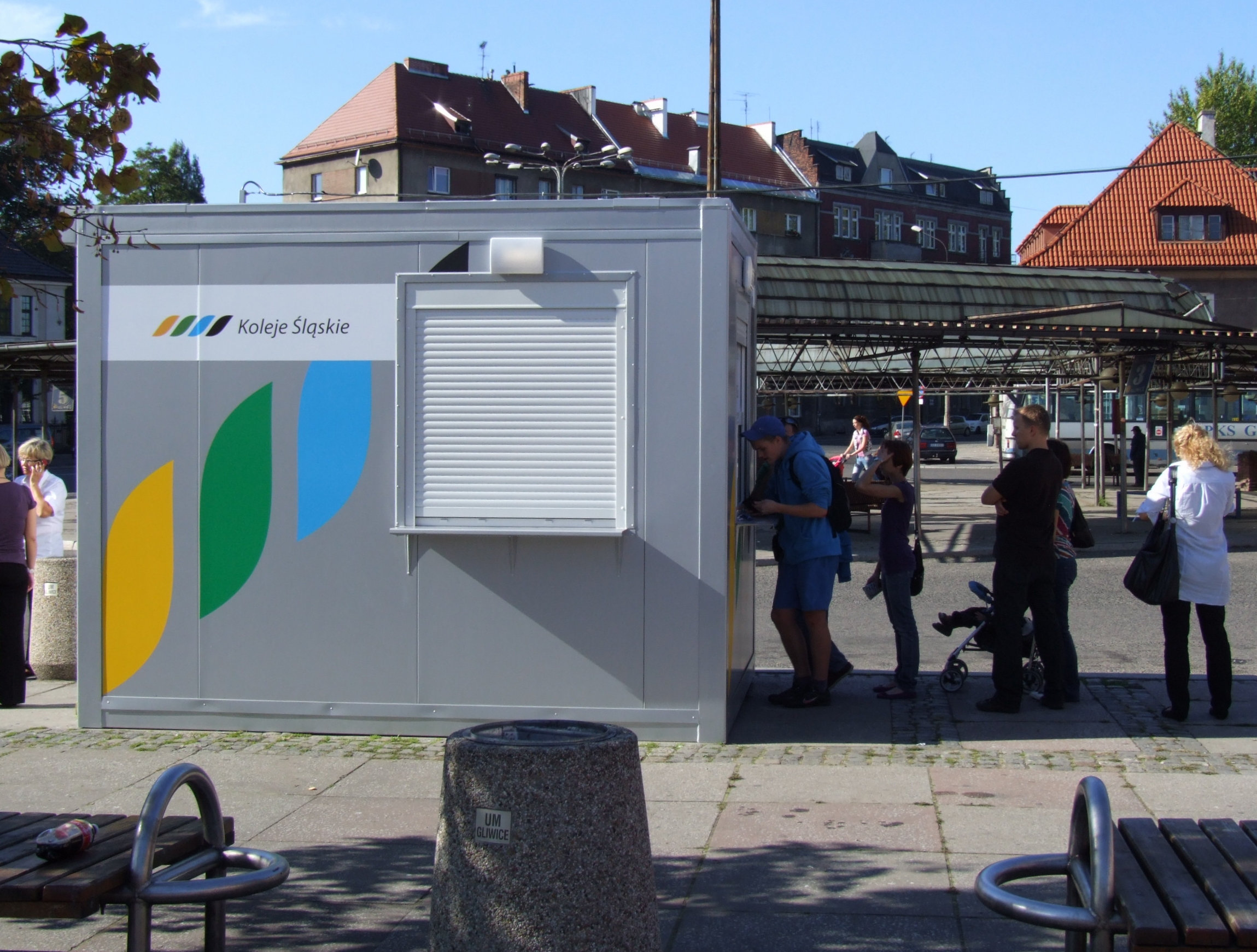
Tymczasowa kasa biletowa pierwszego dnia działalności

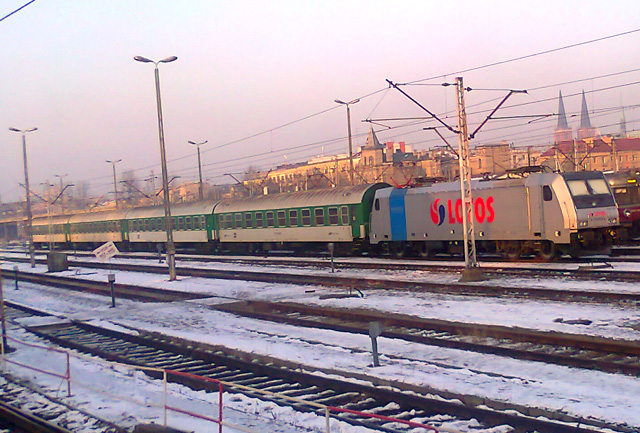
Wypożyczony Traxx z wagonami spółki České dráhy

Początek działalności przewozowej miał miejsce 1 października 2011 – spółka rozpoczęła obsługę trasy Częstochowa – Gliwice oraz połączeń weekendowych Częstochowa – Głębce. Przewoźnik wprowadził na obsługiwanych przez siebie trasach własną taryfę przewozową, w której bilety były nieznacznie tańsze niż w Przewozach Regionalnych, od których przejęto obsługę połączeń. W dniu debiutu spółka dysponowała 8 Elfami i 3 FLIRT-ami (4. był na naprawie w Szwajcarii po wykolejeniu z 18 sierpnia 2010) będącymi własnością województwa, dodatkowo spółka dzierżawiła: 2 EN57, 2 lokomotywy Traxx i 10 wagonów przedziałowych. W pierwszych dniach działalności utrudniona była sprzedaż biletów – nie wszystkie planowane kasy biletowe zostały uruchomione na czas, a część kas została uruchomiona w kontenerach na zewnątrz dworców kolejowych. W związku z utrudnionym dostępem do kas biletowych, sprzedaż biletów odbywała się głównie u drużyny konduktorskiej. W dniu rozpoczęcia działalności przewozowej przewoźnik uruchomił, poza standardowymi kanałami, sprzedaż biletów za pomocą telefonów komórkowych.
22 grudnia spółka rozpoczęła kampanię Pociąg do czytania promującą czytanie książek w pociągach.
Przez cały rok władze województwa wraz ze spółką pracowały nad poszerzeniem taboru spółki. 30 marca podpisano umowę z Pesą na dostawę dziewiątego Elfa, a 30 czerwca z Fablokiem na dokończenie drugiego SA109. 20 września podpisano z konsorcjum przedsiębiorstw Newag, ING Lease i ZNLE umowę na 7-letni leasing finansowy pięciu zmodernizowanych jednostek EN57. 29 września podpisano umowę na dzierżawę 10 wagonów od České dráhy. 14 listopada podpisano z konsorcjum przedsiębiorstw ZNTK „Mińsk Mazowiecki” i Pesa umowę na dostawę dwóch zmodernizowanych EN57. 19 grudnia podpisano nową umowę na wynajem dwóch lokomotyw Traxx F140 MS od Lotos Kolej. 22 grudnia spółka poinformowała o zamiarze zakupu z wolnej ręki 14 spalinowych zespołów trakcyjnych od włoskiego przedsiębiorstwa Railconsult srl. Newag i ZNTK „Mińsk Mazowiecki” odwołały się od tej decyzji do Krajowej Izby Odwoławczej, która 13 stycznia 2012 przyznała im rację.

### 2012
W marcu 2012 w pierwszych pociągach Kolei Śląskich pojawiły się automaty z napojami i przekąskami obsługiwane przez Wars. 21 marca zaprzestano korzystania ze składów wagonowych złożonych z lokomotyw wypożyczonych od Lotos Kolej i wagonów od České dráhy. 1 czerwca przewoźnik przejął od Przewozów Regionalnych obsługę linii S6 Katowice – Głębce.

#### Przygotowanie do przejęcia wszystkich połączeń w województwie

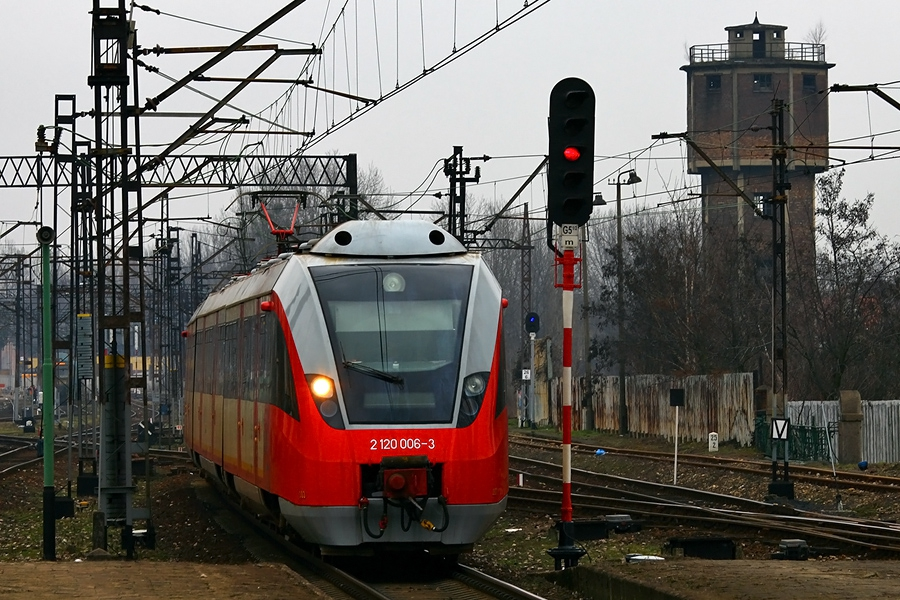
14WE zakupiony od SKM Warszawa

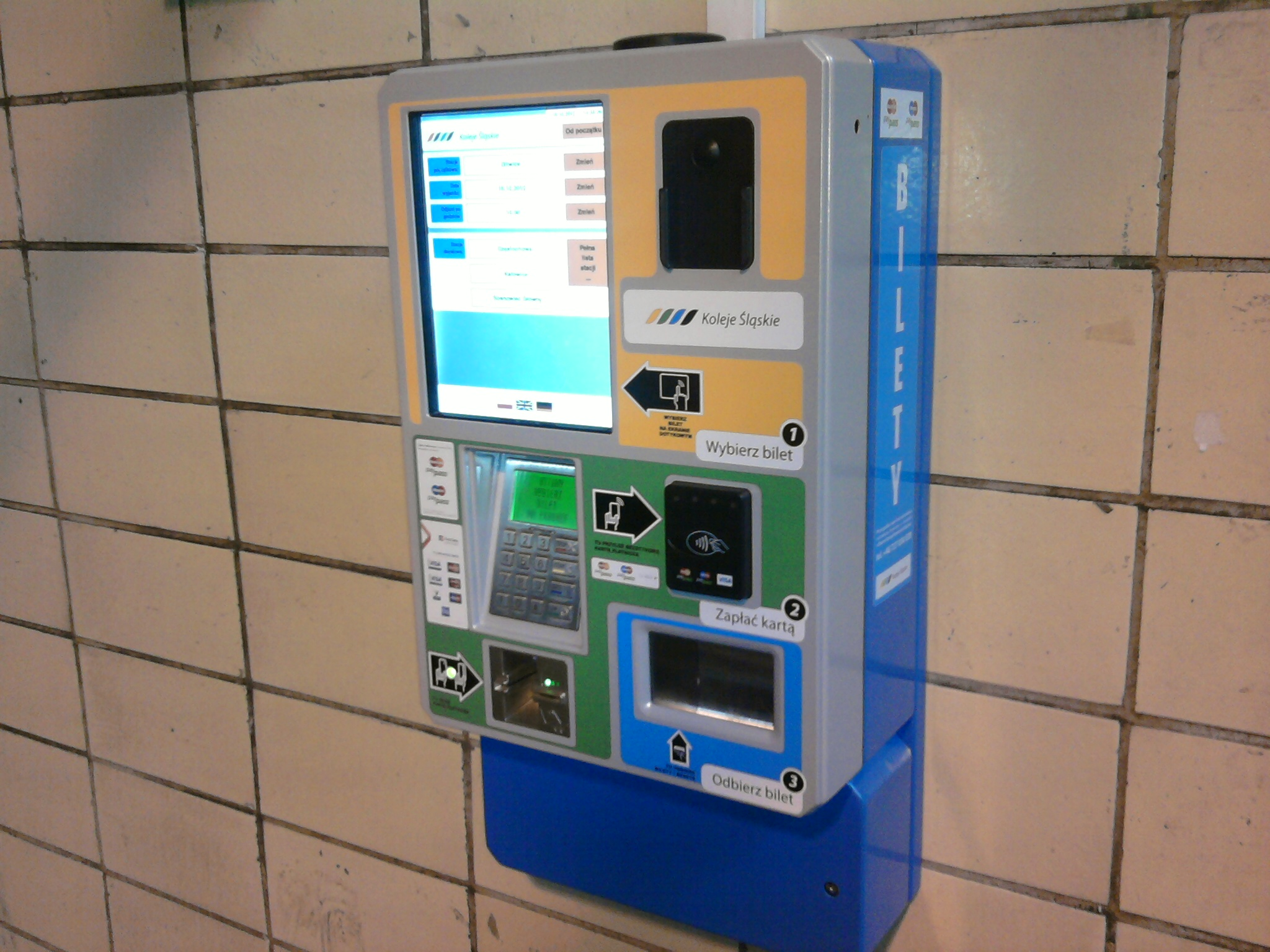
Biletomat na dworcu w Gliwicach

W czerwcu władze województwa śląskiego podjęły decyzję o zakończeniu współpracy ze spółką Przewozy Regionalne i przekazaniu połączeń Kolejom Śląskim. Stosowna umowa z Kolejami Śląskim na okres od 1 stycznia 2013 do 31 grudnia 2015 została podpisana we wrześniu. 19 listopada dodatkowo podpisano umowę przedwstępną na okres od 1 stycznia 2016 do 31 grudnia 2020.
20 czerwca zarząd województwa udzielił zamówienia spółce Tabor Szynowy Opole na naprawę wraz z modernizacją pierwszego SA109, 7 sierpnia spółce Newag na dostawę jednego zmodernizowanego EN57, 7 listopada na dostawę jednego 6-członowego elektrycznego zespołu trakcyjnego 35WE Impuls, a 30 listopada na dostawę jednego spalinowego zespołu trakcyjnego SA138.
W sierpniu spółka wraz z Newagiem i ZNLE powołała do życia spółkę Silesia Rail.
10 września Koleje Śląskie podpisały umowę z Pesą na trzyletnią dzierżawę z wykupem po zakończeniu 6 sztuk sześcioczłonowych Elfów. 14 września podpisano umowę z konsorcjum przedsiębiorstw Newag i ING Lease na 7-letni leasing 2 zmodernizowanych EN71. W pierwszej połowie listopada spółka podpisała z SKM Warszawa umowę na roczną dzierżawę dwóch 14WE z opcją wykupu po zakończeniu. W listopadzie i grudniu podpisano umowy: z konsorcjum przedsiębiorstw Railpool Austria i Lotos Kolej na roczny wynajem 15 lokomotyw elektrycznych Bombardier Traxx wraz z obsługą; ze spółką Heros Rail Rent na roczny wynajem 17 wagonów osobowych; ze spółką České dráhy na roczny wynajem 50 wagonów osobowych oraz ze spółką Sigma Tabor na 3-letnią dzierżawę 8 sztuk 3-członowych spalinowych zespołów trakcyjnych VT614 (28 listopada 2012), a także na 5-letni leasing finansowy z wykupem po zakończeniu 3 wagonów spalinowych DH1 i 5 sztuk 2-członowych spalinowych zespołów trakcyjnych DH2.
Wagony dostarczone przez spółkę Heros Rail Rent nie posiadały dopuszczenia do eksploatacji na terenie Polski, w związku z czym nie weszły one do użytku. Spółka Sigma Tabor, ze względu na niemożność terminowego dostarczenia 8 SZT VT614, dostarczyła 8 EZT EN57 wypożyczonych od Przewozów Regionalnych.
Bezpośrednio przed 9 grudnia przewoźnik pozyskał dodatkowo bez przetargu 45 wagonów od PKP Intercity (do 19 grudnia) oraz 5 elektrowozów ET22 od PKP Cargo (na 3 miesiące), a kilka dni później kolejne 7 lokomotyw od PKP Cargo.
Dodatkowo, w związku z planowanym rozszerzeniem działalności, przewoźnik poszerzył kanały sprzedaży biletów: uruchomił dodatkowe kasy biletowe, zakupił 32 automaty biletowe (jednakże tylko 18 z nich zostało zainstalowanych na stacjach w regionie), utworzył ajencyjne punkty sprzedaży Szybki bilet sprzedające podstawowe bilety oraz 1 października uruchomił portal internetowej sprzedaży biletów wykonany przez PKP Informatykę. Punkty Szybki bilet oraz automaty biletowe zostały wdrożone przez spółkę Inteko na podstawie umowy z 10 października.

#### Przejęcie połączeń Przewozów Regionalnych

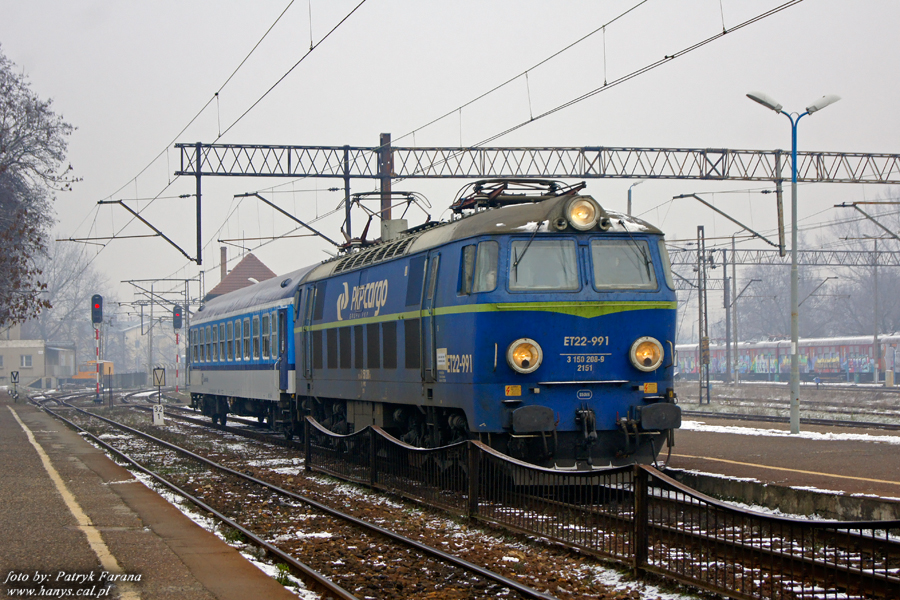
Skład złożony z lokomotywy i 1 wagonu

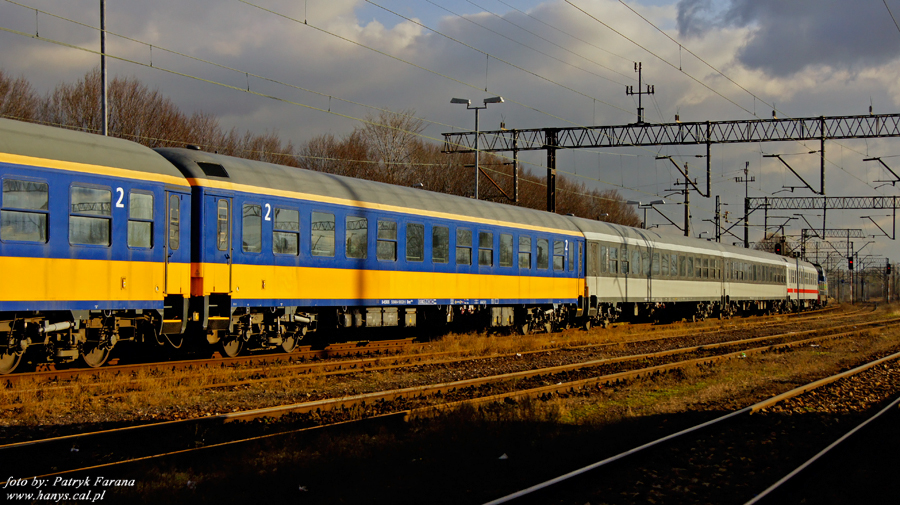
Wagony wypożyczone od Heros Rail Rent, które nigdy nie weszły do eksploatacji

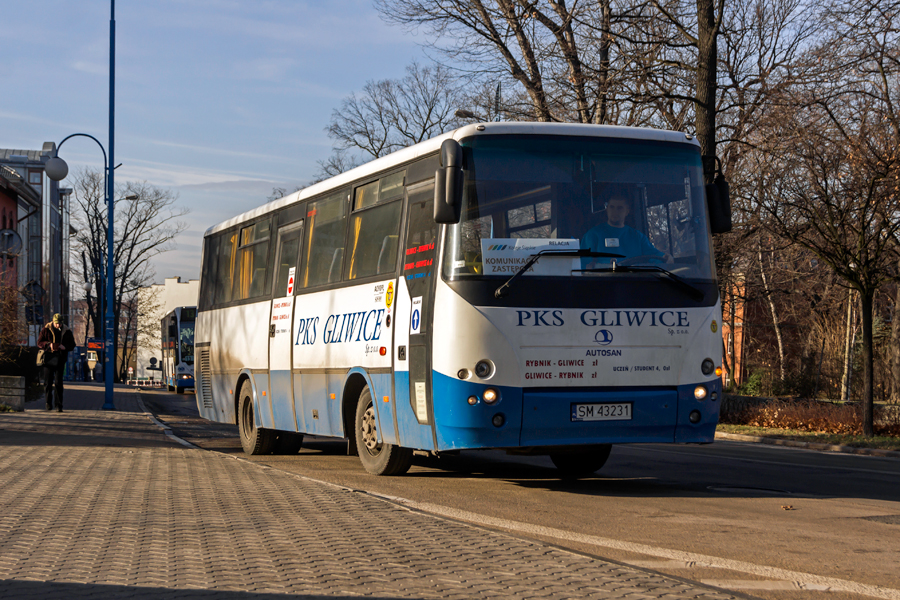
Jeden z autobusów zastępczych w Rybniku

9 grudnia KŚ przejęły większość połączeń regionalnych w województwie. Na dni robocze zaplanowano 629 połączeń. Wraz z przejęciem zrezygnowano z obsługi połączeń na odcinkach: Wodzisław Śląski – Chałupki oraz Częstochowa – Zduńska Wola, które do tej pory były realizowane przez Przewozy Regionalne. Na odcinku Herby Nowe – Kłobuck reaktywowano ruch po 3 latach przerwy. KŚ zrezygnowały również z obsługi kilku przystanków.
W pierwszych dniach nie udało się zrealizować wszystkich zamówionych kursów. W niedzielę 9 grudnia odwołano 3 pociągi, a w kolejnych dniach 58 (10 grudnia) i 73 pociągi (11 grudnia). Część z pozostałych pociągów była znacznie opóźniona lub obsługiwana niewystarczająco pojemnym taborem. Przyczynami problemów były: błędy dyspozytorów, niedostarczenie części zamówionego taboru, nieodpowiednie przygotowanie taboru oraz brak dopuszczeń Urzędu Transportu Kolejowego do poruszania się po polskich torach dla części taboru.
12 grudnia na pięciu liniach wprowadzono komunikację zastępczą: Częstochowa – Lubliniec (S13), Katowice – Czechowice-Dziedzice (S31), Bielsko-Biała – Wadowice (S52), Czechowice-Dziedzice – Cieszyn (S58), Rybnik – Pszczyna (S72), Rybnik – Wodzisław Śląski (S74). 12, 13 i 14 grudnia uruchomiono zastępczą komunikację autobusową zamiast 92 połączeń. Natomiast 15 i 16 grudnia (sobota i niedziela) zamiast 50 połączeń. 17 grudnia przywrócono połączenia kolejowe na linach S31 (na odcinku Katowice – Imielin) oraz na całej linii S58. W efekcie liczba połączeń zastępczych spadała do 58 w dni robocze oraz do 37-41 w dni wolne i świąteczne. 29 grudnia pociągi powróciły na linię S52 oraz częściowo na linie S72 i S74.
12 grudnia prezes spółki, Marek Worach, złożył rezygnację, a 13 grudnia wiceprezes Artur Nastała. Od obowiązków odsunięci zostali Stanisław Biega (główny konstruktor rozkładu jazdy) oraz Piotr Kazimierowski (prezes spółki Silesia Rail należącej do KŚ). 13 grudnia do dymisji podał się również marszałek województwa śląskiego Adam Matusiewicz.
13 grudnia władze województwa podpisały umowę z Przewozami Regionalnymi odnośnie do ponownego przejęcia przez nie od 15 grudnia pięciu połączeń międzywojewódzkich: Częstochowa – Piotrków Trybunalski (S11), Częstochowa – Kielce (S12), Kędzierzyn-Koźle – Gliwice (S17), Strzelce Opolskie – Gliwice (S18), Kędzierzyn-Koźle – Racibórz (S79). Koszt pociągokilometra to 25 zł (KŚ – 14 zł). W wyniku tego przejęcia Kolejom Śląskim pozostało do obsługi około 450 połączeń w dni robocze.

### 2013
W pierwszych dniach nowego roku zarząd województwa poinformował, że ze względu na skargę Przewozów Regionalnych umowa 3-letnia z Kolejami Śląskim zostanie zastąpiona umową roczną.
Około 10 stycznia spółka ponownie wynajęła 15 wagonów od PKP Intercity. Wagony te wynajęto, aby zastąpić wagony dzierżawione od spółki Heros Rail Rent, które nie weszły do użytkowania. KŚ chciały odstąpić od umowy ze spółką Heros Rail Rent, ostatecznie jednak do tego nie doszło, gdyż spółka dostarczyła dodatkowe dokumenty.
10 stycznia KŚ przywróciły pełne kursowanie pociągów na liniach S72 i S74, a 15 stycznia częściowe na linii S13. Od 12 grudnia pociągi na tych liniach były zastępowane przez KKZ. 18 stycznia uruchomiono linię S19 Gliwice – Lubliniec.
25 stycznia miał miejsce ogólnopolski strajk pracowników grupy PKP, a 26 marca śląskich związkowców „Solidarności”, OPZZ, FZZ i Sierpnia ’80. Pracownicy Kolei Śląskich nie przyłączyli się do żadnego z tych strajków, jednakże ruch ich pociągów i tak został zablokowany na kilka godzin.
31 stycznia Koleje Śląskie odebrały z miesięcznym opóźnieniem 4 pociągi Elf.
1 lutego 2013 reaktywowano linię Gliwice – Bytom, która została zlikwidowana przez Przewozy Regionalne 1 marca 2012. 10 lutego przywrócono kursowanie pociągów na linii S31 na odcinku Imielin – Czechowice-Dziedzice zastępowanych wcześniej przez kolejową komunikację zastępczą (KKZ).
11 lutego marszałek województwa złożył zawiadomienie do prokuratury odnośnie do podejrzenia popełnienia przestępstwa ściganego z urzędu przez zarząd Kolei Śląskich, polegającego na nadużyciu posiadanych uprawnień i niedopełnieniu obowiązków, co spowodować miało wyrządzenie spółce znacznej szkody majątkowej. 4 dni później odwołano wiceprezes spółki – Annę Patalong.
W drugiej połowie lutego, ze względu na ryzyko przekroczenia zobowiązań finansowych spółki, zarząd województwa postanowił przekazać w formie aportu spalinowy zespół trakcyjny typu 221M (SA138-005) do majątku przedsiębiorstwa. 25 lutego sejmik województwa zdecydował się przyznać pożyczkę w wysokości 6 mln złotych na uregulowanie bieżących i najpilniejszych zobowiązań.

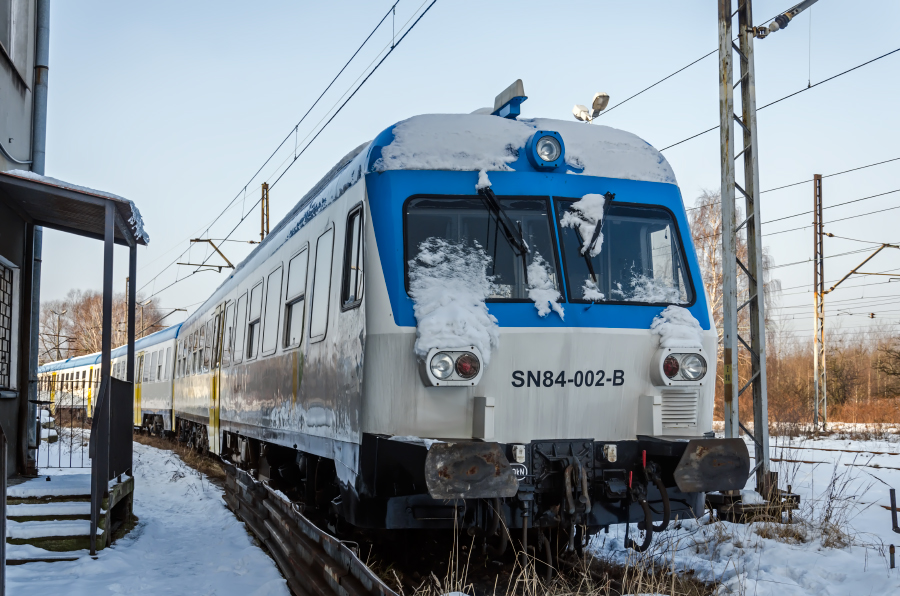
SZT SN84, który nigdy nie wszedł do eksploatacji

25 lutego do Katowic dotarł pierwszy z 8 zamówionych SZT SN84, jednakże nie został on przekazany Kolejom Śląskim. Jak się później okazało, pojazdy SN84 nie posiadały dopuszczenia do ruchu wydawanego przez Urząd Transportu Kolejowego.
20 lutego spółka podjęła decyzję o udzieleniu zamówienia na wynajem 9 lokomotyw elektrycznych do końca roku spółce PKP Cargo, a 27 marca Przewozom Regionalnym na dzierżawę 8 EN57 do końca roku.
W marcu prokuratura, w oparciu o zawiadomienie o popełnieniu przestępstwa złożone przez marszałka woj. śląskiego, rozpoczęła śledztwo w sprawie nieprawidłowości w spółce przed wprowadzeniem rozkładu jazdy 2012/2013.
2 kwietnia Urząd Transportu Kolejowego zawiesił bezterminową licencję przewoźnika Kolejom Śląskim i wydał półroczną licencję tymczasową. UTK nałożył również na przewoźnika karę 189 tys. zł za brak właściwego oznakowania pociągów.
8 kwietnia ukończony został raport Zespołu Doradców Gospodarczych „Tor” opisujący przypadki niegospodarności i nietrafionych inwestycji KŚ oraz spółek zależnych. 16 kwietnia KŚ przesłały odpowiedź do wyżej wymienionego raportu, w której wyliczają przypadki błędów merytorycznych w raporcie oraz zarzucają jego autorom brak bezstronności, gdyż jeden z nich – Andrzej Wiśniewski pracował w 2012 roku w spółce Sigma Tabor, a w styczniu 2013 bezskutecznie ubiegał się o pracę w Kolejach Śląskich.
W kwietniu UMWŚ rozwiązał ze względów formalnych 3-letnią umowę z KŚ na przewozy, która została zastąpiona przez umowę roczną. Również w kwietniu Urząd Marszałkowski wycofał się z projektu zakupu 6 elektrycznych zespołów trakcyjnych, który to zakup miał zostać dofinansowany z Programu Operacyjnego Infrastruktura i Środowisko. 14 maja UMWŚ podjął uchwałę o wycofaniu się z wejścia Kolei Śląskich do systemu Śląskiej Karty Usług Publicznych, co miało zostać dofinansowane z Regionalnego Programu Operacyjnego Województwa Śląskiego.
13 maja obsługa linii S2 Sosnowiec Główny – Sławków została przejęta przez Przewozy Regionalne.
15 maja KŚ podpisały umowy sprzedaży swoich udziałów w spółce Silesia Rail spółkom Newag i Newag Gliwice.

#### Program naprawczy
Pierwsze kilka miesięcy 2013 roku przyniosły znaczące straty finansowe wynoszące około 10 mln zł miesięcznie, zaowocowało to wdrożeniem programu naprawczego, którego głównym celem było ograniczenie strat finansowych.
1 czerwca przewoźnik podniósł ceny biletów o średnio 10% oraz zredukował dzienną liczbę pociągów o około 39%, likwidując przy okazji relacje: S15 Gliwice – Bytom, S77 Kędzierzyn-Koźle – Rybnik i S83 Tarnowskie Góry – Kłobuck. Spotkało się to z protestem i krytyką m.in. pasażerów, Ruchu Autonomii Śląska, NSZZ „Solidarność”, władz Tychów, Bytomia, Chybia i Zebrzydowic, organizacji ekologicznej Zielone Mazowsze i Stowarzyszenia Rozwoju Kolei Górnego Śląska. Dzięki ograniczeniu liczby połączeń przewoźnik mógł zaprzestać wynajmu 15 lokomotyw Bombardier Traxx oraz części wagonów wypożyczonych od spółki České dráhy. W ramach działań naprawczych przewoźnik odsprzedał Newagowi udziały w zadłużonej spółce Silesia Rail.
Organizacja Zielone Mazowsze, której współzałożycielem jest były pracownik KŚ, w przygotowanym przez siebie raporcie oszacowała straty związane z błędnymi decyzjami Kolei Śląskich i władz województwa na około 50 mln złotych. W czerwcu 2013 Zielone Mazowsze złożyło skargę w sprawie cięć do Komisji Europejskiej, natomiast Centrum Zrównoważonego Transportu zarzuciło Kolejom Śląskim wygaszanie popytu poprzez nieuzasadnione cięcia w rozkładzie jazdy, w tym likwidowanie kursów bez zmniejszania liczby obiegów przy braku redukcji ilości taboru, co w istocie ma podnosić koszty.
23 lipca trzy dostarczone na Śląsk SN84 zostały przejęte przez Górnośląskie Przedsiębiorstwo Wodociągów. Pojazdy te miały być dzierżawione od spółki Sigma Tabor, jednakże zostały nabyte za środki spółki Inteko, która na potrzeby ich zakupu wyemitowała obligacje, które zostały nabyte przez KŚ i GPW.

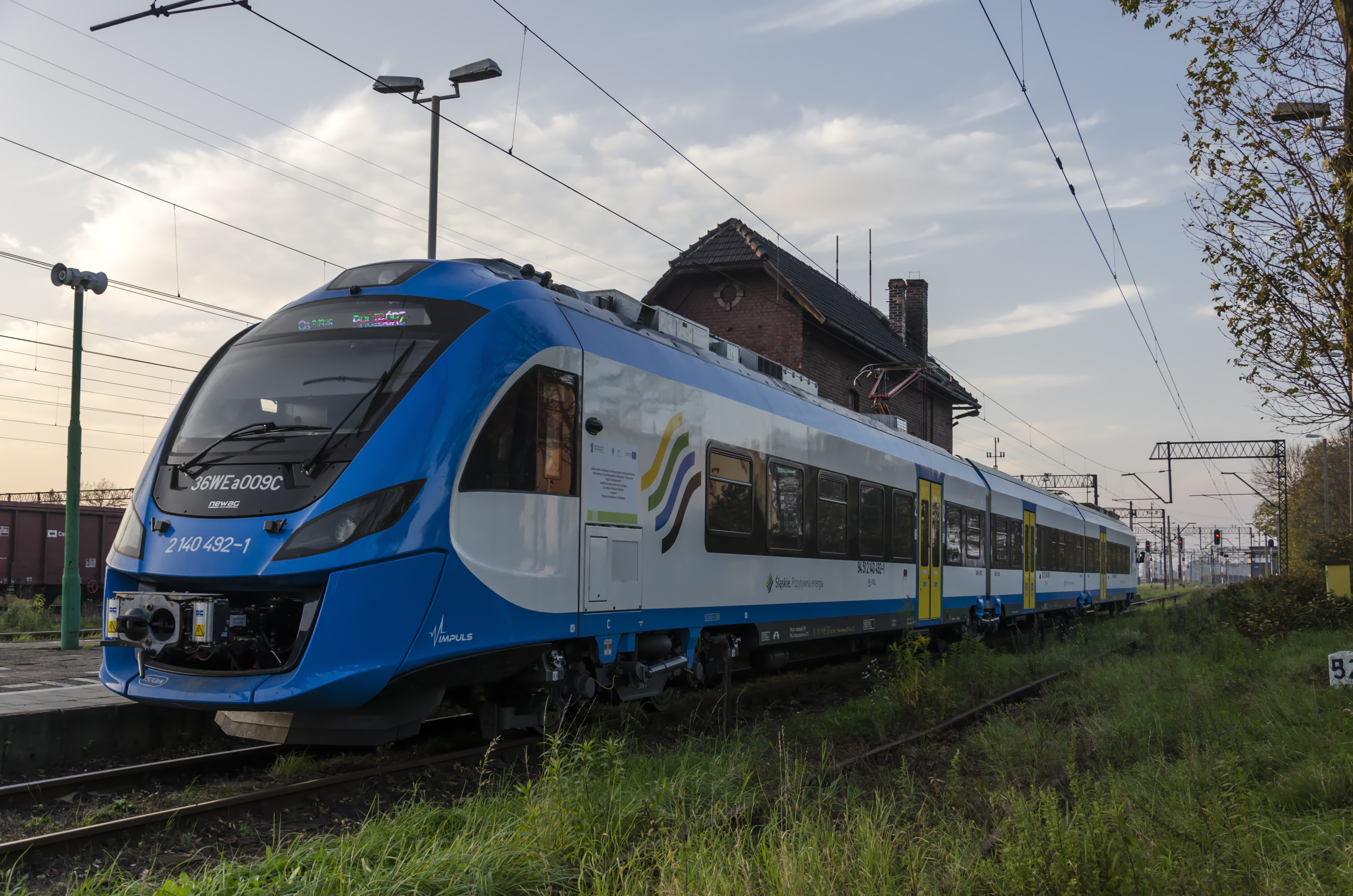
36WEa Impuls zamówiony przez województwo w 2013 roku

19 sierpnia 2013 UMWŚ rozstrzygnął konkurs na prezesa Kolei Śląskich, który wygrał Daniel Dygudaj. 23 września Rada Nadzorcza KŚ unieważniła wyniki konkursu na prezesa spółki oraz odwołała dotychczasowego prezesa – Michała Borowskiego. Na początku października UTK przywrócił Kolejom Śląskim bezterminową licencję na przewozy. 15 października rada nadzorcza na podstawie powtórzonego konkursu powołała Piotra Bramorskiego na stanowisko prezesa spółki.
26 sierpnia spółka podjęła decyzję o udzieleniu zamówienia konsorcjum przedsiębiorstw Newag i Newag Gliwice na dostawę zmodernizowanego EN57, a 28 sierpnia UMWŚ podpisał umowę z Newagiem na dostawę 6 sztuk 3-członowych Impulsów (3 z nich po dostarczeniu przekazano KŚ, a 3 PR).
Z końcem października spółka rozwiązała umowę ze spółką Sigma Tabor na dostawę 8 SZT VT614, które nigdy nie weszły do ruchu. W listopadzie KŚ podpisały z Przewozami Regionalnymi umowę na 13-miesięczny wynajem 9 EN57, a w grudniu na 12-miesięczny wynajem kolejnych 9 sztuk. Z końcem listopada przewoźnik zaprzestał korzystania ze składów wagonowych. Wraz z zakończeniem dzierżawy 2 zespołów 14WE KŚ wykupiły je na własność od SKM Warszawa.
15 grudnia wraz z wprowadzeniem nowego rozkładu jazdy zlikwidowano połączenia Gliwice – Lubliniec i Częstochowa – Lubliniec oraz oddano Przewozom Regionalnym obsługę odcinka Herby Nowe – Krzepice. W ramach nowego rozkładu jazdy zaplanowano zwiększenie rocznej pracy przewozowej o 4%.
23 grudnia 2013 do sądu trafił wniosek o upadłość zależnej spółki Inteko.

### 2014
Styczeń 2014 był pierwszym miesiącem od czasu przejęcia przewozów od Przewozów Regionalnych w grudniu 2012, w którym Koleje Śląskie osiągnęły zysk – 150 tys. złotych. W kolejnych miesiącach zysk kształtował się w granicach 300-900 tys. zł. 10 marca radni województwa śląskiego przyjęli uchwałę o zaciągnięciu przez województwo kredytu na m.in. podwyższenie kapitału zakładowego KŚ o 25 mln złotych. Po podsumowaniu pierwszych 7 miesięcy działalności w 2014 zanotowano 3,2 mln złotych dochodu. Dodatni wynik finansowy ma wynikać z wzrostu liczby pasażerów, ograniczenia kosztów i wyższej (w 2014 zaplanowano o 25 mln złotych więcej niż w 2013) dotacji urzędu marszałkowskiego.
W kwietniu 2014 KŚ udostępniły swój rozkład jazdy (poza standardowymi kolejowymi wyszukiwarkami) w serwisie jakdojade.pl, który pozwala zaplanować podróż z przesiadką na komunikację miejską.
W czerwcu Centralne Biuro Antykorupcyjne zatrzymało byłych szefów GPW, a także byłego szefa Kolei Śląskich. Zatrzymani zostali również były wiceprezes spółki, właściciel przedsiębiorstwa Sigma Tabor, a także jeden z pracowników Kolei Śląskich.
W lipcu spółka podpisała z Przewozami Regionalnymi umowę na dzierżawę kolejnych 8 EN57 pomiędzy 1 sierpnia a 31 grudnia, a w grudniu na dzierżawę 28 EN57 w okresie od 1 stycznia 2015 do 31 grudnia 2017. Liczba ta była później sukcesywnie zmniejszana, w marcu 2016 KŚ dzierżawiły 23 jednostki, a w październiku 22.
14 grudnia wraz z wejściem nowego rozkładu jazdy pociągów Przewozy Regionalne przejęły od KŚ obsługę linii Tarnowskie Góry – Herby Nowe oraz Bielsko-Biała – Wadowice.

### 2015
27 stycznia Komornik Sądowy przy Sądzie Rejonowym w Brzegu poinformował, że zamierza wystawić na licytację dwa pociągi VT614, dwa DH2 i jeden DH1. Pociągi te zostały wcześniej sprowadzone do Polski przez spółkę Sigma Tabor dla Kolei Śląskich, jednakże tylko DH1 i DH2 weszły do eksploatacji. Ostatecznie jednak do licytacji nie doszło.
W 3. kwartale roku przewoźnik zamontował zakupione w grudniu 2012 automaty biletowe, które wówczas nie zostały zainstalowane (zainstalowano wtedy 18 z 32 zakupionych automatów).
W połowie października Koleje Śląskie podpisały ze spółką České dráhy umowę dotyczącą współpracy transgranicznej. W ramach tej umowy część pociągów KŚ kończących bieg w Chałupkach została wydłużona do Bogumina oraz część pociągów kolei czeskich kursujących do Czeskiego Cieszyna została wydłużona do Cieszyna. Porozumienie dotyczyło również kwestii wzajemnego honorowania biletów.
Na początku listopada Wars podjął decyzję o demontażu automatów z przekąskami z pociągów KŚ (takie automaty były w 5 pociągach EN57AKŚ).
24 listopada zarząd województwa śląskiego podpisał ze spółką Koleje Śląskie umowę na prowadzenie przewozów od 1 stycznia 2016 do 31 grudnia 2025.
13 grudnia wraz z wprowadzeniem nowego rozkładu jazdy przewoźnik reaktywował linię S13 Częstochowa – Lubliniec. Planowano również przywrócenie ruchu pociągów pomiędzy Wodzisławiem Śląskim a Chałupkami, jednakże, ze względu na opóźnienia w remoncie linii nr 158, przewoźnik zmuszony był uruchomić tam zastępczą komunikację autobusową. Koleje Śląskie rozpoczęły kursowanie do czeskiego Bogumina poprzez wydłużenie części kursów kończących w Chałupkach. Tego samego dnia zawieszono również ruch pociągów pomiędzy Oświęcimiem a Czechowicami-Dziedzicami. Powodem zawieszenia tego połączenia było wycofanie się województwa małopolskiego z jego dotowania.

### 2016
18 stycznia pociągi Kolei Śląskich rozpoczęły kursowanie pomiędzy Wodzisławiem Śląskim a Chałupkami.
29 lutego spółka podpisała z Przewozami Regionalnymi umowę dzierżawy byłej bazy śląskiego zakładu Przewozów Regionalnych w Katowicach przy ulicy Raciborskiej. Umowa została zawarta na 15 lat i przewiduje opcję wykupu. W czerwcu na terenie bazy rozpoczęły się prace budowlane.
9 marca przedstawiciele Kolei Śląskich podpisali umowę z konsorcjum Banku Pekao i Banku Gospodarstwa Krajowego na emisję obligacji, na wykup leasingowanych jednostek 27WEb Elf oraz zakup nowych pociągów.
Na początku czerwca przewoźnik tymczasowo wycofał z ruchu część jednostek EN57AKŚ i EN71AKŚ zmodernizowanych przez Newag, ze względu na pęknięcia elementów niektórych ram. Wycofanie tych jednostek spowodowało niedobór taboru, w związku z czym na niektórych trasach pojawiły się opóźnienia lub zastępcza komunikacja autobusowa.
1 lipca spółka wprowadziła nowy cennik biletów w którym podniesiono ceny na najbardziej popularnych trasach i obniżono na tych mniej popularnych.
W lipcu przewoźnik zaangażował się w organizację transportu podczas Światowych Dni Młodzieży. Od 20 do 24 lipca przewoźnik w sumie przewiózł dodatkowo ponad 8000 pielgrzymów. Głównymi kierunkami podróży w tych dniach były Radzionków oraz Oświęcim. 28 lipca, w dniu wizyty Franciszka na Jasnej Górze, przewoźnik zrezygnował z opłat za bilety. W tym dniu pociągami dedykowanymi pielgrzymom do i z Częstochowy podróżowało ponad 17 000 osób. Podczas ostatnich dni ŚDM przewoźnik uruchomił dodatkowo specjalne pociągi na trasie Katowice – Podłęże na zlecenie archidiecezji częstochowskiej.
Na początku 2016 roku przewoźnik rozpoczął współpracę z Google w ramach której od 1 sierpnia informacje o połączeniach spółki są dostępne na Google Maps.
W 3. kwartale KŚ podpisały z KZK GOP dwustronną deklarację chęci współpracy, której celem jest przystąpienie spółki do projektu Śląskiej Karty Usług Publicznych.
W połowie października przewoźnik podpisał z ZNTK „Mińsk Mazowiecki” umowę na naprawę poziomu 4 obu jednostek 14WE połączoną z modernizacją obejmującą: montaż toalet, modyfikacje systemu monitoringu i informacji pasażerskiej oraz przemalowanie składów w barwy Kolei Śląskich. 18 października 2016 KŚ wraz z urzędem marszałkowskim zamówiły 13 jednostek Elf II (10 sztuk 4-członowych dla UM oraz 2 sztuki 3-członowe i 1 sztukę 2-członową dla KŚ). W umowie zawarto prawo opcji na 6 kolejnych sztuk, z którego zdecydowano się skorzystać pod koniec roku, zamawiając 4 dodatkowe egzemplarze (3 sztuki 2-członowe i 1 sztuka 3-członowa).
26 października spółka rozpoczęła sprzedaż Eko biletu – wspólnego biletu dobowego z KZK GOP i MZK Tychy.
29 listopada pociągi przewoźnika rozpoczęły planowe zjazdy do nowej bazy taborowej w Katowicach przejętej od Przewozów Regionalnych.

### 2017
16 stycznia przewoźnik rozpoczął sprzedaż biletów przez telefony komórkowe za pośrednictwem aplikacji mobilnej SkyCash.
31 stycznia zarząd województwa podjął uchwałę o skorzystaniu z prawa opcji na 2 dodatkowe 4-członowe elfy II i tydzień później złożył stosowne oświadczenie.
1 lutego, w związku z przeprowadzką do nowej bazy taborowej, przewoźnik zmienił adres na ulicę Raciborską.
10 lutego przewoźnik rozbudował ofertę wspólnego biletu (Eko biletu) o dodatkowego przewoźnika – MZKP Tarnowskie Góry, nowe warianty czasowe oraz dodatkowe punkty sprzedaży.
W marcu Koleje Śląskie złożyły wniosek o pozyskanie dotacji na przystąpienie do ŚKUP.
Pod koniec maja spółka podpisała z Przewozami Regionalnymi umowę na dzierżawę 7 jednostek EN57 w 2018 roku.
31 lipca do bazy przewoźnika dotarł pojazd 14WE-02 (należący do spółki Industrial Division) będący pojazdem zastępczym za niedostarczonego przez Pesę elfa II. Miesiąc później przewoźnikowi przekazano kolejne pojazdy zastępcze: drugi zespół 14WE i 2 pojazdy EN81. Ostatecznie pierwszy elf II został odebrany 11 września. W połowie października podczas nadzwyczajnego zgromadzenia wspólników spółka otrzymała zgodę na zakup 2 dodatkowych elfów w ramach zamówienia uzupełniającego. Pod koniec października Pesa dostarczyła 2 EN71KM w zastępstwie za dwa 4-członowe elfy II, na stanie przewoźnika były wówczas już 3 krótsze elfy II.
9 października portal e-podróżnik.pl rozpoczął sprzedaż biletów Kolei Śląskich.
Pod koniec listopada marszałek województwa śląskiego podjął uchwałę wydłużającą umowę z Kolejami Śląskimi na obsługę połączeń w województwie śląskim o 5 lat, czyli do 2030 roku.
22 grudnia przewoźnik uruchomił nową linię S51 Żywiec – Zakopane.

### 2018

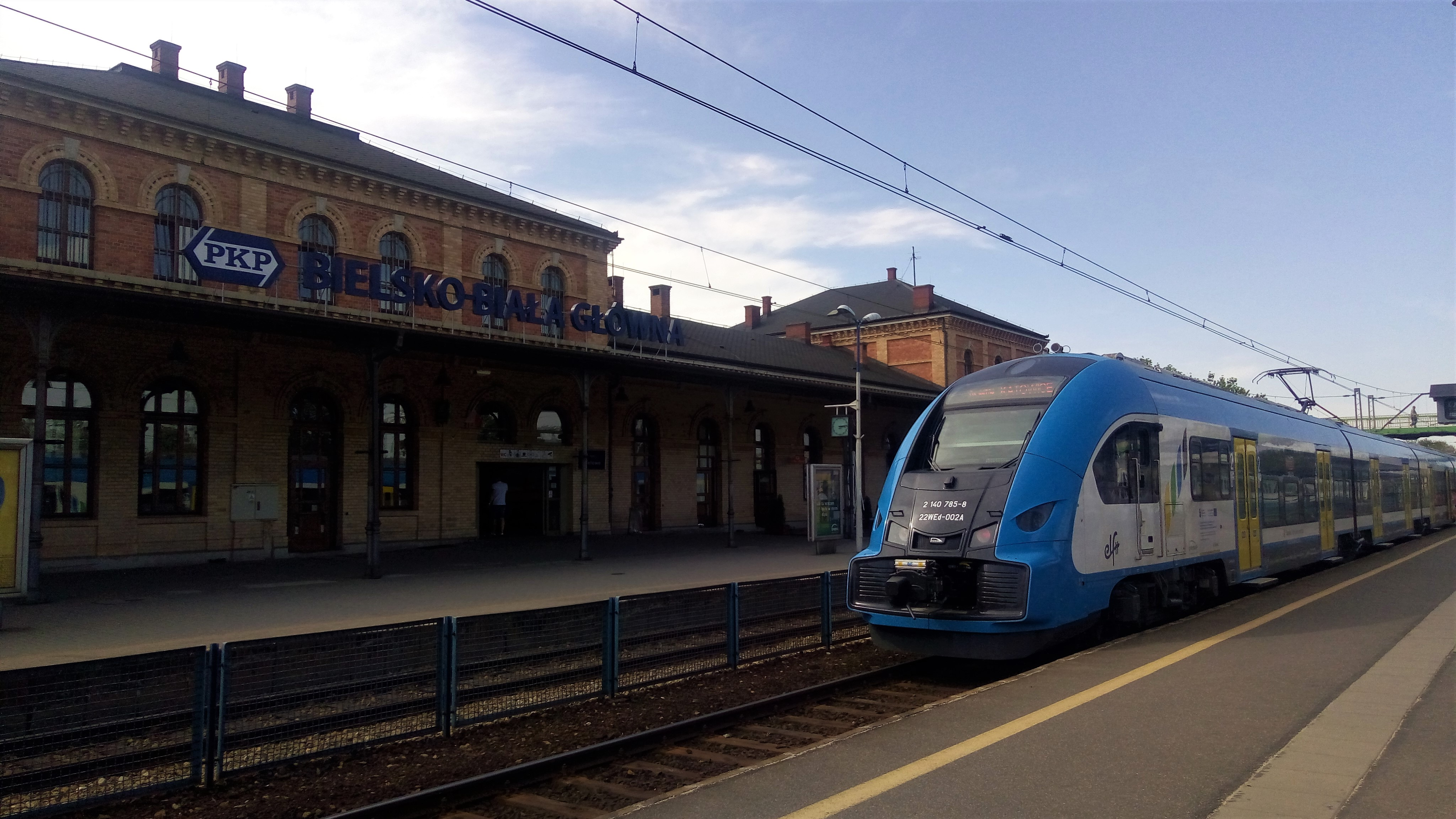
22WEd, który wszedł do eksploatacji w lutym 2018

12 stycznia 2018 KŚ podpisały z przedsiębiorstwem Industrial Division półroczną umowę ramową na wynajem pojazdów 14WE. 17 lutego dostarczono pierwszego 4-członowego elfa II. W maju przewoźnik otrzymał 2 pojazdy 14WE jako pojazdy zastępcze za niedostarczonego 4-członowego elfa II, a w czerwcu 2 pojazdy EN57FPS za kolejnego niedostarczonego elfa II.
W drugiej połowie roku rozpoczęła się budowa myjki na terenie bazy przewoźnika przy ul. Raciborskiej w Katowicach. Myjka została uruchomiona pod koniec października.
18 października przedstawiciele Kolei Śląskich, Górnośląsko-Zagłębiowskiej Metropolii oraz województwa śląskiego podpisali porozumienie dotyczące utworzenia Metrobiletów, czyli wspólnych biletów na pociągi, tramwaje, trolejbusy i autobusy na terenie GZM.

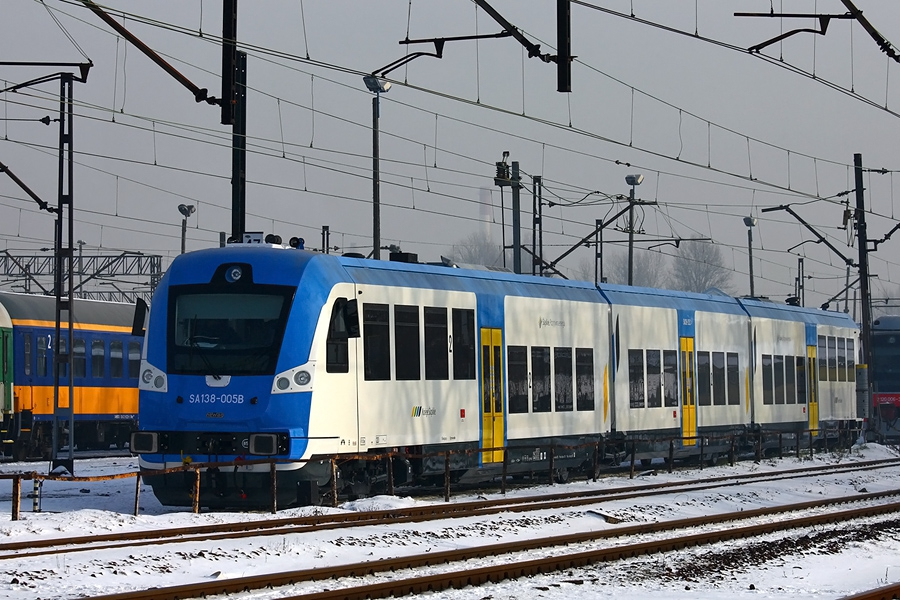
SA138-005 wymieniony na EN57-1823

W drugiej połowie października Koleje Śląskie dokonały tymczasowej wymiany taboru z Przewozami Regionalnymi. Wymieniono spalinowy zespół trakcyjny SA138-005 na elektryczny zespół trakcyjny EN57-1823.
Na przełomie października i listopada do oferty wprowadzono 3 nowe rodzaje biletów: Uniwersalny Subregionalny Bilet Rybnik-Wodzisław, będący wielowariantowym biletem okresowym na komunikację miejską i kolejową w subregionie rybnicko-wodzisławskim, bilet 24h lotnisko, uprawniający do korzystania z przejazdów komunikacją miejską KZK GOP przez 24 godziny oraz jednokrotnego skorzystania z pociągu KŚ na terenie Górnośląsko-Zagłębiowskiej Metropolii, oraz Bilet Katowicki, będący biletem miesięcznym na pociągi, tramwaje i autobusy.
9 grudnia w życie wszedł nowy rozkład jazdy w ramach którego przewoźnik zwiększył pracę eksploatacyjną o ponad 7% oraz uruchomił nowe połączenie Gliwice – Rybnik – Wisła Głębce.
W drugiej połowie grudnia Prokuratura Okręgowa w Katowicach przesłała do sądu akty oskarżenia wobec byłych: prezesa, wiceprezesa i pracownika Kolei Śląskich oraz byłego prezesa Inteko. Oskarżenia wobec byłych pracowników KŚ objęły niegospodarności związane z wyrządzeniem szkody w kwocie 43 mln zł w mieniu takich podmiotów jak: Koleje Śląskie, Inteko, Górnośląskie Przedsiębiorstwo Wodociągów i GPW Dystrybucja. Oskarżenie wobec byłego prezesa spółki Inteko objęło niegospodarność w kwocie 51 mln złotych.
18 grudnia przewoźnik podpisał z firmą Sim Factor umowę na dostawę symulatora elektrycznego zespołu trakcyjnego Elf 2.
19 grudnia rozstrzygnięto przetarg na sprzedaż 2 sztuk autobusów szynowych serii SA109.
31 grudnia KŚ podpisały z Przewozami Regionalnymi umowę na dzierżawę 8 sztuk EN57. Przewoźnik zdecydował się na wynajem tych jednostek ze względu na opóźnienia w dostawach elfów 2.

### 2019
W lutym sprawa wysokości kar za opóźnienia w dostawach elfów 2 trafiła do sądu. W kwietniu poinformowano, że kontrakt na elfy 2 zostanie rozszerzony o 2 pojazdy 3-członowe. 1 maja odebrano ostatnią jednostkę 4-członową.
29 maja Górnośląsko-Zagłębiowska Metropolia podpisała z województwem śląskim umowę odnośnie do współfinansowania 15 par połączeń na terenie GZM (9 istniejących i 6 nowych).
Na początku października przewoźnik postanowił dołączyć do Wspólnego Biletu pod kuratelą PKP.
Pod koniec listopada rozpoczął dzierżawę 2 jednostek 14WE będących własnością spółki Industrial Division.
30 listopada w związku z przygotowaniami do wydłużenia linii S8 Katowice – Lubliniec do Kluczborka spółka zorganizowała przejazd promocyjny Katowice – Kluczbork.
Na przełomie listopada i grudnia spółka wykupiła od Przewozów Regionalnych dzierżawioną od nich bazę taborową w Katowicach przy ul. Raciborskiej za 17,2 mln zł.
Od 15 grudnia 2019 spółka przejęła obsługę połączeń z Lublińca do Kluczborka oraz uruchomiła nowy wariant trasy Katowice – Racibórz prowadzący przez Orzesze Miasto zamiast Mikołów.

### 2020
30 maja odebrano 20. elfa II – jednostkę 21WEa-009.
3 czerwca impuls 36WEa-009 zderzył się z samochodem, w wyniku czego został wyłączony z eksploatacji na czas kilkumiesięcznej naprawy. Z tego powodu we wrześniu przewoźnik zdecydował się na wynajęcie jednego zespołu EN57 Feniks od spółki Polski Tabor Szynowy.
13 grudnia 2020, wraz z wejściem w życie nowego rozkładu jazdy, KŚ rozpoczęły obsługę wybranych połączeń Katowice – Kraków Główny, na których wcześniej połączenie regionalne obsługiwało wyłącznie Polregio. Tego samego dnia rozpoczęto obsługę nowego przystanku kolejowego na linii S8 – Kochcice-Glinica.
Wraz z nadejściem rozkładu jazdy 2020/2021 skrócono linię S74 do Orzesza Jaśkowic i zmieniono linię na jednokierunkową od Orzesza Jaśkowic do Katowic.
18 grudnia zaprezentowano nowe malowanie jednostki EN76-006 z okazji zbliżających się wydarzeń sportowych na Stadionie Śląskim. Pojazd otrzymał nazwę "Pociąg mistrzów".
W ostatnich dniach roku przewoźnik rozpoczął leasing 4 jednostek EN57 Feniks od poolu taborowego Polski Tabor Szynowy.

### 2021
W marcu Koleje Śląskie jako pierwszy przewoźnik kolejowy w Polsce otrzymały jednolity certyfikat bezpieczeństwa wydany przez Prezesa Urzędu Transportu Kolejowego.
10 maja zmieniła się taryfa przewozowa Kolei Śląskich obejmująca podwyżkę cen biletów średnio o 13% oraz obniżkę cen biletów w godzinach poza szczytem.
Wraz z wprowadzeniem nowego rozkładu jazdy 12 grudnia reaktywowano linię S18 Gliwice – Bytom, obsługę połączenia Lubliniec – Kluczbork przejęło od Kolei Śląskich Polregio oraz wprowadzono reorganizację numeracji połączeń.
12 grudnia Koleje Śląskie otrzymały trzy dodatkowe jednostki typu 36WEa, które dotychczas obsługiwały trasy międzywojewódzkie w służbie Polregio.

### 2022
27 kwietnia została zawarta umowa na zakup przez POLREGIO SA138-005 za kwotę 6 100 000.00 PLN netto, czyli 7 503 000,00 zł brutto. SA138-005 to jednostka wyprodukowana w 2012 r.

### 2023
23 sierpnia przewoźnik podpisał z Newagiem umowę na dostawę 3 EZT Impuls wraz z prawem opcji na 2 dodatkowe egzemplarze.
24 listopada samorząd Województwa Śląskiego podpisał z przewoźnikiem umowę na obsługę połączeń kolejowych na zmodernizowanej linii nr 182 Tarnowskie Góry – Zawiercie w okresie od grudnia 2023 do grudnia 2030. W efekcie czego 10 grudnia, wraz z wejściem w życie nowego rozkładu jazdy, przewoźnik uruchomił linię S9 Częstochowa – Tarnowskie Góry. Tego samego dnia, po 2 latach przerwy, przywrócono bezpośrednie połączenia Katowice – Bogumin oraz uruchomiono 2 nowe przystanki Wodzisław Śląski Centrum i Pawłowice Śląskie Centrum.
W grudniu zawarto porozumienie pomiędzy Górnośląsko-Zagłębiowską Metropolią, Województwem Śląskim, Kolejami Śląskimi i Polregio dotyczące wspólnych biletów okresowych na pociągi, tramwaje, trolejbusy, autobusy i rowerowy na terenie GZM.

### 2024

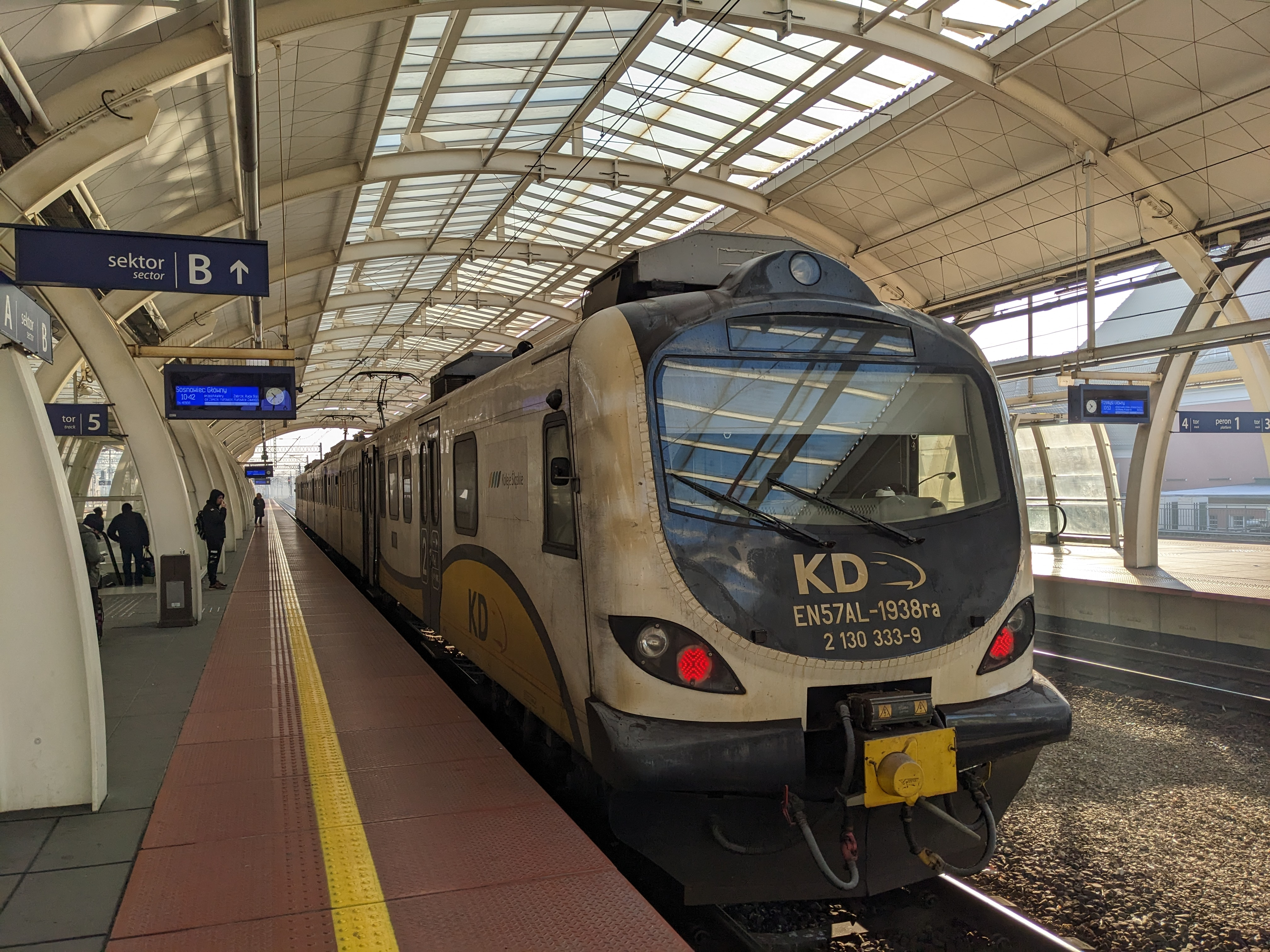
EN57AL-1938 wynajmowany od Kolei Dolnośląskich

26 lutego przewoźnik podpisał z Budimexem umowę na rozbudowę zaplecza technicznego przy ul. Raciborskiej w Katowicach obejmującą m.in. powiększenie hali utrzymania taboru o 4 tys. mkw, przebudowę torowisk i sieci trakcyjnej, dostawę tokarki podtorowej, zabudowę myjni całorocznej oraz powstanie zaplecza dla pracowników. 29 lutego śląski Urząd Marszałkowski zawarł z Newagiem umowę na dostawę 22 EZT Impuls wraz z prawem opcji na 8 dodatkowych egzemplarzy. Na początku kwietnia producent otrzymał od UM oświadczenie o skorzystaniu z opcji na 4 dodatkowe składy.
1 marca w życie weszło zawarte 3 miesiące wcześniej porozumiemie odnośnie wspólnych biletów na pociągi, tramwaje, trolejbusy, autobusy i rowery na terenie GZM. W marcu przewoźnik rozpoczął dzierżawę 2 jednostek EN57 od Kolei Dolnośląskich.
9 czerwca przewoźnik rozpoczął codzienną obsługę linii Rybnik – Gliwice, na której wcześniej kursowały pociągi przewoźnika wyłącznie w weekendy.
15 grudnia, wraz ze zmianą rozkładu jazdy, przewoźnik rozpoczął obsługę 4 nowo powstałych przystanków kolejowych: Chorzów Uniwersytet, Sosnowiec Jęzor Południowy, Zabrze Maciejów oraz Zabrze Północne. Na części połączeń na linii S3 Katowice – Kraków wprowadzono dodatkowe postoje, a sama linia została wydłużona z Krakowa Głównego do Krakowa Płaszowa.

### 2025
Na początku stycznia przewoźnik uruchomił własną aplikację do zakupu biletów – Kaeśkę. 3 lutego Koleje Śląskie i Polska Grupa Górnicza podpisały listy intecyjny w sprawie budowy zaplacza technicznego na terenie po szybie Bojków w Gliwicach. Natomiast 14 lutego podpisano porozumienie o współpracy z Politechniką Śląską obejmujące m.in. prace badawczo-rozwojowe, praktyki dla studentów i możliwość rozwoju dla pracowników przewoźnika.
24 lutego na stacji Katowice odbyła się uroczysta prezentacja pierwszych przekazanych Impulsów 31WEbc, 3 jednostki rozpoczęły kursowanie oraz poinformowano o rozszerzeniu zamówienia Kolei Śląskich o dostawę 2 dodatkowych jednostek (z 3 do 5 sztuk).
9 marca rozpoczęto obsługę nowo powstałego przystanku na linii S8 – przystanku Bytom Stroszek.
Pod koniec marca przewoźnik podpisał z przedsiębiorstwem Corail TS umowę na wykonanie przestawnej sieci trakcyjnej na terenie zaplecza przy ul. Raciborskiej w Katowicach.

## Tabor

### Stały
Stały tabor przewoźnika stanowi kilkadziesiąt elektrycznych zespołów trakcyjnych będących zarówno własnością przewoźnika, jak i Urzędu Marszałkowskiego Województwa Śląskiego.
| Seria          | Liczba członów | Liczba miejsc siedzących | Prędkość maksymalna | Producent      | Modernizator            | Liczba  |                                         |
| -------------- | -------------- | ------------------------ | ------------------- | -------------- | ----------------------- | ------- | --------------------------------------- |
| EN57AKŚ        | 3              | 160+8                    | 120 km/h            | Pafawag        | Newag/ZNLE              | 5       | [ 273 ]                                 |
| EN57AKŚ        | 3              | 160+8                    | 120 km/h            | Pafawag        | Newag                   | 1       | [ 56 ]                                  |
| EN57AKŚ        | 3              | 160+8                    | 120 km/h            | Pafawag        | Newag Gliwice           | 1       | [ 157 ] [ 274 ]                         |
| EN57KM         | 3              | 192                      | 110 km/h            | Pafawag        | ZNTK „Mińsk Mazowiecki” | 2       | [ 275 ] [ 276 ]                         |
| EN71AKŚ        | 4              | 252                      | 120 km/h            | Pafawag        | Newag                   | 2       | [ 63 ] [ 277 ]                          |
| EN75 FLIRT     | 4              | 183+29                   | 160 km/h            | Stadler Rail   | –                       | 4       | [ 77 ]                                  |
| EN76 Elf       | 4              | 172+28                   | 160 km/h            | Pesa           | –                       | 9       | [ 35 ]                                  |
| 14WE           | 3              | 184                      | 110 km/h            | Newag          | –                       | 2       | [ 162 ] [ 278 ]                         |
| 21WEa Elf II   | 3              | 154                      | 160 km/h            | Pesa           | –                       | 5       | [ 194 ] [ 279 ] [ 280 ]                 |
| 22WEd Elf II   | 4              | 190                      | 160 km/h            | Pesa           | –                       | 12      | [ 194 ] [ 281 ] [ 280 ]                 |
| 27WEb Elf      | 6              | 281                      | 160 km/h            | Pesa           | –                       | 6       | [ 61 ] [ 282 ]                          |
| 31WEbc Impuls  | 4              | 192                      | 160 km/h            | Newag          | –                       | 5 z 31  | [ 254 ] [ 261 ] [ 262 ] [ 270 ] [ 283 ] |
| 34WEa Elf II   | 2              | 102                      | 160 km/h            | Pesa           | –                       | 4       | [ 194 ] [ 284 ] [ 280 ]                 |
| 35WE Impuls    | 6              | 282                      | 160 km/h            | Newag          | –                       | 1       | [ 57 ]                                  |
| 36WEa Impuls   | 3              | 150+6                    | 160 km/h            | Newag          | –                       | 6       | [ 158 ] [ 280 ]                         |
| Łączna liczba: | Łączna liczba: | Łączna liczba:           | Łączna liczba:      | Łączna liczba: | Łączna liczba:          | 65 z 91 |                                         |

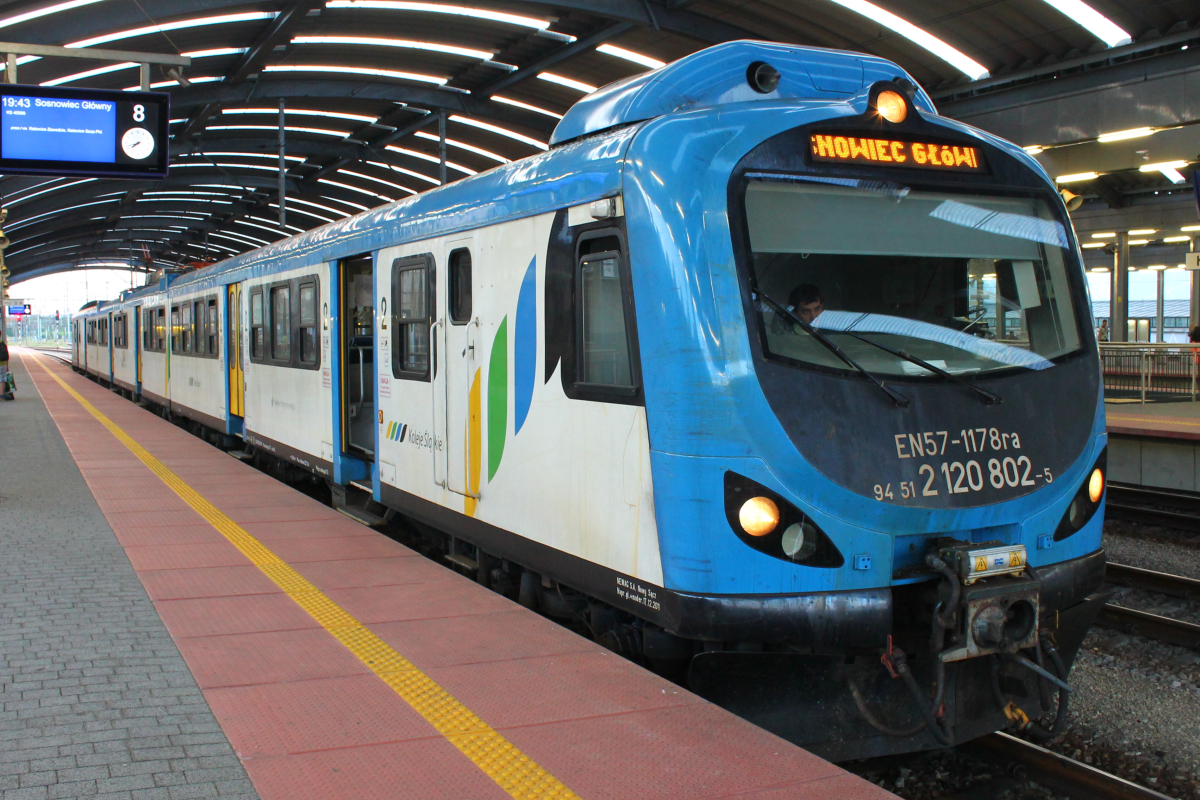
EN57AKŚ
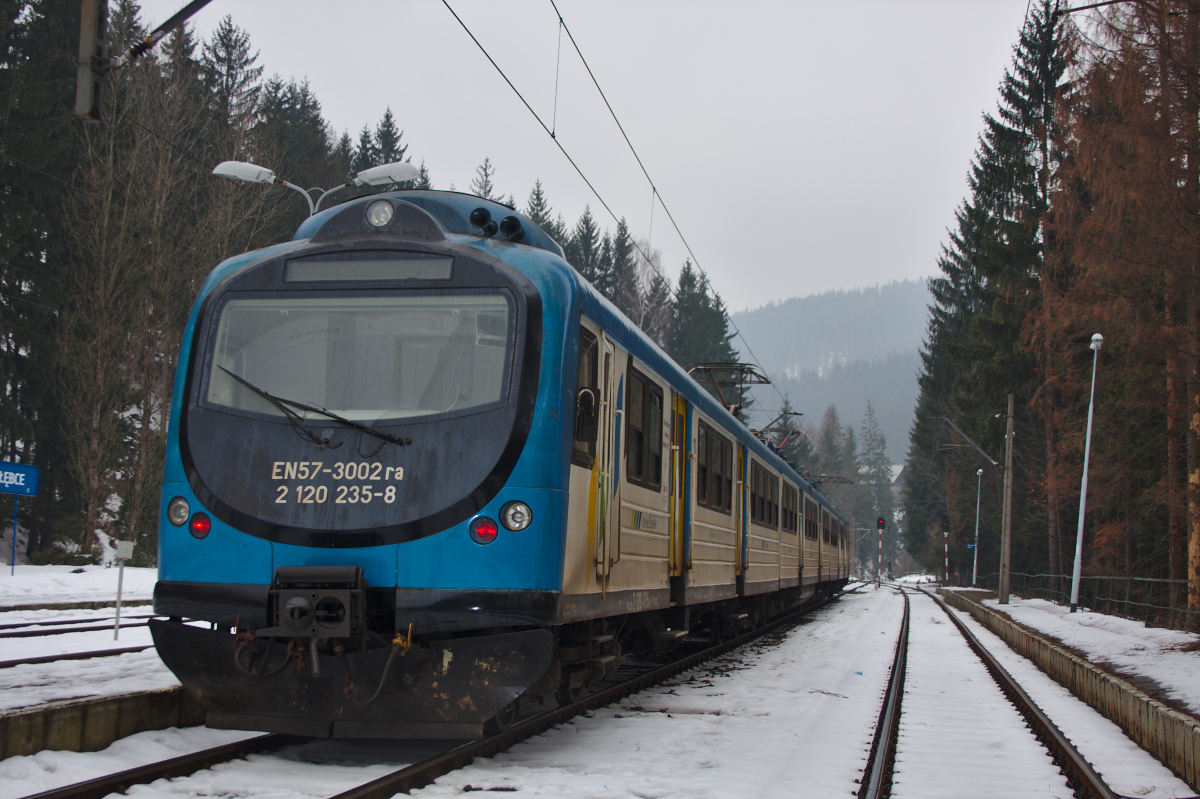
EN57KM
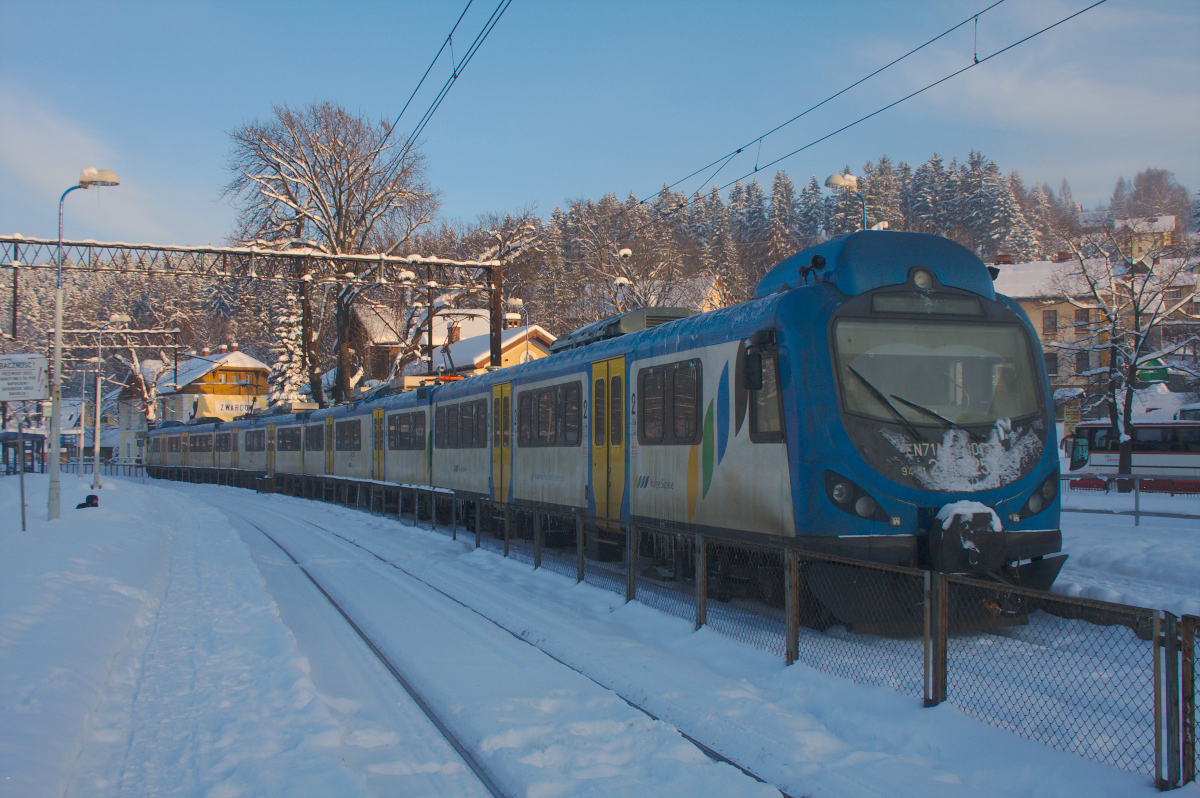
EN71AKŚ
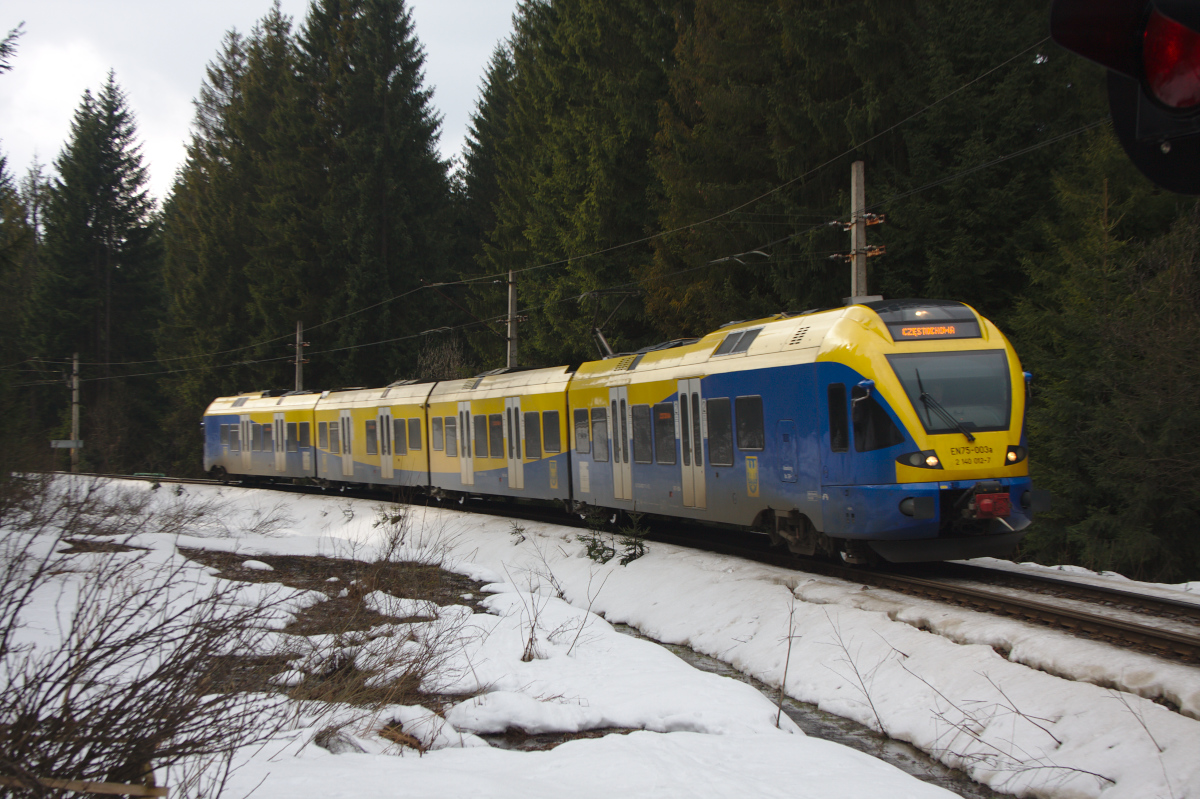
EN75 FLIRT
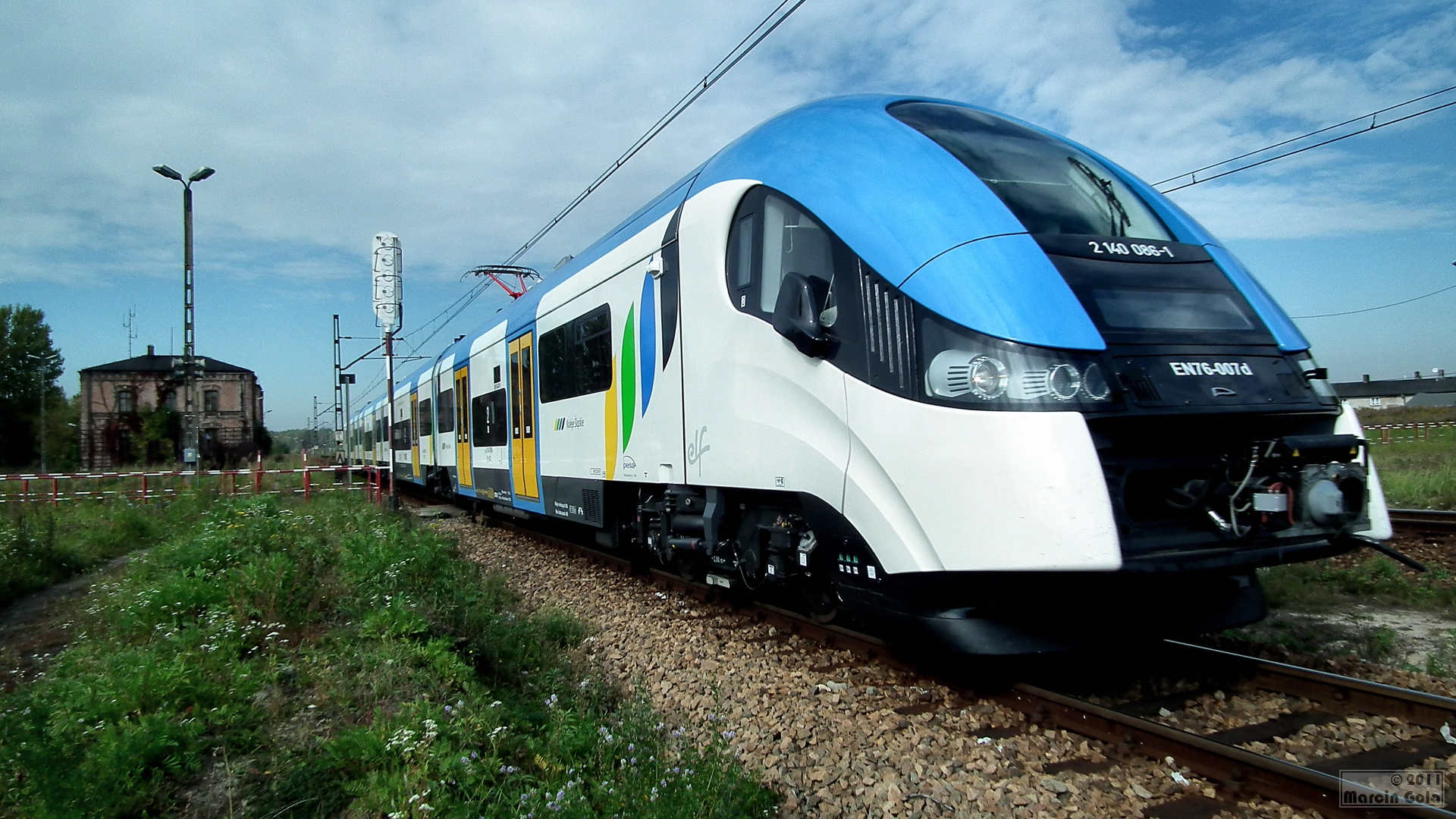
EN76 Elf
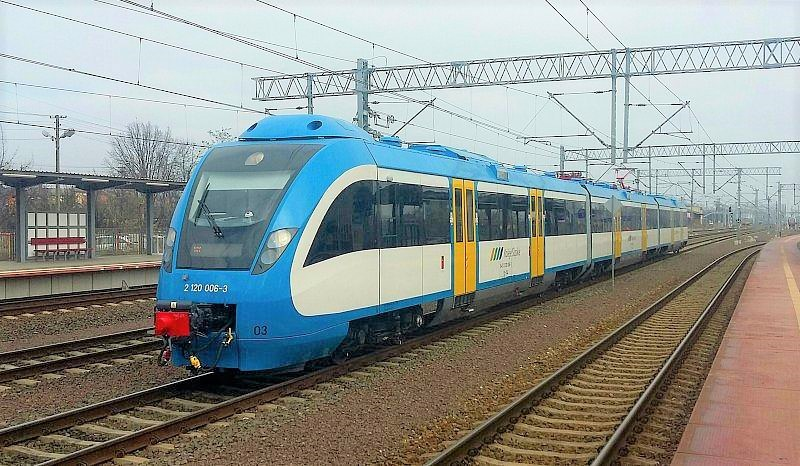
14WE
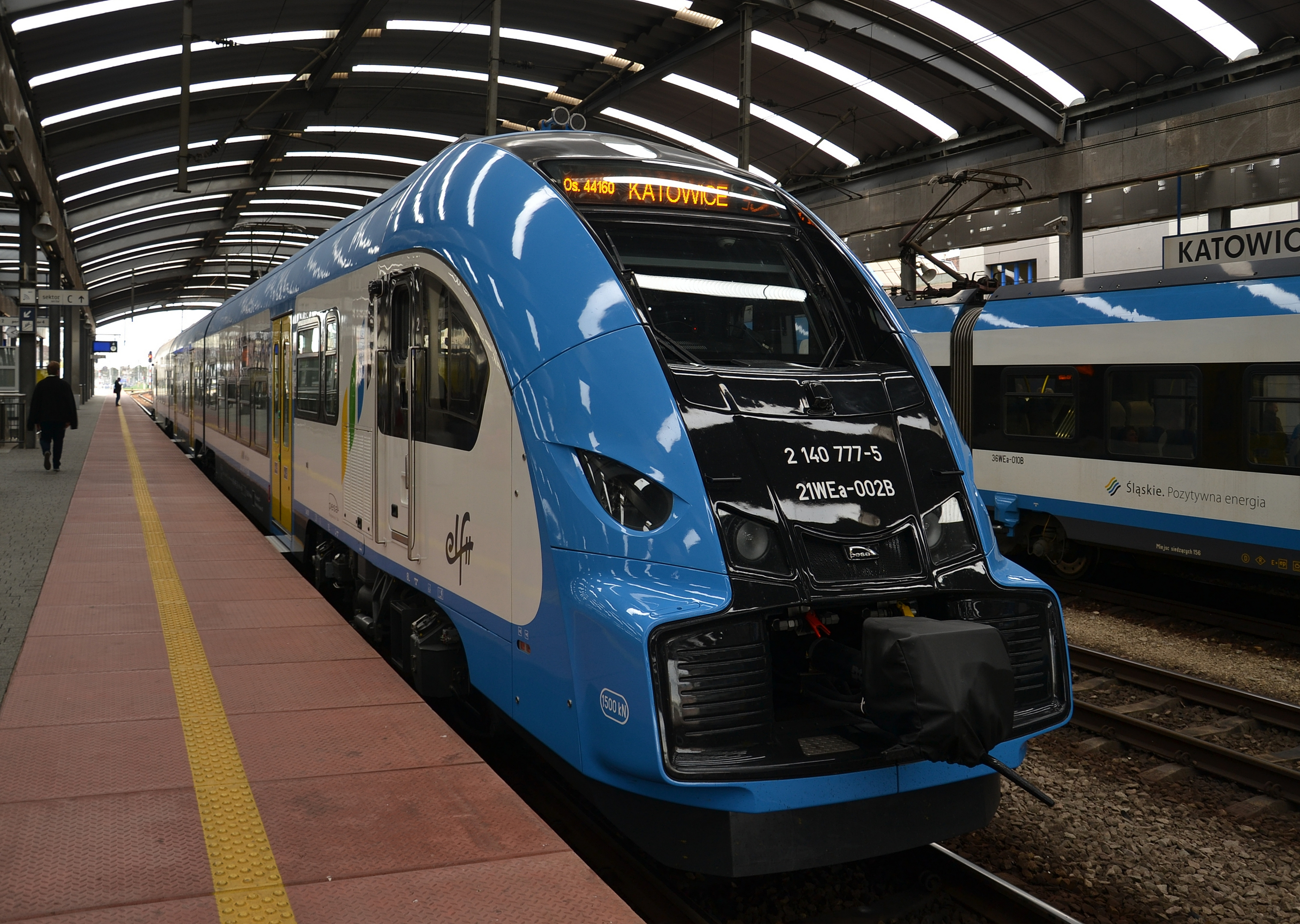
21WEa Elf II
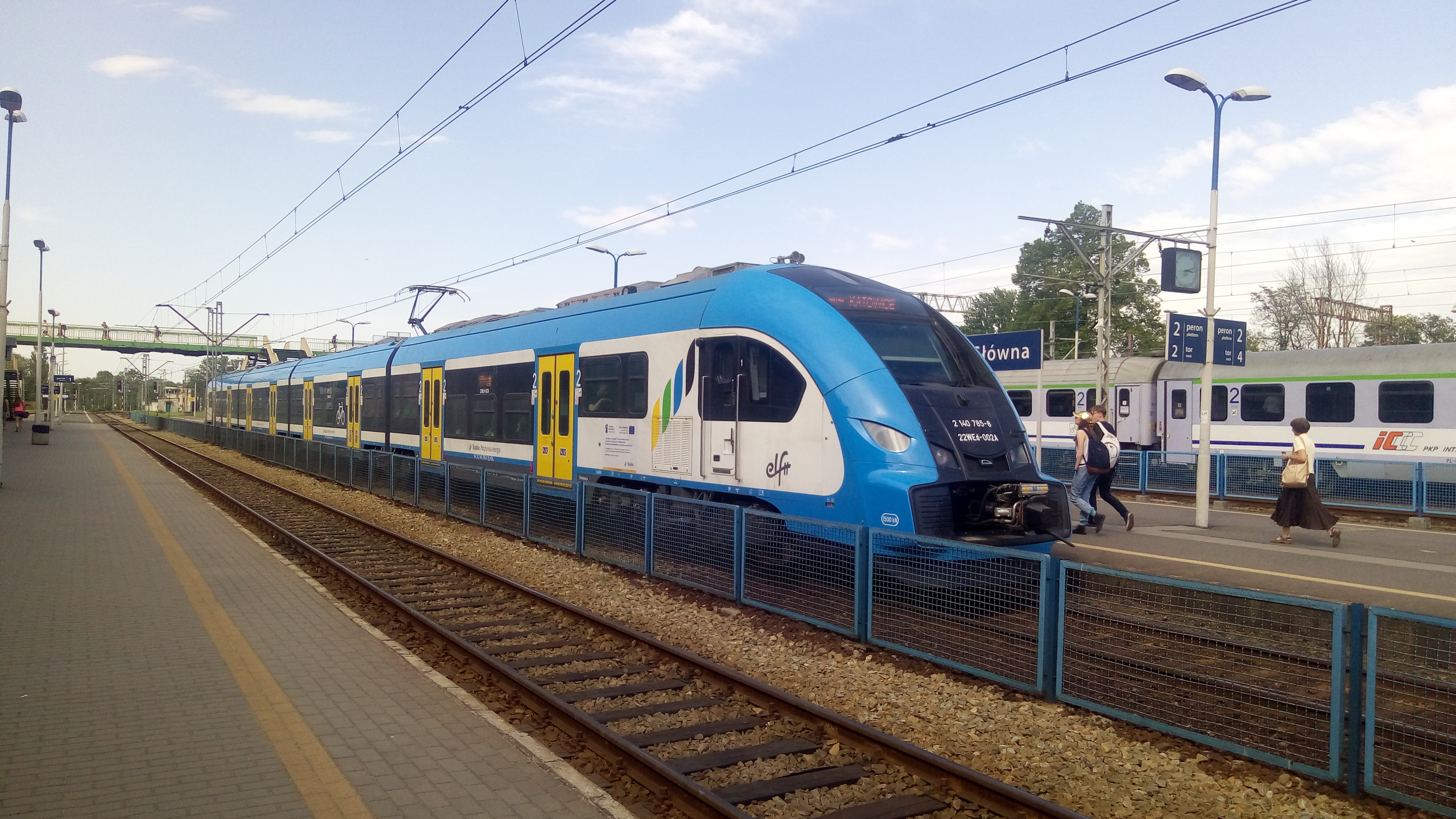
22WEd Elf II
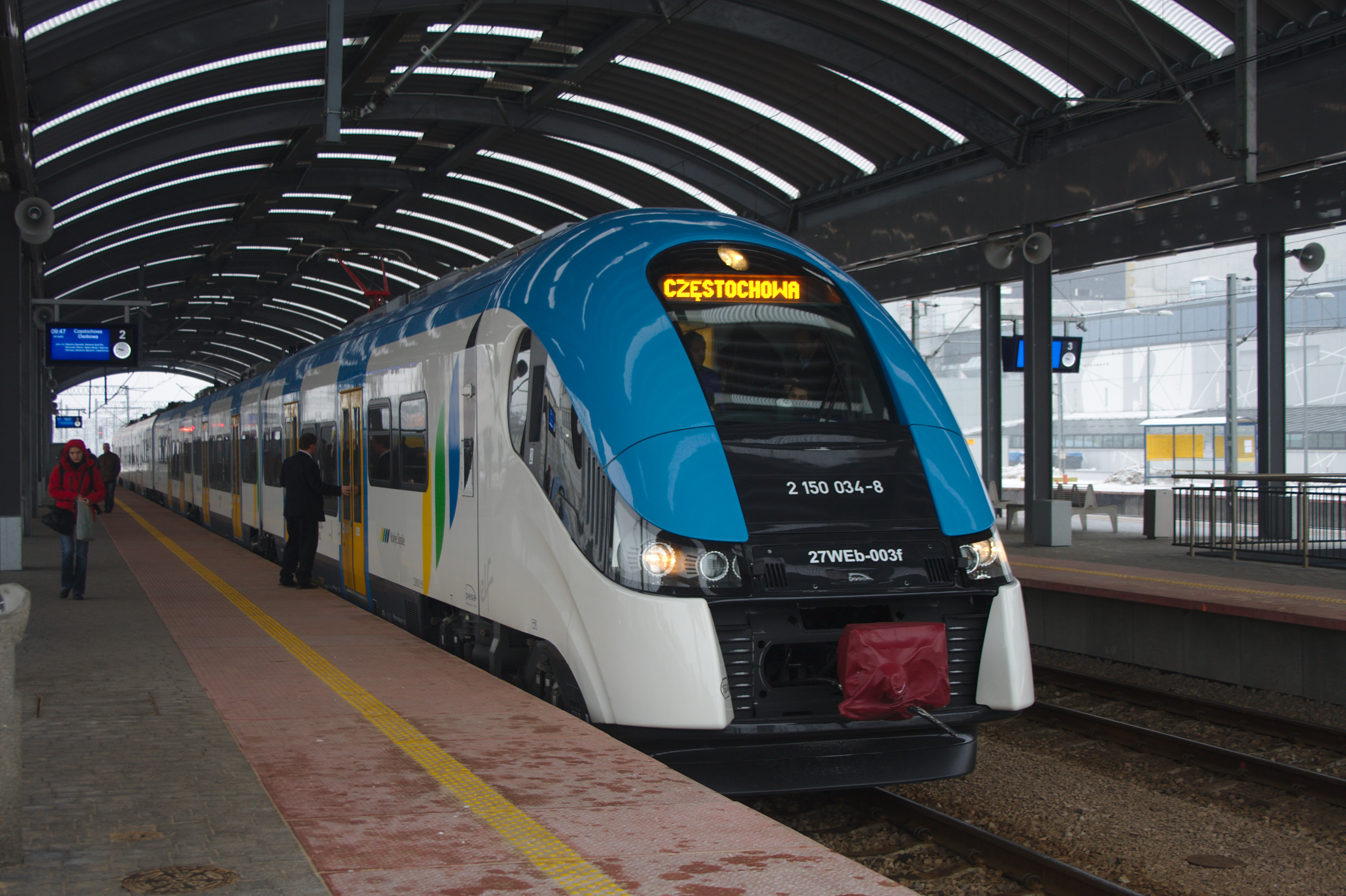
27WEb Elf
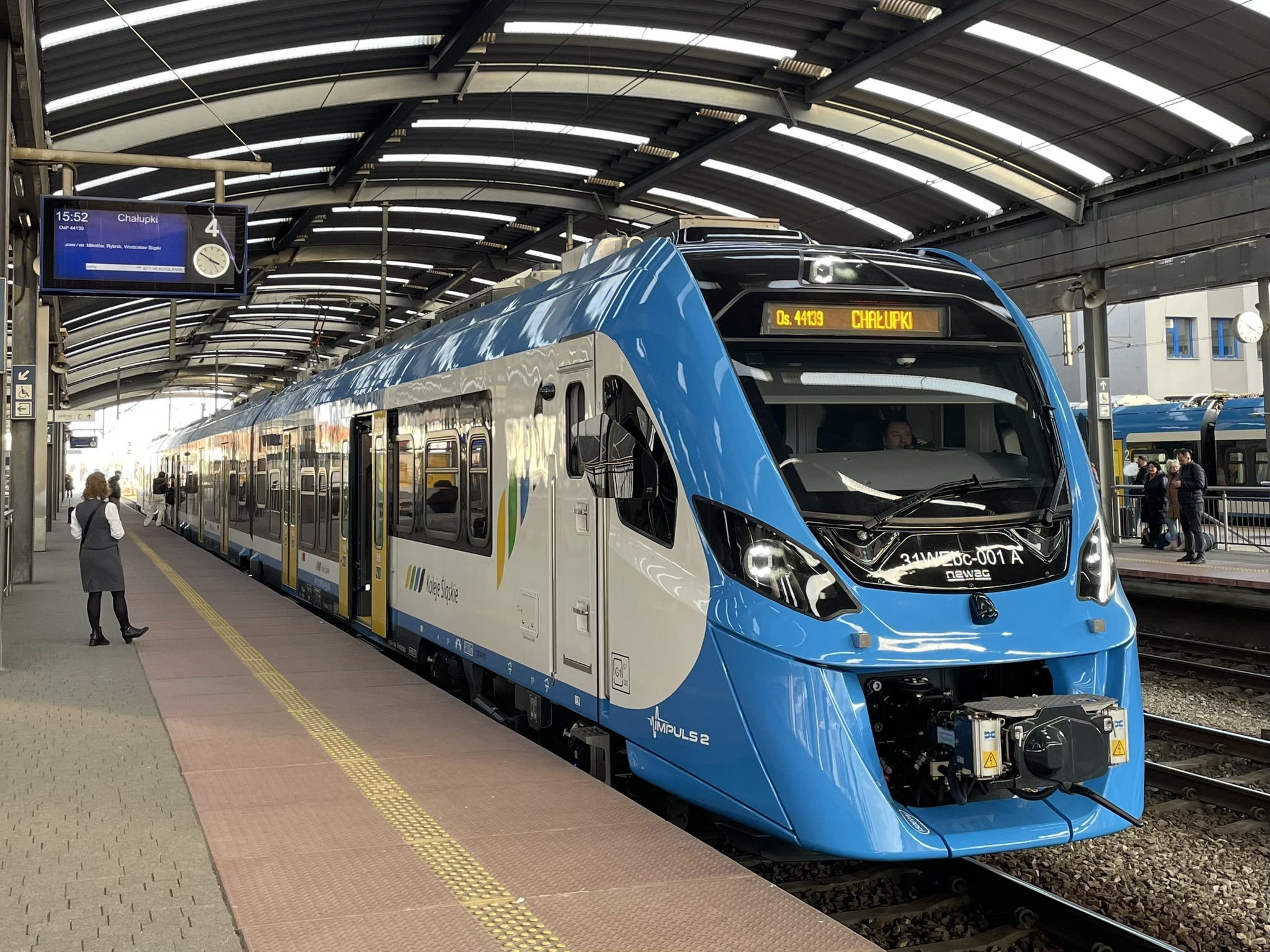
31WEbc Impuls
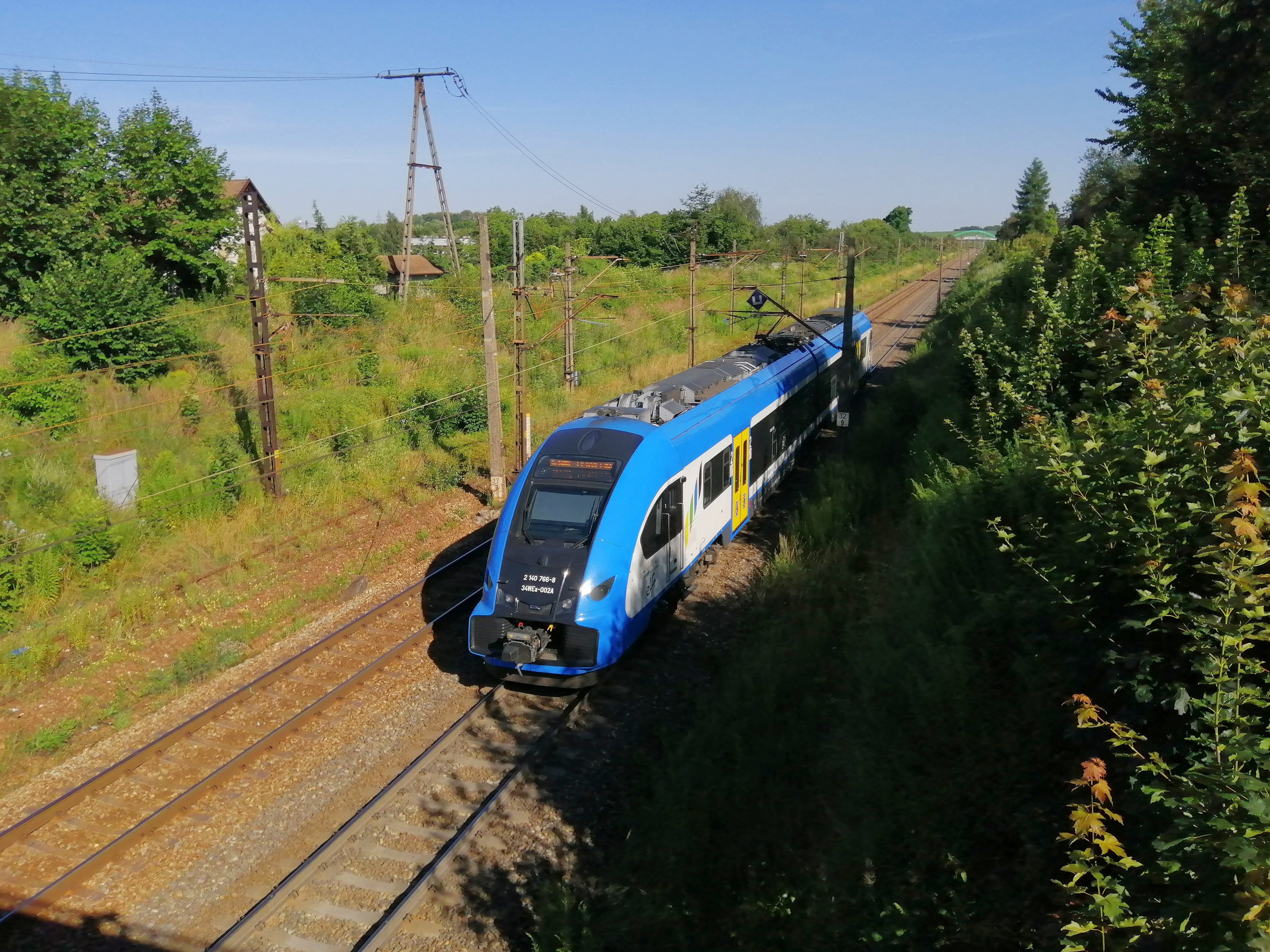
34WEa Elf II
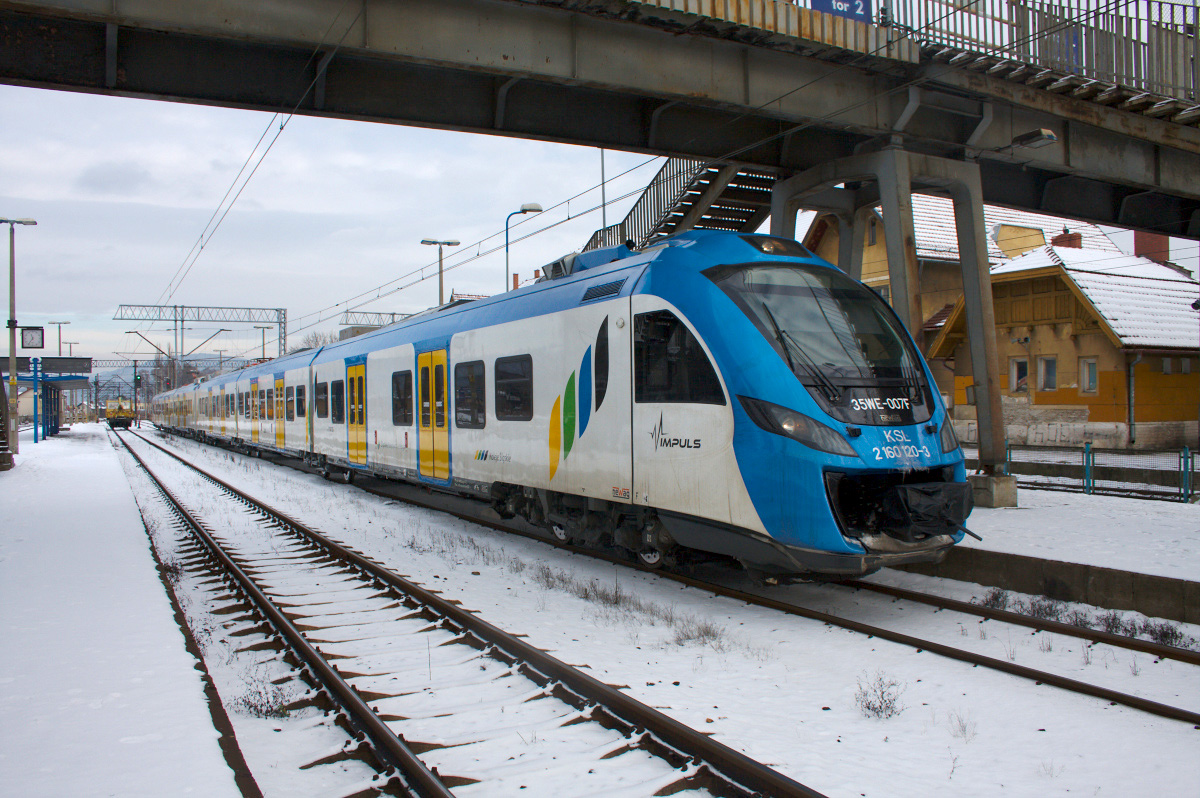
35WE Impuls
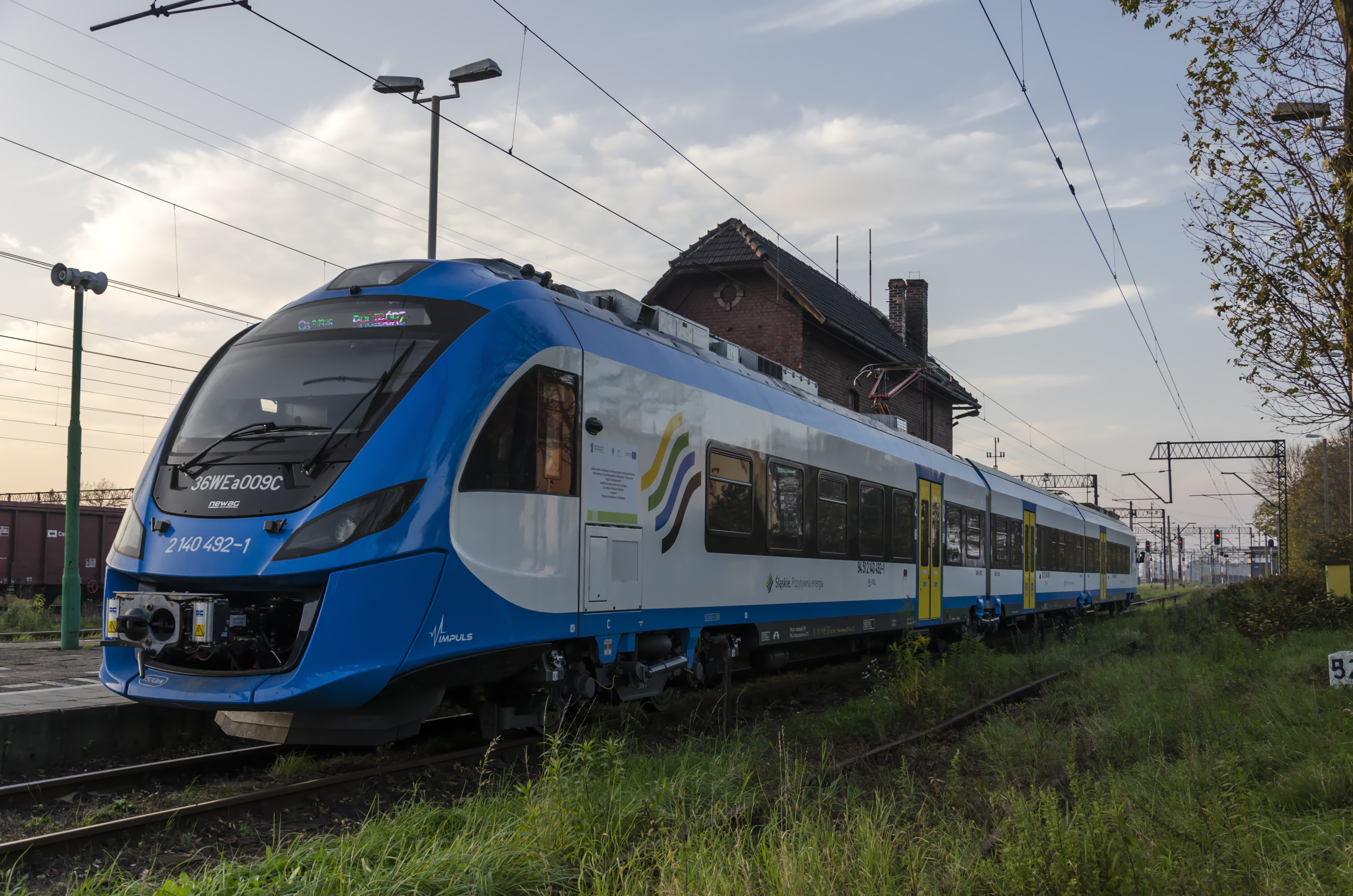
36WEa Impuls

### Wypożyczony

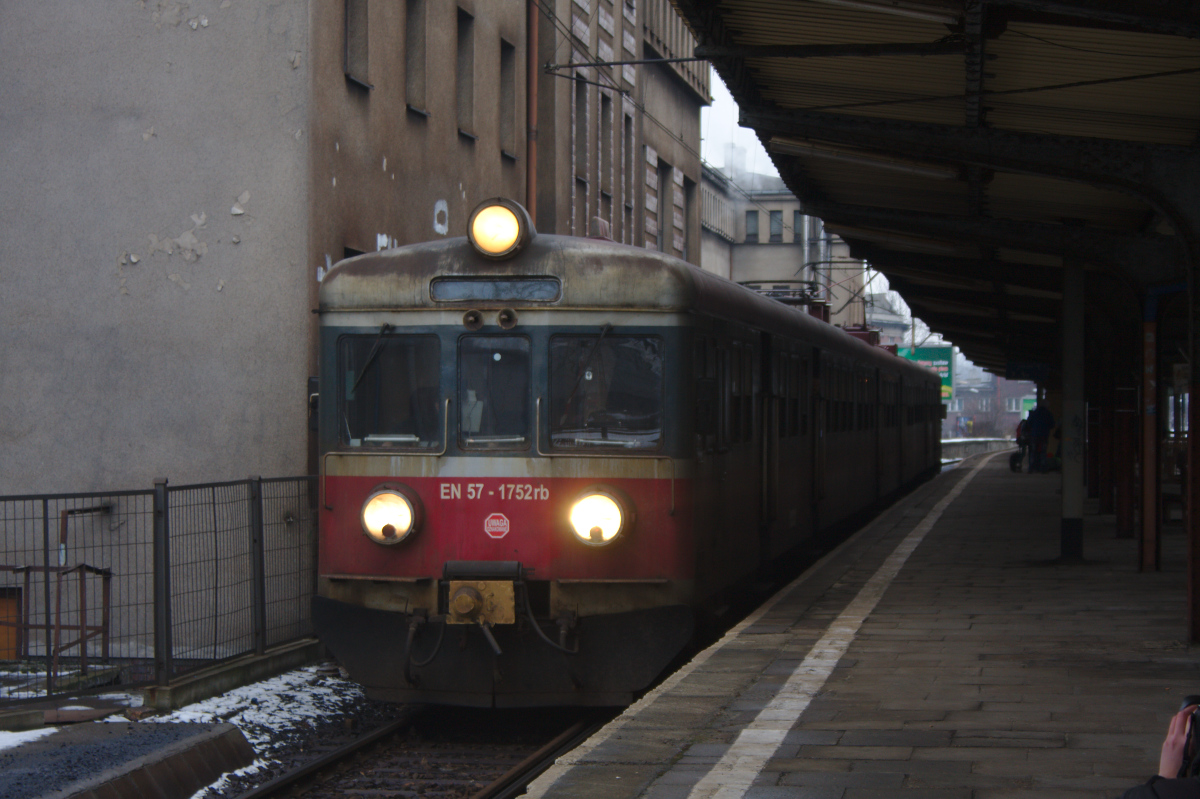
Wypożyczony EN57

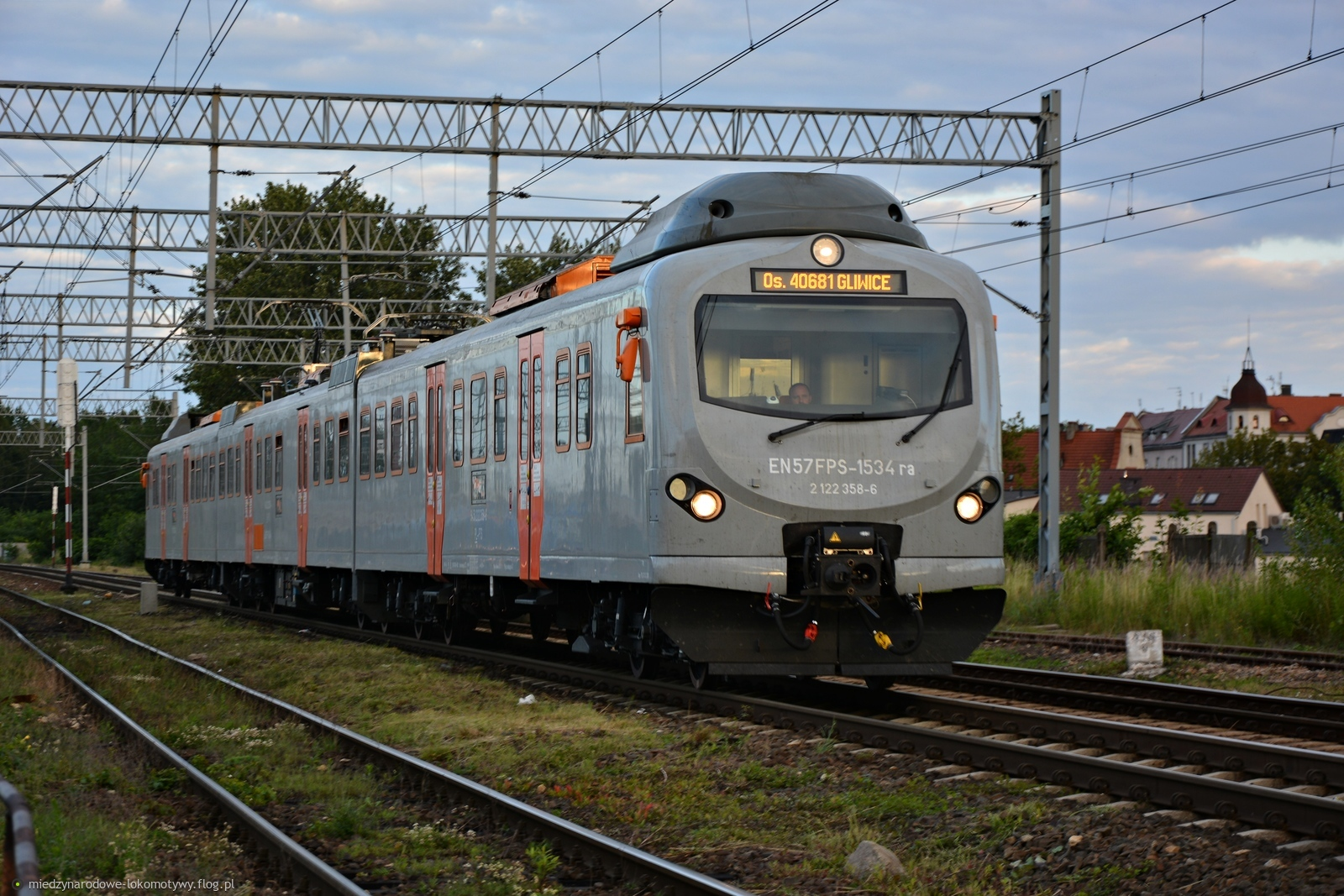
Wypożyczony EN57FPS

Ze względu na niewystarczającą liczbę taboru, przewoźnik wypożycza również elektryczne zespoły trakcyjne od innych przewoźników (Polregio, Koleje Dolnośląskie i Koleje Mazowieckie) oraz spółek specjalizujących się w wypożyczaniu taboru (Industrial Division i Polski Tabor Szynowy). Wypożyczane są zespoły EN57 i ich pochodne.

## Obsługiwane połączenia

### Częstochowa – Katowice – Gliwice (linia S1)

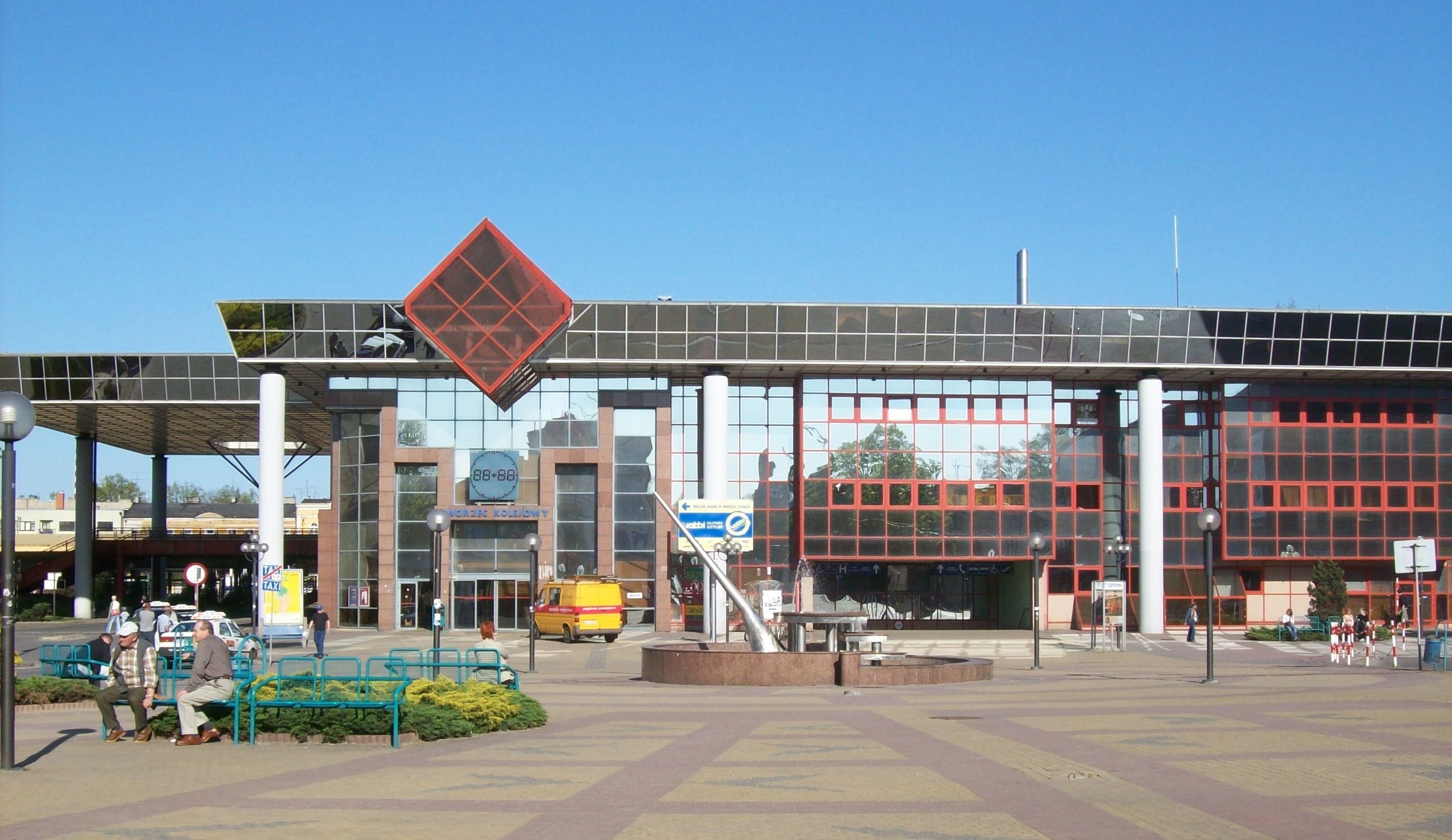
Częstochowa

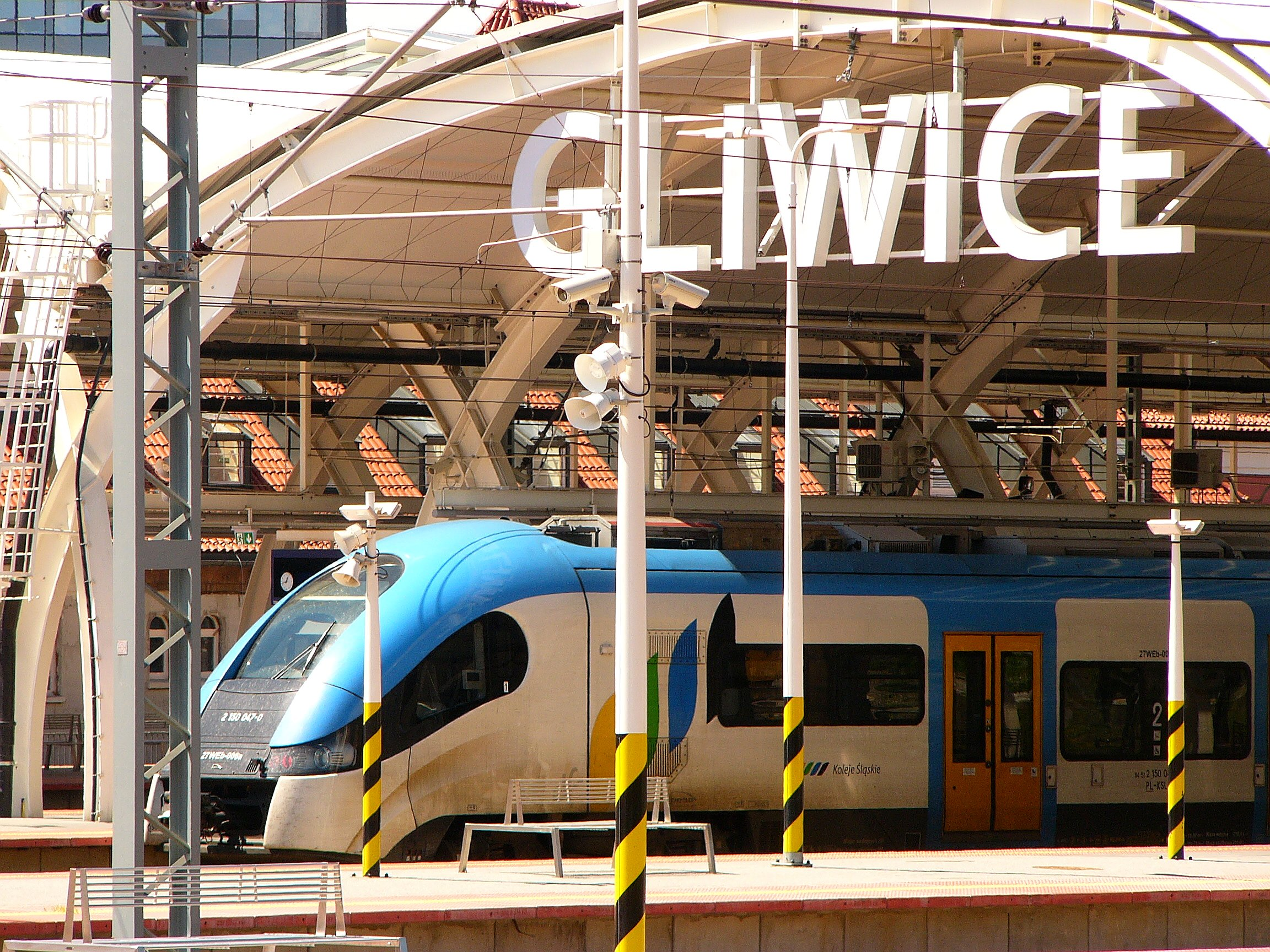
Gliwice

Obsługa linii została przejęta od Przewozów Regionalnych 1 października 2011. Długość linii to 115,4 km. Połączenie wykorzystuje linie kolejowe nr 1 i 137.
11 czerwca 2017 reaktywowano nieużywany wcześniej przez KŚ przystanek Dąbrowa Górnicza Pogoria. Stacja kolejowa Będzin znajdująca się na linii, nie jest obsługiwana.
W przeszłości na linii S1 na odcinku Zawiercie – Katowice kursowały również pociągi osobowe Przewozów Regionalnych jeżdżące w relacji Kielce – Zawiercie – Katowice.
| Przebieg linii | Przebieg linii                 | Przebieg linii | Przebieg linii |
| km             | Stacja/Przystanek              | Kasa           | Biletomat      |
| -------------- | ------------------------------ | -------------- | -------------- |
| 0,0            | Częstochowa                    | T              | T              |
| 3,7            | Częstochowa Raków              |                | T              |
| 9,4            | Korwinów                       |                |                |
| 17,2           | Poraj                          | T              | T              |
| 21,1           | Masłońskie Natalin             |                |                |
| 24,3           | Żarki-Letnisko                 |                |                |
| 27,8           | Myszków Nowa Wieś              |                |                |
| 31,3           | Myszków                        | T              | T              |
| 33,7           | Myszków Światowit              |                |                |
| 36,6           | Myszków Mrzygłód               |                |                |
| 40,6           | Zawiercie Borowe Pole          |                |                |
| 44,5           | Zawiercie                      | T              | T              |
| 50,9           | Łazy                           | T              |                |
| 54,6           | Wiesiółka                      |                |                |
| 56,8           | Chruszczobród                  |                |                |
| 59,5           | Dąbrowa Górnicza Sikorka       |                |                |
| 63,2           | Dąbrowa Górnicza Ząbkowice     |                | T              |
| 65,6           | Dąbrowa Górnicza Pogoria       |                |                |
| 67,0           | Dąbrowa Górnicza Gołonóg       |                |                |
| 70,4           | Dąbrowa Górnicza               | T              | T              |
| 72,3           | Będzin Ksawera                 |                |                |
| 74,6           | Będzin Miasto                  | T              |                |
| 79,8           | Sosnowiec Główny               | T              | T              |
| 83,2           | Katowice Szopienice Południowe |                |                |
| 85,9           | Katowice Zawodzie              |                |                |
| 88,6           | Katowice                       | T              | T              |
| 90,8           | Katowice Załęże                |                |                |
| 94,4           | Chorzów Batory                 | T              |                |
| 96,7           | Świętochłowice                 |                |                |
| 100,0          | Ruda Chebzie                   |                | T              |
| 102,3          | Ruda Śląska                    |                | T              |
| 107,2          | Zabrze                         | T              | T              |
| 115,4          | Gliwice                        | T              | T              |
|                |                                | [ 290 ]        | [ 291 ]        |

### Częstochowa – Lubliniec (linia S13)
Połączenie reaktywowano 13 grudnia 2015. Długość linii to 37,6 km. Połączenie wykorzystuje linie kolejowe nr 61 i 700.
Obsługa linii została przejęta od Przewozów Regionalnych 9 grudnia 2012. 15 grudnia 2013 zawieszono kursowanie jakichkolwiek pociągów osobowych na tej linii. Połączenie reaktywowano 13 grudnia 2015. Kilka lat później Polregio uruchomiły kursy relacji Opole – Lubliniec – Częstochowa.
| Przebieg linii | Przebieg linii      | Przebieg linii | Przebieg linii |
| km             | Stacja/Przystanek   | Kasa           | Biletomat      |
| -------------- | ------------------- | -------------- | -------------- |
| 0,0            | Częstochowa         | T              | T              |
| 2,6            | Częstochowa Stradom |                |                |
| 8,3            | Częstochowa Gnaszyn |                |                |
| 13,2           | Blachownia          |                |                |
| 20,0           | Herby Stare         |                |                |
| 27,2           | Lisów               |                |                |
| 31,2           | Kochanowice         |                |                |
| 37,6           | Lubliniec           | T              | T              |
|                |                     | [ 290 ]        | [ 291 ]        |

### Gliwice – Tarnowskie Góry – Pyrzowice Lotnisko (linia S14)
Zgodnie z zapowiedziami, linia zostanie uruchomiona 2 lipca 2025. Długość linii to 49 km. Połączenie wykorzystuje linie kolejowe nr 147, 132, 165, 131 i 182.
| Przebieg linii | Przebieg linii             | Przebieg linii | Przebieg linii |
| km             | Stacja/Przystanek          | Kasa           | Biletomat      |
| -------------- | -------------------------- | -------------- | -------------- |
| 0,0            | Gliwice                    | T              | T              |
| 5,7            | Zabrze Maciejów            |                |                |
| 9,3            | Zabrze Północne            |                |                |
| 19,1           | Bytom Stroszek             |                |                |
| 20,89          | Radzionków Rojca           |                |                |
| 22,66          | Radzionków                 |                |                |
| 27,21          | Nakło Śląskie              |                |                |
| 31,06          | Tarnowskie Góry            |                |                |
| 37,87          | Miasteczko Śląskie Centrum |                |                |
| 49,35          | Pyrzowice Lotnisko         |                |                |
| [ 294 ]        |                            |                |                |

### Gliwice – Rybnik (linia S17)
6 czerwca 2024 roku uruchomiono linię S17 obsługującą regularne połączenia Gliwice – Rybnik przez Knurów dzięki finansowemu wsparciu miasta Rybnika oraz GZM. Długość linii to 38 km. Połączenie wykorzystuje linie kolejowe nr 141, 149 i 140.
| Przebieg linii | Przebieg linii     | Przebieg linii | Przebieg linii |
| km             | Stacja/Przystanek  | Kasa           | Biletomat      |
| -------------- | ------------------ | -------------- | -------------- |
| 0,0            | Gliwice            | T              | T              |
| 12,0           | Przyszowice        |                |                |
| 19,2           | Knurów             |                |                |
| 30,2           | Leszczyny          |                |                |
| 36,1           | Rybnik Paruszowiec |                |                |
| 38,1           | Rybnik             | T              | T              |
|                |                    | [ 290 ]        | [ 291 ]        |

### Gliwice – Bytom (linia S18)
Linia została reaktywowana 12 grudnia 2021. Długość linii to 18,6 km. Połączenie wykorzystuje linie nr 147 oraz 132.
Linia pierwotnie uruchomiona była w lutym 2013 pod numerem S15. Połączenie posiadało wówczas jedną stację pośrednią – Bytom Bobrek. Zaprzestano jej obsługi po kilku miesiącach funkcjonowania.
15 grudnia 2024 na linii uruchomiono 2 nowe przystanki: Zabrze Maciejów oraz Zabrze Północne.
| Przebieg linii | Przebieg linii    | Przebieg linii | Przebieg linii |
| km             | Stacja/Przystanek | Kasa           | Biletomat      |
| -------------- | ----------------- | -------------- | -------------- |
| 0,0            | Gliwice           | T              | T              |
| 5,7            | Zabrze Maciejów   |                |                |
| 9,3            | Zabrze Północne   |                |                |
| 19,1           | Bytom             |                | T              |
| [ 294 ]        |                   |                |                |

### Gliwice – Katowice – Dąbrowa Górnicza Ząbkowice – Pyrzowice Lotnisko (linia S19)
Zgodnie z zapowiedziami, linia zostanie uruchomiona 2 lipca 2025. Długość linii to 95 km. Połączenie wykorzystuje linie kolejowe nr 137, 1, 705 i 182.
| Przebieg linii | Przebieg linii                 | Przebieg linii | Przebieg linii |
| km             | Stacja/Przystanek              | Kasa           | Biletomat      |
| -------------- | ------------------------------ | -------------- | -------------- |
| 0,00           | Pyrzowice Lotnisko             |                |                |
| 3,71           | Mierzęcice                     |                |                |
| 11,73          | Siewierz                       |                |                |
| 18,79          | Poręba                         |                |                |
| 24,28          | Zawiercie Kądzielów            |                |                |
| 30,71          | Łazy                           | T              |                |
| 34,37          | Wiesiółka                      |                |                |
| 36,62          | Chruszczobród                  |                |                |
| 39,26          | Dąbrowa Górnicza Sikorka       |                |                |
| 42,92          | Dąbrowa Górnicza Ząbkowice     |                | T              |
| 45,46          | Dąbrowa Górnicza Pogoria       |                |                |
| 46,79          | Dąbrowa Górnicza Gołonóg       |                |                |
| 50,33          | Dąbrowa Górnicza               | T              | T              |
| 52,14          | Będzin Ksawera                 |                |                |
| 54,44          | Będzin Miasto                  | T              |                |
| 59,63          | Sosnowiec Główny               | T              | T              |
| 62,99          | Katowice Szopienice Południowe |                |                |
| 65,74          | Katowice Zawodzie              |                |                |
| 68,46          | Katowice                       | T              | T              |
| 70,61          | Katowice Załęże                |                |                |
| 74,25          | Chorzów Batory                 | T              |                |
| 76,50          | Świętochłowice                 |                |                |
| 79,82          | Ruda Chebzie                   |                | T              |
| 82,15          | Ruda Śląska                    |                | T              |
| 87,01          | Zabrze                         | T              | T              |
| 95,18          | Gliwice                        | T              | T              |
|                |                                | [ 290 ]        | [ 291 ]        |

### Katowice – Kraków Płaszów (linia S3)
13 grudnia 2020 KŚ rozpoczęły obsługę wybranych połączeń Katowice – Kraków Główny, które wcześniej obsługiwało wyłącznie Polregio. 15 grudnia 2024 linia została wydłużona do Krakowa Płaszowa. Długość linii to 81,5 km. Połączenie wykorzystuje linie kolejowe nr 138, 134, 133.
| Przebieg linii | Przebieg linii                 | Przebieg linii | Przebieg linii |
| km             | Stacja/Przystanek              | Kasa           | Biletomat      |
| -------------- | ------------------------------ | -------------- | -------------- |
| 0,0            | Katowice                       | T              | T              |
| 2,7            | Katowice Zawodzie              |                |                |
| 5,5            | Katowice Szopienice Południowe |                |                |
| 10             | Mysłowice                      |                |                |
| 12,2           | Sosnowiec Jęzor Południowy     |                |                |
| 22,4           | Jaworzno Szczakowa             |                |                |
| 27,5           | Jaworzno Ciężkowice            |                |                |
| 38,3           | Trzebinia                      |                |                |
| 43,4           | Dulowa                         |                |                |
| 47,7           | Wola Filipowska                |                |                |
| 51,7           | Krzeszowice                    | T              |                |
| 58,3           | Rudawa                         |                |                |
| 64,1           | Zabierzów                      |                |                |
| 66,4           | Zabierzów Rząska               |                |                |
| 68,6           | Kraków Mydlniki Wapiennik      |                |                |
| 69,9           | Kraków Mydlnik                 |                |                |
| 72,4           | Kraków Bronowice               |                |                |
| 74,2           | Kraków Łobzów                  |                |                |
| 77,1           | Kraków Główny                  | T              | T              |
| 78,4           | Kraków Grzegórzki              |                |                |
| 79,6           | Kraków Zabłocie                |                |                |
| 81,5           | Kraków Płaszów                 | T              |                |
| [ 296 ]        |                                |                |                |

### Oświęcim – Katowice (linia S31)
Obsługa linii została przejęta od Przewozów Regionalnych 9 grudnia 2012 (początkowo wraz z odcinkiem Oświęcim – Czechowice-Dziedzice). Długość linii to 32.9 km. Połączenie wykorzystuje linie kolejową nr 138.
Od grudnia 2021 do grudnia 2023 większość połączeń tej linii była wydłużana do Raciborza (linia S7), Wodzisławia Śląskiego lub Chałupek (linia S71).
13 grudnia 2015 zaprzestano obsługi odcinka Oświęcim – Czechowice-Dziedzice. Połączenie te było wcześniej dodatkowo współfinansowane przez samorząd województwa małopolskiego.
| Przebieg linii | Przebieg linii                 | Przebieg linii | Przebieg linii |
| km             | Stacja/Przystanek              | Kasa           | Biletomat      |
| -------------- | ------------------------------ | -------------- | -------------- |
| 0,0            | Oświęcim                       |                |                |
| 4,2            | Nowy Bieruń                    |                |                |
| 8,5            | Chełm Śląski                   |                |                |
| 11,9           | Imielin                        |                |                |
| 15,5           | Mysłowice Kosztowy             |                |                |
| 18,3           | Mysłowice Brzezinka            |                |                |
| 20,1           | Mysłowice Brzęczkowice         |                |                |
| 22,9           | Mysłowice                      |                |                |
| 27,5           | Katowice Szopienice Południowe |                |                |
| 30,2           | Katowice Zawodzie              |                |                |
| 32,9           | Katowice                       | T              | T              |
|                |                                | [ 290 ]        | [ 291 ]        |

### Katowice – Tychy Lodowisko (linia S4)

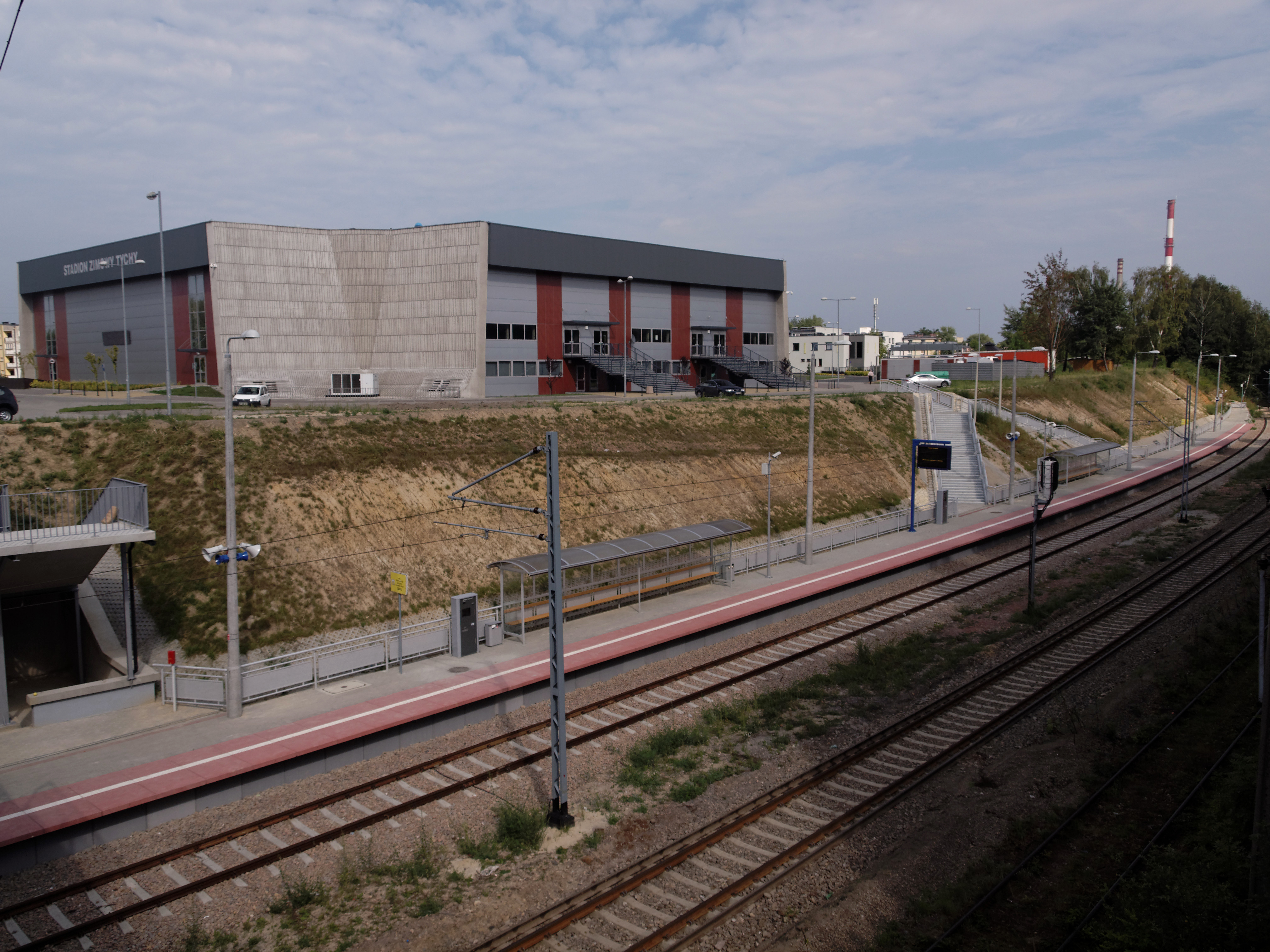
Tychy Lodowisko

Obsługa linii została przejęta od Przewozów Regionalnych 9 grudnia 2012. Długość linii to 30,0 km. Połączenie wykorzystuje linie kolejowe nr 1, 139, 179. Przystanek Tychy Miasto, znajdujący się na tej linii, nie jest wykorzystywany.
Pociągi Kolei Śląskich po raz pierwszy pojawiły się na linii w dniach od 12 do 14 października 2012 podczas strajku maszynistów Przewozów Regionalnych.
| Przebieg linii | Przebieg linii                 | Przebieg linii | Przebieg linii |
| km             | Stacja/Przystanek              | Kasa           | Biletomat      |
| -------------- | ------------------------------ | -------------- | -------------- |
| 0,0            | Sosnowiec Główny               | T              | T              |
| 3,7            | Katowice Szopienice Południowe |                |                |
| 6,1            | Katowice Zawodzie              |                |                |
| 8,8            | Katowice                       | T              | T              |
| 12,2           | Katowice Brynów                |                |                |
| 14,5           | Katowice Ligota                |                |                |
| 16,2           | Katowice Piotrowice            |                |                |
| 19,6           | Katowice Podlesie              |                |                |
| 25,4           | Tychy                          | T              | T              |
| 27,8           | Tychy Zachodnie                |                |                |
| 28,3           | Tychy Aleja Bielska            |                |                |
| 28,7           | Tychy Grota-Roweckiego         |                |                |
| 30,0           | Tychy Lodowisko                |                | T              |
|                |                                | [ 290 ]        | [ 291 ]        |

### Katowice – Zwardoń (linia S5)

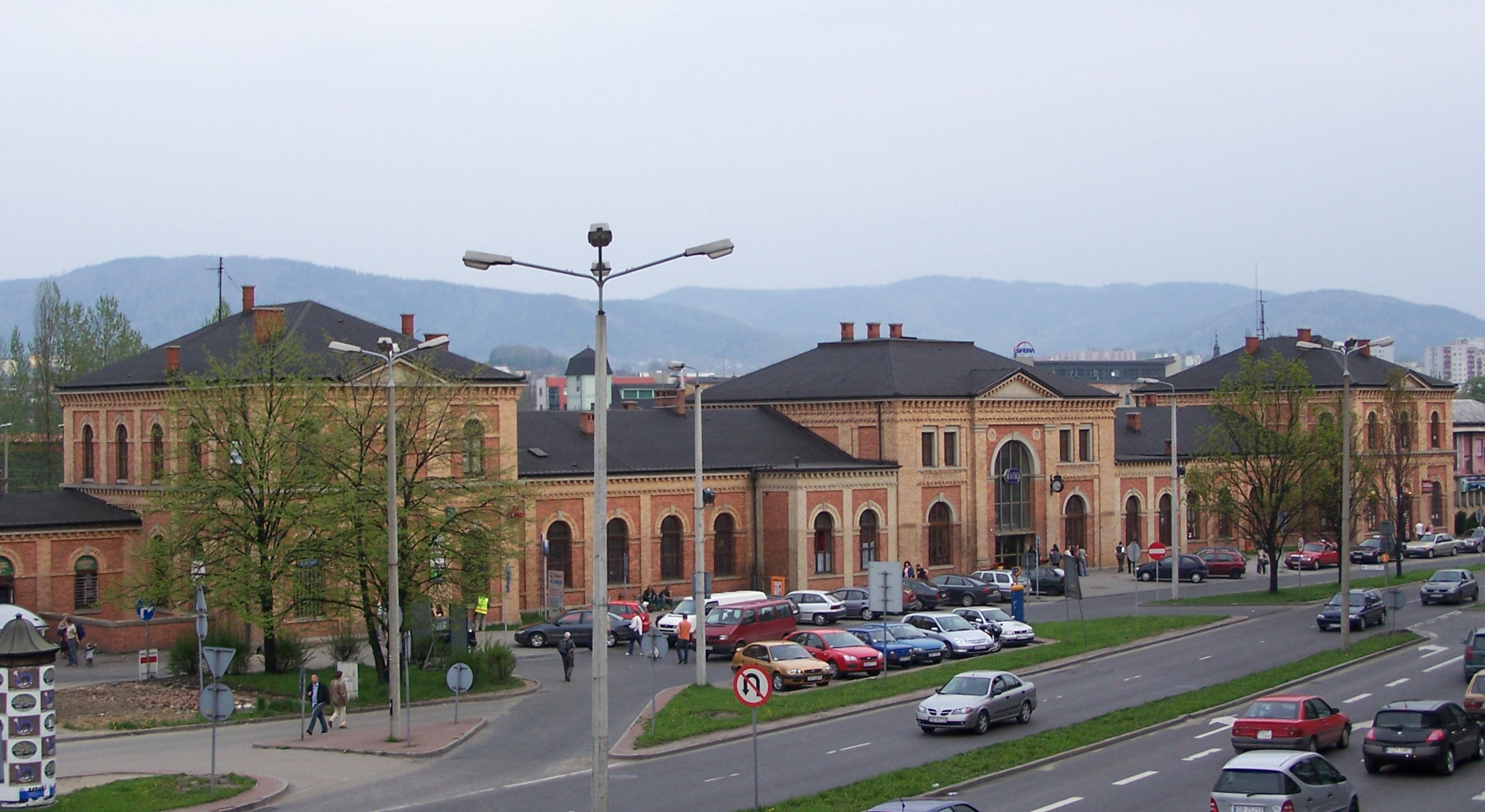
Bielsko-Biała Główna

Obsługa linii została przejęta od Przewozów Regionalnych 9 grudnia 2012.
Długość linii to 113,0 km. Połączenie wykorzystuje linię kolejową nr 139.
Od stacji Łodygowice do Szczyrku od 5 stycznia do 31 marca 2013 kursował autobus KŚ.
| Przebieg linii | Przebieg linii                  | Przebieg linii | Przebieg linii |
| km             | Stacja/Przystanek               | Kasa           | Biletomat      |
| -------------- | ------------------------------- | -------------- | -------------- |
| 0,0            | Katowice                        | T              | T              |
| 3,4            | Katowice Brynów                 |                |                |
| 5,7            | Katowice Ligota                 |                |                |
| 7,4            | Katowice Piotrowice             |                |                |
| 11,1           | Katowice Podlesie               |                |                |
| 16,6           | Tychy                           | T              | T              |
| 19,8           | Tychy Żwaków                    |                |                |
| 25,1           | Kobiór                          |                |                |
| 31,2           | Piasek                          |                |                |
| 35,6           | Pszczyna                        | T              | T              |
| 39,2           | Goczałkowice                    |                |                |
| 40,5           | Goczałkowice Zdrój              |                |                |
| 43,8           | Czechowice-Dziedzice            | T              | T              |
| 46,6           | Czechowice-Dziedzice Przystanek |                |                |
| 48,4           | Czechowice-Dziedzice Południowe |                |                |
| 51,9           | Bielsko-Biała Komorowice        |                |                |
| 54,0           | Bielsko-Biała Północ            |                |                |
| 55,3           | Bielsko-Biała Główna            | T              | T              |
| 56,9           | Bielsko-Biała Lipnik            |                |                |
| 59,2           | Bielsko-Biała Leszczyny         |                |                |
| 61,1           | Bielsko-Biała Mikuszowice       |                |                |
| 63,9           | Wilkowice Bystra                |                |                |
| 67,9           | Łodygowice Górne                |                |                |
| 69,6           | Łodygowice                      |                |                |
| 72,4           | Pietrzykowice Żywieckie         |                |                |
| 76,1           | Żywiec                          | T              | T              |
| 80,1           | Radziechowy Wieprz              |                |                |
| 83,1           | Cięcina Dolna                   |                |                |
| 84,8           | Cięcina                         |                |                |
| 86,5           | Węgierska Górka                 |                |                |
| 89,1           | Cisiec                          |                |                |
| 92,3           | Milówka                         |                |                |
| 94,9           | Milówka Zabawa                  |                |                |
| 97,9           | Rajcza                          |                |                |
| 99,6           | Rajcza Centrum                  |                |                |
| 101,4          | Rycerka                         |                |                |
| 104,4          | Sól                             |                |                |
| 107,6          | Sól Kiczora                     |                |                |
| 109,7          | Laliki                          |                |                |
| 113,0          | Zwardoń                         |                |                |
|                |                                 | [ 290 ]        |                |

### Częstochowa – Katowice – Zakopane (linia S51)
Linia została uruchomiona 22 grudnia 2017. W okresie od 17 kwietnia do 28 maja 2018 połączenie Katowice – Zakopane było realizowane przez Wadowice.
Długość linii to 117,1 km. Połączenie wykorzystuje linie kolejowe nr 97, 98, 104 i 99.
| Przebieg linii | Przebieg linii    | Przebieg linii | Przebieg linii |
| km             | Stacja/Przystanek | Kasa           | Biletomat      |
| -------------- | ----------------- | -------------- | -------------- |
| 0,0            | Żywiec            | T              | T              |
| 11,1           | Jeleśnia          |                |                |
| 19,6           | Hucisko           |                |                |
| 26,2           | Lachowice Centrum |                |                |
| 35,2           | Sucha Beskidzka   |                |                |
| 42,8           | Maków Podhalański |                |                |
| 51,6           | Osielec           |                |                |
| 59,5           | Jordanów          |                |                |
| 69,9           | Chabówka          |                |                |
| 71,8           | Rabka-Zdrój       |                |                |
| 73,8           | Chabówka          |                |                |
| 88,8           | Pyzówka           |                |                |
| 96,4           | Nowy Targ         |                |                |
| 107,6          | Biały Dunajec     |                |                |
| 111,2          | Poronin           |                |                |
| 117,1          | Zakopane          |                |                |
|                |                   | [ 290 ]        | [ 291 ]        |

### Katowice – Wisła Głębce (linia S6)

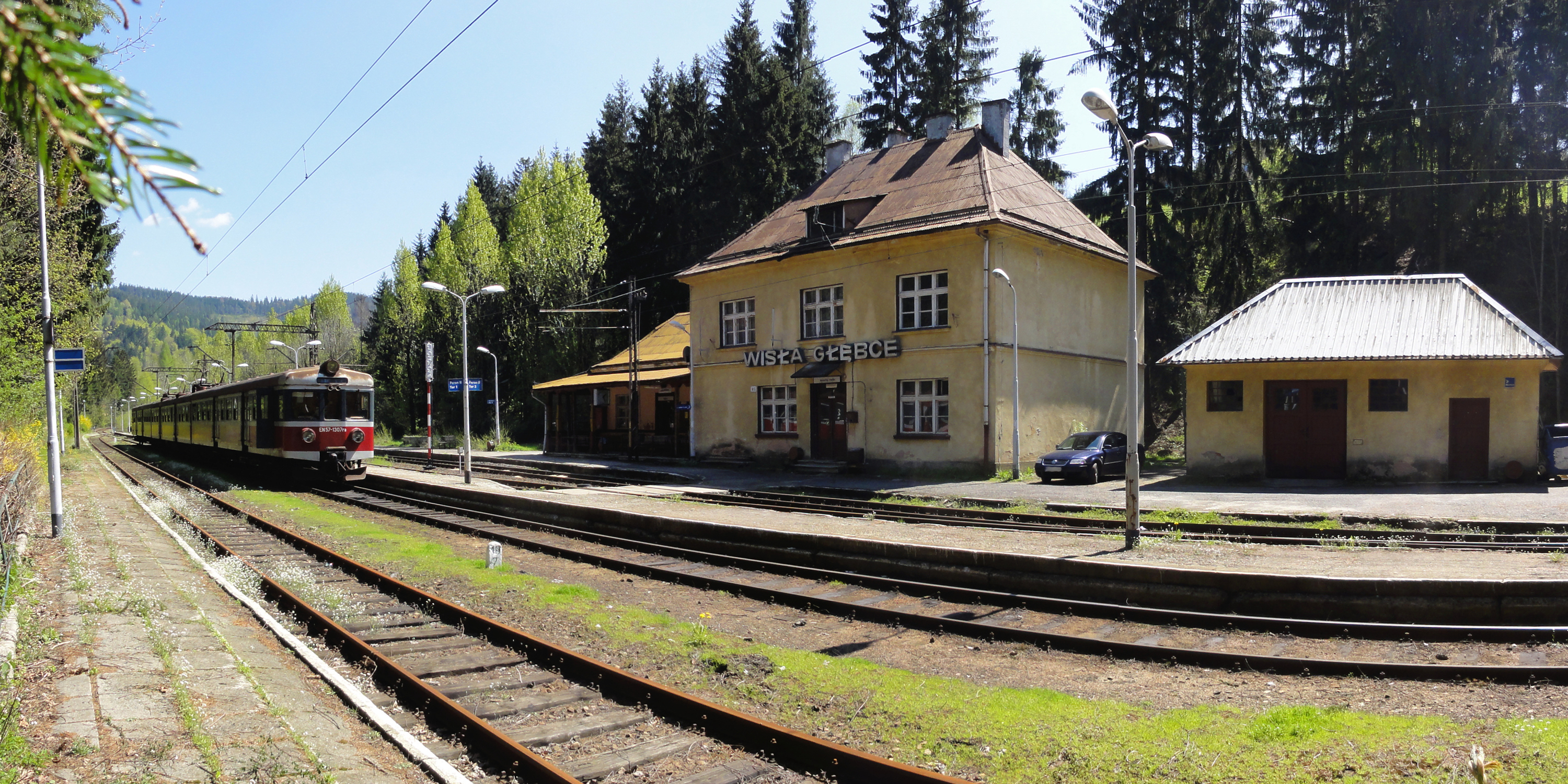
Wisła Głębce

Obsługa linii została przejęta od Przewozów Regionalnych 1 czerwca 2012 (od 1 października 2011 KŚ wykorzystywały 2 pary pociągów w dni wolne). Długość linii to 92,7 km. Połączenie wykorzystuje linie kolejowe nr 139, 150, 694, 157, 190 i 191.
W okresie 1 października 2011 – 8 grudnia 2012 połączenia na tej linii wykonywane były przez KŚ na zasadach komercyjnych (bez dofinansowania z budżetu województwa).
16 marca 2020, ze względu na prace remontowe na linii na odcinku pomiędzy Chybiem a Skoczowem, została wprowadzona na niej Zastępcza Komunikacja Autobusowa. 3 stycznia 2021, po zakończeniu rewitalizacji odcinka Chybie - Skoczów, pociągi tymczasowo wróciły na linię oraz uruchomiono nowy przystanek Skoczów Bajerki. 1 marca 2021 na linii ponownie wprowadzono ZKA, ale już wyłącznie na odcinku Skoczów - Wisła. Modernizacja zakończyła się 11 grudnia 2022. Tego dnia rozpoczęto obsługę dwóch nowych przystanków na trasie: Ustroń Brzegi oraz Wisła Jawornik.
| Przebieg linii | Przebieg linii      | Przebieg linii | Przebieg linii |
| km             | Stacja/Przystanek   | Kasa           | Biletomat      |
| -------------- | ------------------- | -------------- | -------------- |
| 0,0            | Katowice            | T              | T              |
| 3,4            | Katowice Brynów     |                |                |
| 5,7            | Katowice Ligota     |                |                |
| 7,4            | Katowice Piotrowice |                |                |
| 11,1           | Katowice Podlesie   |                |                |
| 16,6           | Tychy               | T              | T              |
| 19,8           | Tychy Żwaków        |                |                |
| 25,1           | Kobiór              |                | T              |
| 31,2           | Piasek              |                |                |
| 35,6           | Pszczyna            | T              | T              |
| 39,2           | Goczałkowice        |                |                |
| 40,5           | Goczałkowice Zdrój  |                |                |
| 46,2           | Zabrzeg             |                |                |
| 48,6           | Zabrzeg Czarnolesie |                |                |
| 55,3           | Chybie Mnich        |                |                |
| 57,4           | Zaborze             |                |                |
| 62,1           | Pierściec           |                |                |
| 65,7           | Skoczów Bajerki     |                |                |
| 66,8           | Skoczów             |                | T              |
| 69,4           | Skoczów Bładnice    |                |                |
| 73,0           | Goleszów            |                |                |
| 78,4           | Ustroń              |                |                |
| 79,7           | Ustroń Zdrój        |                | T              |
| 82,7           | Ustroń Polana       |                |                |
| 81,04          | Ustroń Brzegi       |                |                |
| 86,12          | Wisła Jawornik      |                |                |
| 87,6           | Wisła Uzdrowisko    |                | T              |
| 89,3           | Wisła Dziechcinka   |                |                |
| 91,0           | Wisła Kopydło       |                |                |
| 92,7           | Wisła Głębce        |                |                |
|                |                     | [ 290 ]        | [ 291 ]        |

### Czechowice-Dziedzice – Cieszyn (linia S61)
Obsługa linii została przejęta od Przewozów Regionalnych 9 grudnia 2012. Długość linii to 87,5 km. Połączenie wykorzystuje linie kolejowe nr 139, 150, 93 i 90.
| Przebieg linii | Przebieg linii       | Przebieg linii | Przebieg linii |
| km             | Stacja/Przystanek    | Kasa           | Biletomat      |
| -------------- | -------------------- | -------------- | -------------- |
| 0,0            | Czechowice-Dziedzice | T              | T              |
| 4,8            | Zabrzeg              |                |                |
| 7,1            | Zabrzeg Czarnolesie  |                |                |
| 14,1           | Chybie               |                |                |
| 18,1           | Drogomyśl            |                |                |
| 23,1           | Pruchna              |                |                |
| 29,7           | Zebrzydowice         |                |                |
| 32,4           | Kończyce             |                |                |
| 34,8           | Kaczyce              |                |                |
| 38,3           | Pogwizdów            |                |                |
| 40,7           | Cieszyn Marklowice   |                |                |
| 45,6           | Cieszyn              |                | T              |
|                |                      | [ 290 ]        | [ 291 ]        |

### Skoczów – Cieszyn (linia S62)
Linia została uruchomiona 4 września 2022. Długość linii to 16,4 km. Połączenie wykorzystuje linię kolejową nr 190.
Większość połączeń linii S62 jest skomunikowana na stacji Goleszów z linią S6 w kierunku Katowic. Niektóre połączenia są uruchamiane w podwójnym składzie na odcinku Katowice – Goleszów oraz są dzielone/łączone na stacji Goleszów, by ograniczyć konieczność przesiadki pasażerów.
| Przebieg linii | Przebieg linii      | Przebieg linii | Przebieg linii |
| km             | Stacja/Przystanek   | Kasa           | Biletomat      |
| -------------- | ------------------- | -------------- | -------------- |
| 0              | Skoczów             |                | T              |
| 2,6            | Skoczów Bładnice    |                |                |
| 6,3            | Goleszów            |                |                |
| 7,9            | Goleszów Górny      |                |                |
| 10,5           | Bażanowice          |                |                |
| 15,6           | Cieszyn Uniwersytet |                |                |
| 16,4           | Cieszyn             |                | T              |
|                |                     | [ 290 ]        | [ 291 ]        |

### Katowice – Racibórz (linia S7)

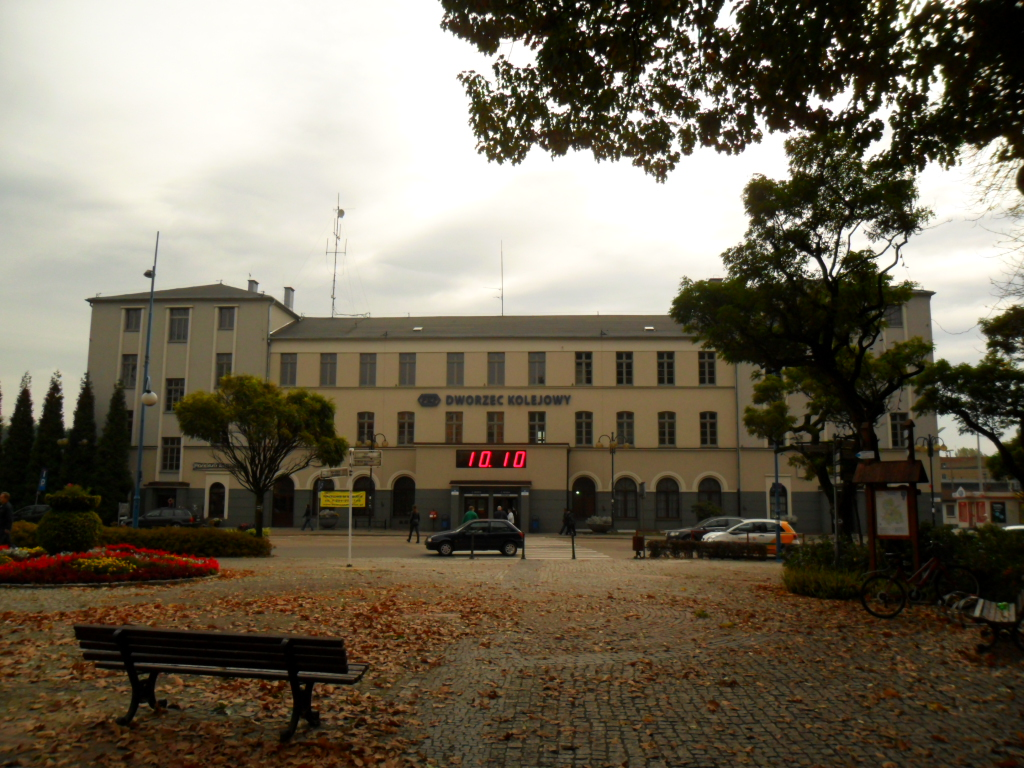
Rybnik

Obsługa linii została przejęta od Przewozów Regionalnych 9 grudnia 2012. Długość linii to 82,1 km. Połączenie wykorzystuje linie kolejowe nr 139, 140 i 151.
| Przebieg linii | Przebieg linii       | Przebieg linii | Przebieg linii |
| km             | Stacja/Przystanek    | Kasa           | Biletomat      |
| -------------- | -------------------- | -------------- | -------------- |
| 0,0            | Katowice             | T              | T              |
| 3,4            | Katowice Brynów      |                |                |
| 5,7            | Katowice Ligota      |                |                |
| 7,4            | Katowice Piotrowice  |                |                |
| 11,6           | Mikołów Jamna        |                |                |
| 14,5           | Mikołów              |                |                |
| 18,6           | Łaziska Górne        |                |                |
| 20,5           | Łaziska Górne Brada  |                |                |
| 24,3           | Orzesze              |                |                |
| 27,4           | Orzesze Jaśkowice    |                |                |
| 31,8           | Czerwionka           |                |                |
| 33,6           | Czerwionka Dębieńsko |                |                |
| 37,5           | Leszczyny            |                |                |
| 43,4           | Rybnik Paruszowiec   |                |                |
| 45,4           | Rybnik               | T              | T              |
| 49,1           | Rybnik Towarowy      |                |                |
| 50,5           | Rybnik Niedobczyce   |                |                |
| 52,6           | Rybnik Niewiadom     |                |                |
| 55,7           | Rydułtowy            |                |                |
| 59,5           | Łuków Śląski         |                |                |
| 61,9           | Sumina Wieś          |                |                |
| 63,7           | Sumina               |                |                |
| 64,8           | Górki Śląskie        |                |                |
| 67,9           | Szymocice            |                |                |
| 71,1           | Nędza Wieś           |                |                |
| 72,8           | Nędza                |                |                |
| 77,9           | Racibórz Markowice   |                |                |
| 82,1           | Racibórz             | T              | T              |
|                |                      | [ 290 ]        | [ 291 ]        |

### Katowice – Bogumin (linia S71)
Obsługa linii została przejęta od Przewozów Regionalnych 9 grudnia 2012. Długość linii to 56,9 km. Połączenie wykorzystuje linie kolejowe nr 139, 140 i 158.
Na linii S71 do 13 grudnia 2020 kursowały również pociągi osobowe Przewozów Regionalnych jeżdżące w relacji Wodzisław Śląski – Katowice – Kraków Główny.
13 grudnia 2015 linia miała zostać wydłużona do czeskiego Bogumina, jednakże ze względu na przedłużający się remont linii nr 158, zamiast pociągów uruchomiono zastępcze autobusy, które kursowały na odcinku Wodzisław Śląski-Bogumin do 17 stycznia 2016.
20 marca 2021 z powodu pogarszającej się sytuacji epidemiologicznej Koleje Śląskie zawiesiły obsługę odcinka Chałupki – Bogumin. 11 czerwca 2023 uruchomiono wahadłowe połączenie Chałupki – Bogumin obsługiwane czeskim taborem, a 10 grudnia przywrócono pełne połączenie Katowice – Bogumin obsługiwane w całości przez Koleje Śląskie.
10 grudnia 2023 na linii uruchomiono nowy przystanek – Wodzisław Śląski Centrum.
| Przebieg linii | Przebieg linii           | Przebieg linii | Przebieg linii |
| km             | Stacja/Przystanek        | Kasa           | Biletomat      |
| -------------- | ------------------------ | -------------- | -------------- |
| 0,0            | Katowice                 | T              | T              |
| 3,4            | Katowice Brynów          |                |                |
| 5,7            | Katowice Ligota          |                |                |
| 7,4            | Katowice Piotrowice      |                |                |
| 11,6           | Mikołów Jamna            |                |                |
| 14,5           | Mikołów                  |                |                |
| 18,6           | Łaziska Górne            |                |                |
| 20,5           | Łaziska Górne Brada      |                |                |
| 24,3           | Orzesze                  |                |                |
| 27,4           | Orzesze Jaśkowice        |                |                |
| 31,8           | Czerwionka               |                |                |
| 33,6           | Czerwionka Dębieńsko     |                |                |
| 37,5           | Leszczyny                |                |                |
| 43,4           | Rybnik Paruszowiec       |                |                |
| 45,4           | Rybnik                   | T              | T              |
| 49,1           | Rybnik Towarowy          |                |                |
| 50,9           | Rybnik Rymer             |                |                |
| 53,0           | Radlin Obszary           |                |                |
| 55,6           | Wodzisław Śląski Radlin  |                |                |
| 56,9           | Wodzisław Śląski         |                | T              |
| 58,5           | Wodzisław Śląski Centrum |                |                |
| 62,4           | Czyżowice                |                |                |
| 66,8           | Bełsznica                |                |                |
| 69,6           | Olza                     |                |                |
| 73             | Rudyszwałd               |                |                |
| 74,8           | Chałupki                 |                |                |
| 79,2           | Bogumin                  |                |                |
|                |                          | [ 290 ]        | [ 291 ]        |

### Rybnik – Pszczyna (linia S72)
Obsługa linii została przejęta od Przewozów Regionalnych 9 grudnia 2012. Długość linii to 35,7 km. Połączenie wykorzystuje linie kolejowe nr 148.
Do grudnia 2021 linia dochodziła do stacji Bielsko-Biała Główna. Została skrócona z powodu prac modernizacyjnych na stacji Czechowice-Dziedzice.
1 września 2024 na odcinku Żory – Pszczyna zawieszono ruch pociągów ze względu na rozpoczęty remont linii nr 148.
| Przebieg linii | Przebieg linii    | Przebieg linii | Przebieg linii |
| km             | Stacja/Przystanek | Kasa           | Biletomat      |
| -------------- | ----------------- | -------------- | -------------- |
| 0,0            | Rybnik            | T              | T              |
| 3,2            | Rybnik Piaski     |                |                |
| 9,6            | Szczejkowice      |                |                |
| 13,8           | Żory              |                |                |
| 18,0           | Suszec Rudziczka  |                |                |
| 19,5           | Suszec Kopalnia   |                |                |
| 20,9           | Suszec            |                |                |
| 28,1           | Radostowice       |                |                |
| 30,7           | Pszczyna Czarków  |                |                |
| 35,7           | Pszczyna          | T              | T              |
|                |                   | [ 290 ]        | [ 291 ]        |

### Tychy – Orzesze Jaśkowice (linia S74)
Linia została reaktywowana 15 czerwca 2025. Długość linii to 17 km. Połączenie wykorzystuje linię kolejową nr 169.
| Przebieg linii | Przebieg linii    | Przebieg linii | Przebieg linii |
| km             | Stacja/Przystanek | Kasa           | Biletomat      |
| -------------- | ----------------- | -------------- | -------------- |
| 0              | Tychy             | T              | T              |
| 4,52           | Wyry              |                |                |
| 7,71           | Łaziska Średnie   |                |                |
| 14,69          | Orzesze Miasto    |                |                |
| 17,07          | Orzesze Jaśkowice |                |                |

### Gliwice – Rybnik – Chybie – Żywiec (linia S75)
Linia została uruchomiona 12 grudnia 2021. Długość linii to 120 km. Przed 10 grudnia 2023 linia obejmowała wyłącznie odcinek Rybnik - Żywiec. Połączenie wykorzystuje linie nr 148, 159, 157, 93, 139.
| Przebieg linii | Przebieg linii            | Przebieg linii | Przebieg linii |
| km             | Stacja/Przystanek         | Kasa           | Biletomat      |
| -------------- | ------------------------- | -------------- | -------------- |
| 0              | Gliwice                   | T              | T              |
| 11,98          | Przyszowice               |                |                |
| 19,16          | Knurów                    |                |                |
| 30,23          | Leszczyny                 |                |                |
| 30,15          | Rybnik                    | T              | T              |
| 51,98          | Żory                      |                |                |
| 58,95          | Warszowice                |                |                |
| 61,97          | Pawłowice Śląskie Centrum |                |                |
| 68,10          | Strumień                  |                |                |
| 73,83          | Chybie                    |                |                |
| 87,94          | Czechowice-Dziedzice      | T              | T              |
| 99,45          | Bielsko-Biała Główna      | T              | T              |
| 101,04         | Bielsko-Biała Lipnik      |                |                |
| 103,32         | Bielsko-Biała Leszczyny   |                |                |
| 108,03         | Wilkowice Bystra          |                |                |
| 113,65         | Łodygowice                |                |                |
| 120,21         | Żywiec                    | T              | T              |
|                |                           | [ 290 ]        | [ 291 ]        |

### Gliwice – Rybnik – Wisła (linia S76)
Linia została uruchomiona 9 grudnia 2018. Długość linii to 113 km. Połączenie wykorzystuje linie kolejowe: 141, 148, 149, 157, 159, 689.
W marcu 2020, ze względu na remont linii do Wisły, linia S76 został skierowana do Żywca. 14 czerwca 2020 na linii uruchomiono dodatkowy przystanek – Przyszowice, 3 września 2023 Warszowice, a 10 grudnia 2023 Pawłowice Śląskie Centrum
| Przebieg linii | Przebieg linii            | Przebieg linii | Przebieg linii |
| km             | Stacja/Przystanek         | Kasa           | Biletomat      |
| -------------- | ------------------------- | -------------- | -------------- |
| 0,0            | Gliwice                   | T              | T              |
| 12             | Przyszowice               |                |                |
| 19,2           | Knurów                    |                |                |
| 30,2           | Leszczyny                 |                |                |
| 38,2           | Rybnik                    | T              | T              |
| 52             | Żory                      |                |                |
| 58,9           | Warszowice                |                |                |
| 62             | Pawłowice Śląskie Centrum |                |                |
| 68,1           | Strumień                  |                |                |
| 73,8           | Chybie                    |                |                |
| 87             | Skoczów                   |                | T              |
| 93,2           | Goleszów                  |                |                |
| 98,6           | Ustroń                    |                | T              |
| 99,9           | Ustroń Zdrój              |                |                |
| 102,9          | Ustroń Polana             |                |                |
| 105,5          | Wisła Obłaziec            |                |                |
| 107,8          | Wisła Uzdrowisko          |                | T              |
| 109,5          | Wisła Dziechcinka         |                |                |
| 111,2          | Wisła Kopydło             |                |                |
| 113            | Wisła Głębce              |                |                |
|                |                           | [ 290 ]        | [ 291 ]        |

### Racibórz – Rybnik – Wisła (linia S77)
Linia została uruchomiona 15 grudnia 2024. Długość linii to 106 km. Połączenie wykorzystuje linie kolejowe nr 151, 140, 173, 148, 159, 157, 190, 191. 
| Przebieg linii | Przebieg linii            | Przebieg linii | Przebieg linii |
| km             | Stacja/Przystanek         | Kasa           | Biletomat      |
| -------------- | ------------------------- | -------------- | -------------- |
| 0,00           | Racibórz                  |                |                |
| 4,14           | Racibórz Markowice        |                |                |
| 9,24           | Nędza                     |                |                |
| 10,96          | Nędza Wieś                |                |                |
| 17,25          | Górki Śląskie             |                |                |
| 30,91          | Rybnik                    | T              | T              |
| 44,74          | Żory                      |                |                |
| 51,71          | Warszowice                |                |                |
| 54,73          | Pawłowice Śląskie Centrum |                |                |
| 60,86          | Strumień                  |                |                |
| 66,60          | Chybie                    |                |                |
| 79,71          | Skoczów                   |                | T              |
| 85,96          | Goleszów                  |                |                |
| 91,36          | Ustroń                    |                | T              |
| 92,76          | Ustroń Zdrój              |                |                |
| 95,64          | Ustroń Polana             |                |                |
| 94,00          | Ustroń Brzegi             |                |                |
| 99,09          | Wisła Jawornik            |                |                |
| 100,56         | Wisła Uzdrowisko          |                | T              |
| 102,18         | Wisła Dziechcinka         |                |                |
| 103,90         | Wisła Kopydło             |                |                |
| 105,69         | Wisła Głębce              |                |                |

### Racibórz – Chałupki (linia S78)
Obsługa linii została przejęta od Przewozów Regionalnych 9 grudnia 2012. Długość linii to 20,3 km. Połączenie wykorzystuje linię kolejową nr 151.
13 grudnia 2015 linia została wydłużona do czeskiego Bogumina.
Od 15 grudnia 2019 pociągi linii S78 kończą bieg w Chałupkach.
| Przebieg linii | Przebieg linii     | Przebieg linii | Przebieg linii |
| km             | Stacja/Przystanek  | Kasa           | Biletomat      |
| -------------- | ------------------ | -------------- | -------------- |
| 0,0            | Racibórz           | T              | T              |
| 9,0            | Tworków            |                |                |
| 12,7           | Krzyżanowice       |                |                |
| 15,8           | Roszków Raciborski |                |                |
| 18,7           | Rudyszwałd         |                |                |
| 20,3           | Chałupki           |                |                |
|                |                    | [ 290 ]        | [ 291 ]        |

### Katowice – Lubliniec (linia S8)

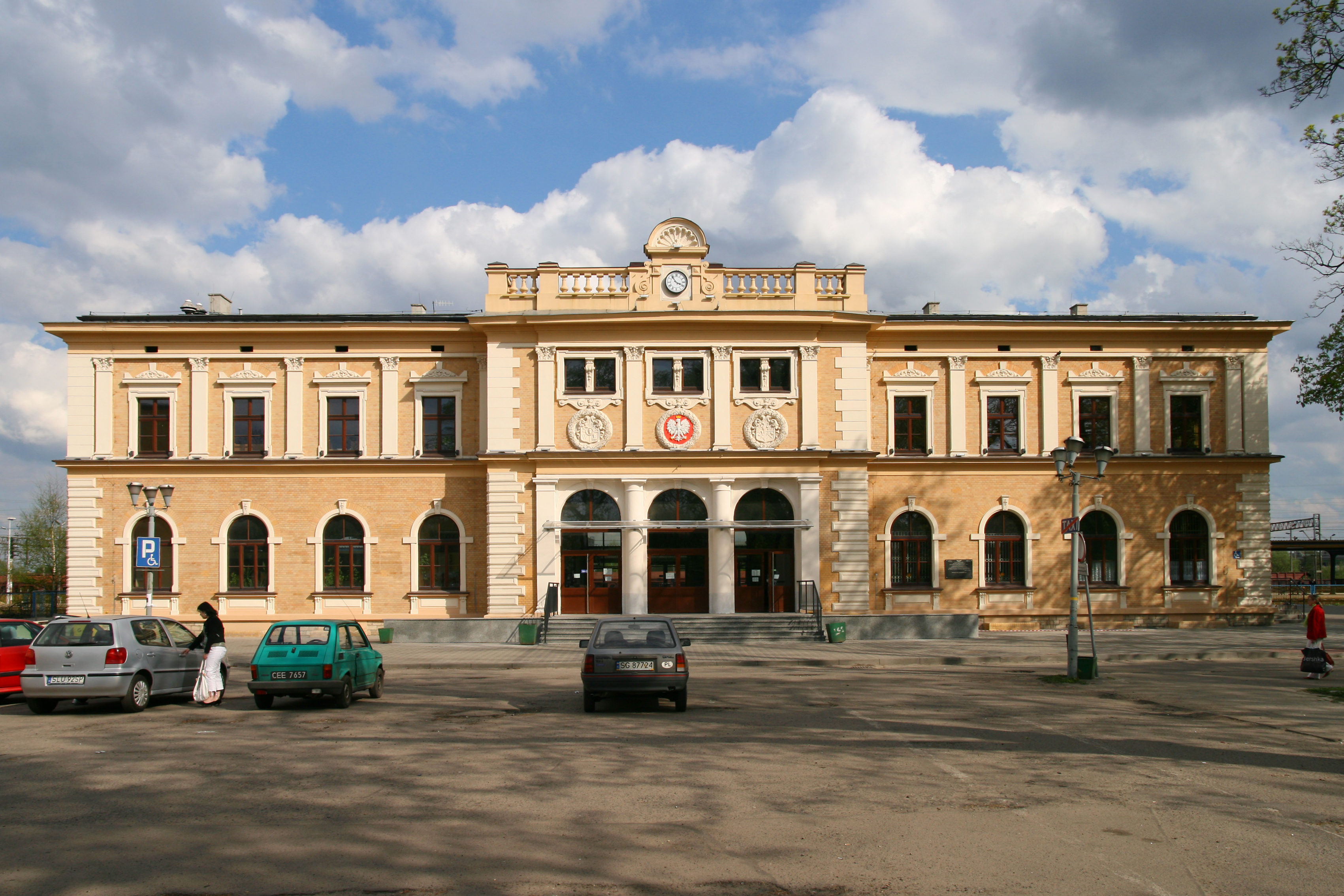
Tarnowskie Góry

Obsługa linii została przejęta od Przewozów Regionalnych 9 grudnia 2012. Długość linii to 67,1 km. Połączenie wykorzystuje linie kolejowe nr 137, 131 i 143.
W okresie od 15 grudnia 2019 do 12 grudnia 2021 linia S8 obejmowała również odcinek Lubliniec – Kluczbork
W okresie od 13 marca 2022 do 15 grudnia 2024 ze względu na modernizację na linii funkcjonowała komunikacja zastępcza na odcinku odcinku Tarnowskie Góry – Katowice. W ramach modernizacji na linii powstały 2 nowe przystanki – Chorzów Uniwersytet (udostępniony pasażerom 15 grudnia 2024) i Bytom Stroszek (udostępniony pasażerom 9 marca 2025) oraz zlikwidowano przystanek Bytom Północny.
| Przebieg linii | Przebieg linii      | Przebieg linii | Przebieg linii |
| km             | Stacja/Przystanek   | Kasa           | Biletomat      |
| -------------- | ------------------- | -------------- | -------------- |
| 0,0            | Katowice            | T              | T              |
| 2,1            | Katowice Załęże     |                |                |
| 5,8            | Chorzów Batory      |                | T              |
| 8,1            | Chorzów Uniwersytet |                |                |
| 9,0            | Chorzów Miasto      |                |                |
| 12,1           | Chorzów Stary       |                |                |
| 17,2           | Bytom               |                | T              |
| 19,9           | Bytom Karb          |                |                |
| 25,5           | Radzionków Rojca    |                |                |
| 23,7           | Bytom Stroszek      |                |                |
| 27,3           | Radzionków          |                |                |
| 30,0           | Nakło Śląskie       |                |                |
| 33,8           | Tarnowskie Góry     |                |                |
| 40,1           | Miasteczko Śląskie  |                |                |
| 47,9           | Kalety              |                |                |
| 55,3           | Koszęcin            |                |                |
| 61,2           | Rusinowice          |                |                |
| 67,1           | Lubliniec           | T              | T              |
| [ 324 ]        |                     |                |                |

### Tarnowskie Góry – Pyrzowice Lotnisko – Częstochowa (linia S9)
Linia została uruchomiona 10 grudnia 2023. Długość linii to 89,4 km. Połączenie wykorzystuje linie kolejowe nr 182 i 1.
| Przebieg linii | Przebieg linii             | Przebieg linii | Przebieg linii |
| km             | Stacja/Przystanek          | Kasa           | Biletomat      |
| -------------- | -------------------------- | -------------- | -------------- |
| 0,0            | Częstochowa                | T              | T              |
| 3,7            | Częstochowa Raków          |                | T              |
| 17,2           | Poraj                      | T              | T              |
| 31,3           | Myszków                    | T              | T              |
| 44,5           | Zawiercie                  | T              | T              |
| 52,5           | Poręba                     |                |                |
| 59,4           | Siewierz                   |                |                |
| 67,4           | Mierzęcice                 |                |                |
| 71,1           | Pyrzowice Lotnisko         |                |                |
| 82,6           | Miasteczko Śląskie Centrum |                |                |
| 89,4           | Tarnowskie Góry            |                |                |
| [ 328 ]        |                            |                |                |

### Okazjonalne
W lipcu i sierpniu 2012 spółka dwukrotnie zorganizowała połączenie specjalne Amber do Kołobrzegu. W 2017 roku podczas 3 długich weekendów spółka uruchomiła połączenie specjalne Giewont z Katowic do Zakopanego. 10 czerwca 2018 Koleje Śląskie w ramach festiwalu zabytków techniki Industriada zorganizowały dwa okazyjne kursy po tzw. Kolejowej Obwodnicy Górnośląskiego Okręgu Przemysłowego. Na trasie przejazdu znalazły się stacje niewykorzystywane na co dzień w ruchu pasażerskim, m.in. Zabrze Makoszowy, Katowice Dąbrówka Mała czy Siemianowice Śląskie. 18 stycznia 2020 miał miejsce bezpłatny przejazd specjalny relacji Katowice – Kraków, który związany był z przymiarkami do uruchomienia stałego połączenia tej relacji. W marcu 2022 przewoźnik zorganizował pociągi specjalne dla uchodźców uciekających przed rosyjską inwazją w Ukrainie.

## Bilety
Kanały dystrybucji biletów:

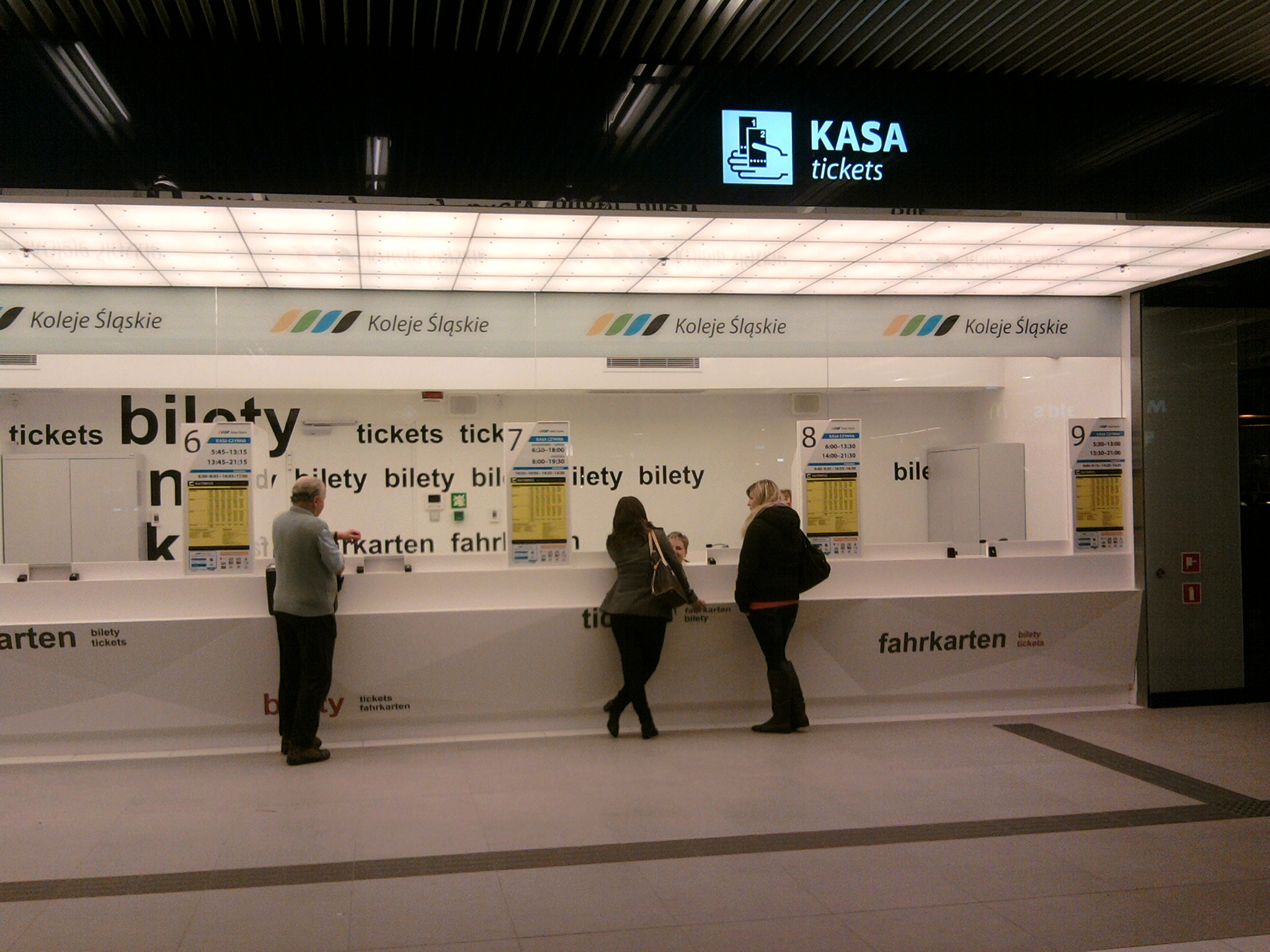
Kasy biletowe Kolei Śląskich na dworcu w Katowicach

- kasy biletowe na wybranych dworcach kolejowych[290];
- Centrum Obsługi Pasażera na dworcu w Katowicach[334];
- biletomaty na wybranych dworcach kolejowych[291];
- saloniki prasowe Kolporter[335];
- aplikacje internetowe: e-KŚ, e-podróżnik, Bilkom i Koleo[336],
- aplikacje mobilne: Kaeśka, Koleje Śląskie, SkyCash, mPay i Koleo[267][337];
- obsługa pociągu[338].

Wspólne bilety z innymi przewoźnikami:
- Wspólny Bilet – wspólny bilet jednorazowy z Arrivą RP, Kolejami Małopolskimi, Kolejami Mazowieckimi, Kolejami Wielkopolskimi, Łódzkią Koleją Aglomeracyjną, PKP Intercity, PKP Szybką Koleją Miejską w Trójmieście i Polregio[339],
- Wspólny Bilet Samorządowy – wspólny bilet 24-godzinny z Arrivą RP, Kolejami Dolnośląskimi, Kolejami Małopolskimi, Kolejami Mazowieckimi, Kolejami Wielkopolskimi, Łódzką Koleją Aglomeracyjną i Warszawską Koleją Dojazdową[340].
- Metrobilet – wspólny bilet miesięczny z Zarządem Transportu Metropolitalnego i Polregio[259],

Honorowanie biletów innych przewoźników:
- České dráhy – wybrane bilety okresowe[341];
- PKP Intercity – wyłącznie w sytuacjach nadzwyczajnych[342];
- Polregio – wybrane bilety okresowe i jednorazowe (w relacjach wychodzących poza obszar obsługiwany przez KŚ)[343].

## Zaplecze

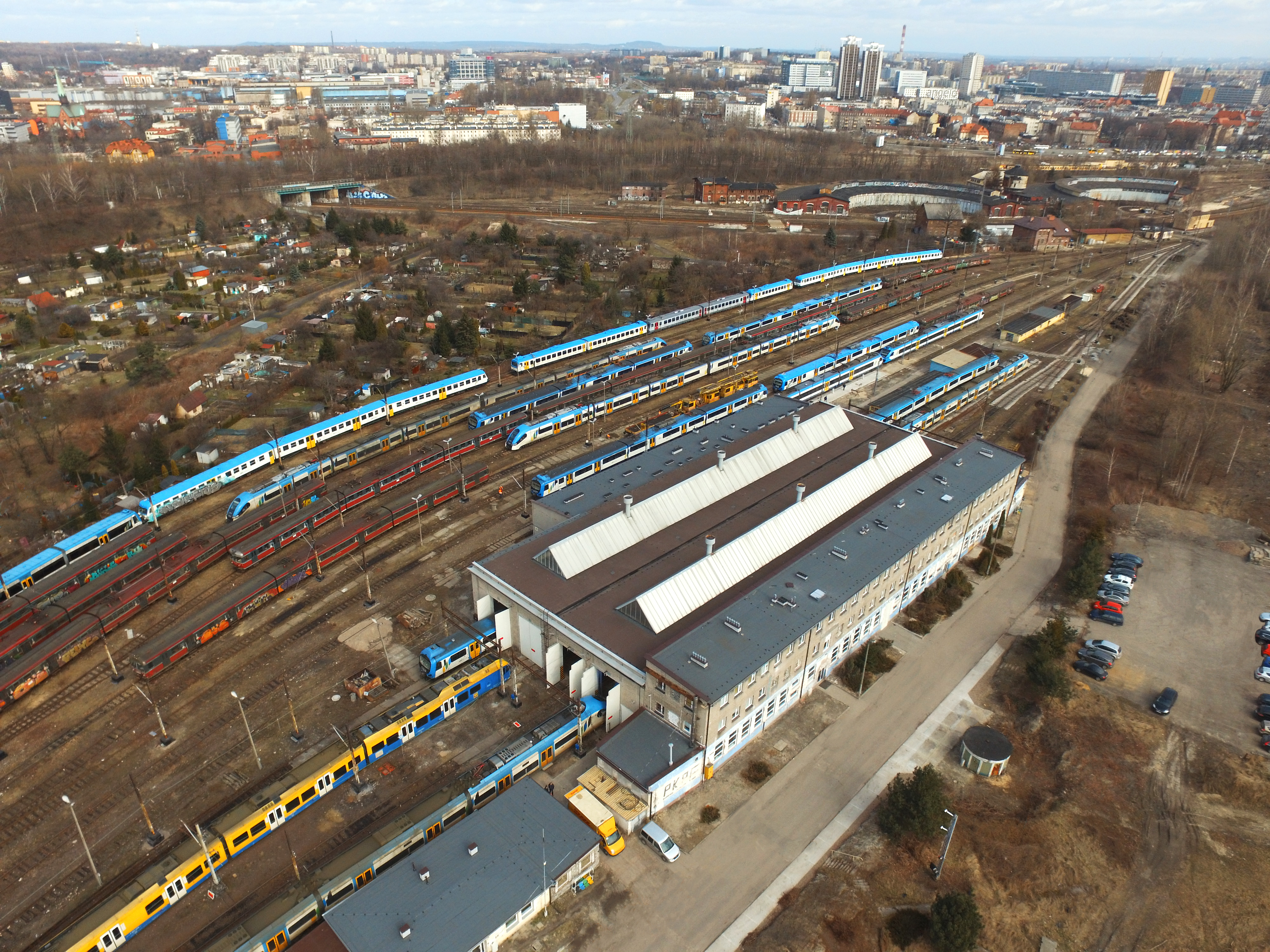
Siedziba spółki

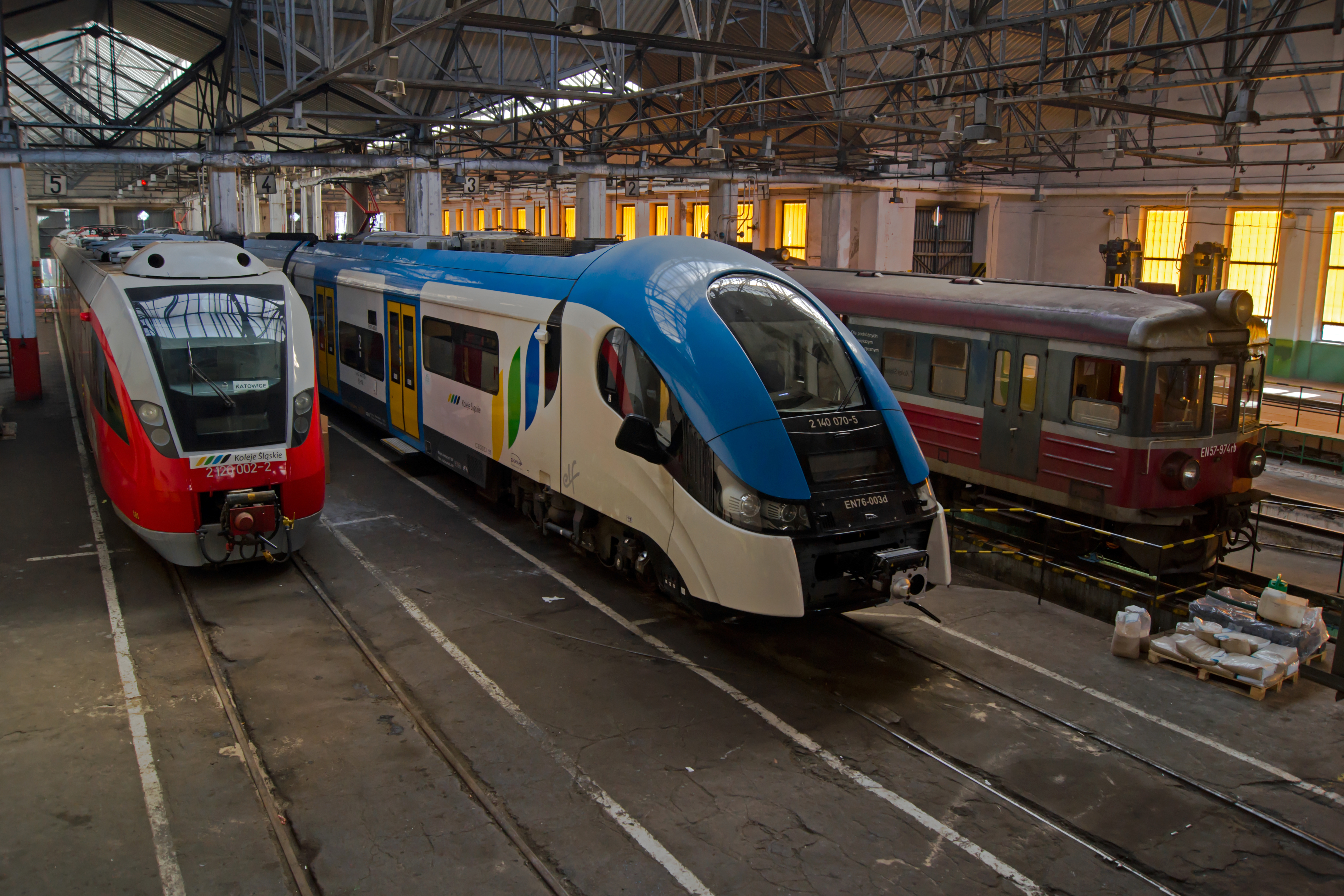
Dawna baza Kolei Śląskich w Łazach

Główna baza Kolei Śląskich znajduje się na ulicy Raciborskiej w Katowicach w pobliżu stacji Katowice. Na jej terenie znajduje się łącznie 15 budynków, z których największym jest hala napraw, o powierzchni prawie 3000 m², posiadająca także przylegające do niej dwa budynki biurowe z częścią warsztatową. Przed końcem 2016 roku główną bazą KŚ były Łazy.
Poza bazą w Katowicach Koleje Śląskie wykorzystują jeszcze sekcje utrzymania. W 2014 roku używane były 4 sekcje utrzymania: Bielsko-Biała, Częstochowa, Gliwice i Łazy.

## Marketing i promocja

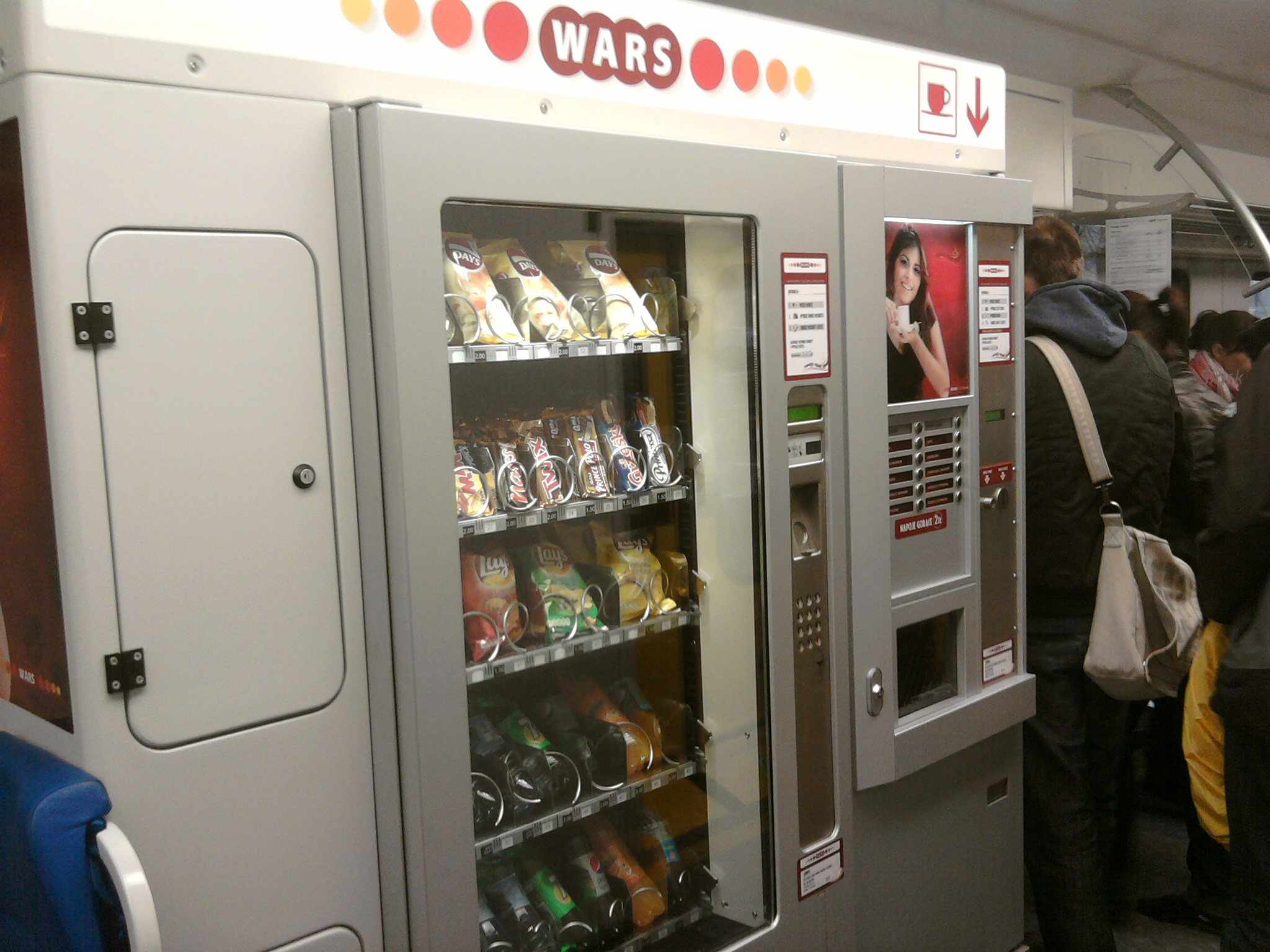
Automat z napojami i przekąskami

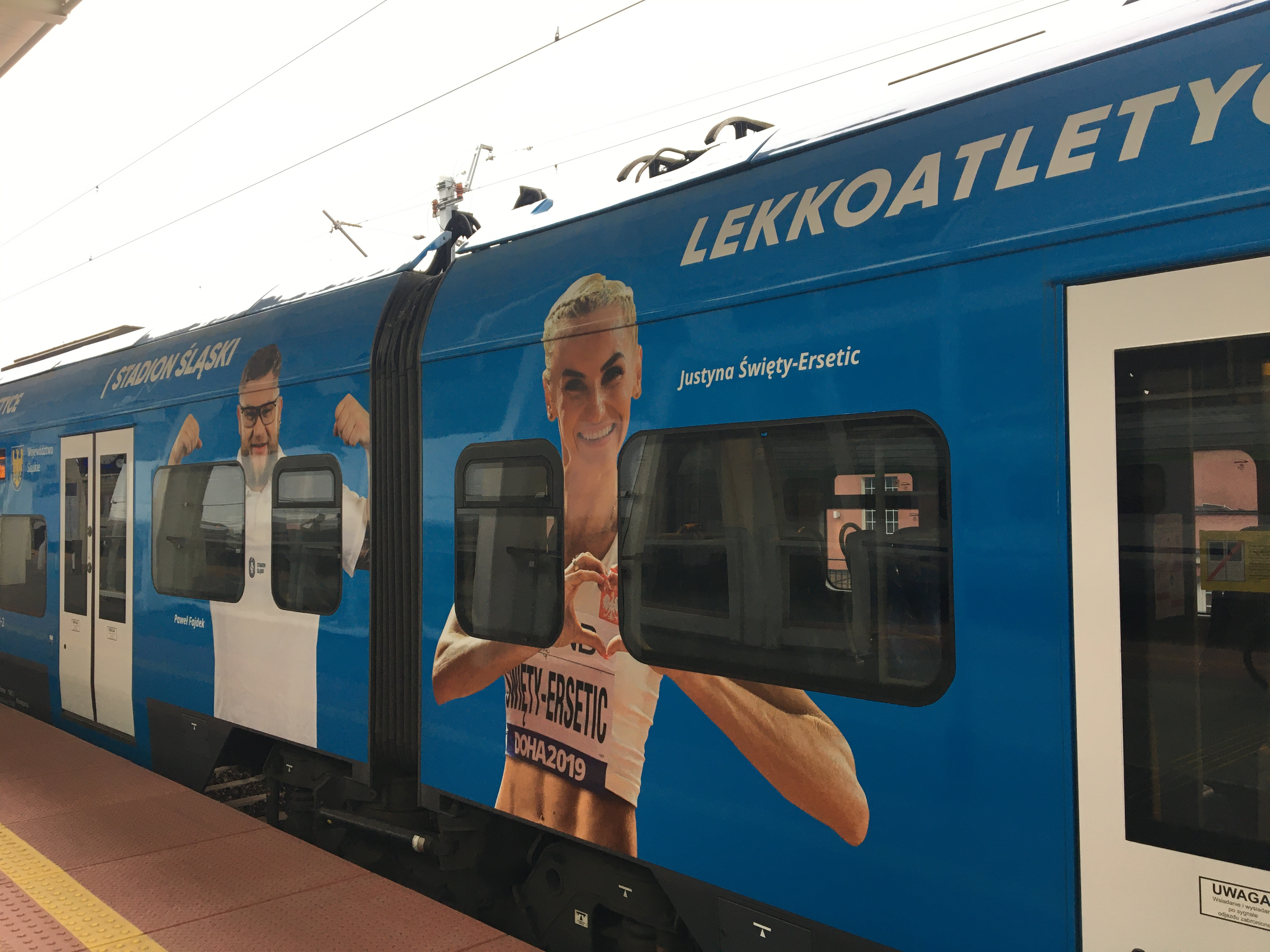
Okleina promocyjna na jednym z pociągów przewoźnika

Spółka uruchamia dodatkowe pociągi podczas dużych wydarzeń w województwie, takich jak: Puchar Świata i Letnie Grand Prix w skokach narciarskich w Wiśle, Festiwal Muzyczny „Ku Przestrodze” w Chorzowie, Sylwestrowa Moc Przebojów w Katowicach, juwenalia, Noc Muzeów, czy mecze na Stadionie Śląskim, organizuje również okolicznościowe darmowe przejazdy przy okazjach takich jak Dzień Dziecka, Wielka Orkiestra Świątecznej Pomocy czy Industriada. Spółka organizuje również przejazdy specjalne dla miłośników kolei oraz osób niepełnosprawnych. Pociągi również udostępniane są na potrzeby bardziej nietypowych zastosowań, takich jak pokazy mody.
Okazjonalnie pasażerowie KŚ posiadający samochód mogli jeździć wybranymi pociągami przewoźnika za darmo. Miało to miejsce m.in. 22 września 2015, 2016, 2017, 2018 i 2019, z okazji obchodów Dnia bez Samochodu, 13 lipca 2016 ze względu na odbywające się w Katowicach Tour de Pologne oraz 30 stycznia, 2, 3, 15 i 16 lutego 2017, 15 stycznia oraz 7, 12, 19 lutego, 5 marca 2018 ze względu na smog. W marcu 2018 rozpoczęto akcję „Zielone środy”, w ramach której w każdą 3. środę miesiąca obowiązują darmowe przejazdy dla kierowców. Okazjonalnie koszt biletu zakupionego przez telefon komórkowy był niższy niż standardowy. W 2018 roku wydana została gra „Wolny tor” na smartfony polegająca na wcielaniu się w rolę jednego z pracowników spółki oraz umożliwiająca wygranie rabatów na zakup biletów. Na czas ferii zimowych w 2019 roku wprowadzono bezpłatne przejazdy dla dzieci i młodzieży.
Koleje Śląskie organizują prezentacje swojego taboru na najważniejszych stacjach województwa, pierwsza taka akcja miała miejsce 11 czerwca 2011, jeszcze przed rozpoczęciem działalności przewozowej, spółka prezentowała na stacji w Sosnowcu jednego z Elfów z okazji Industriady.

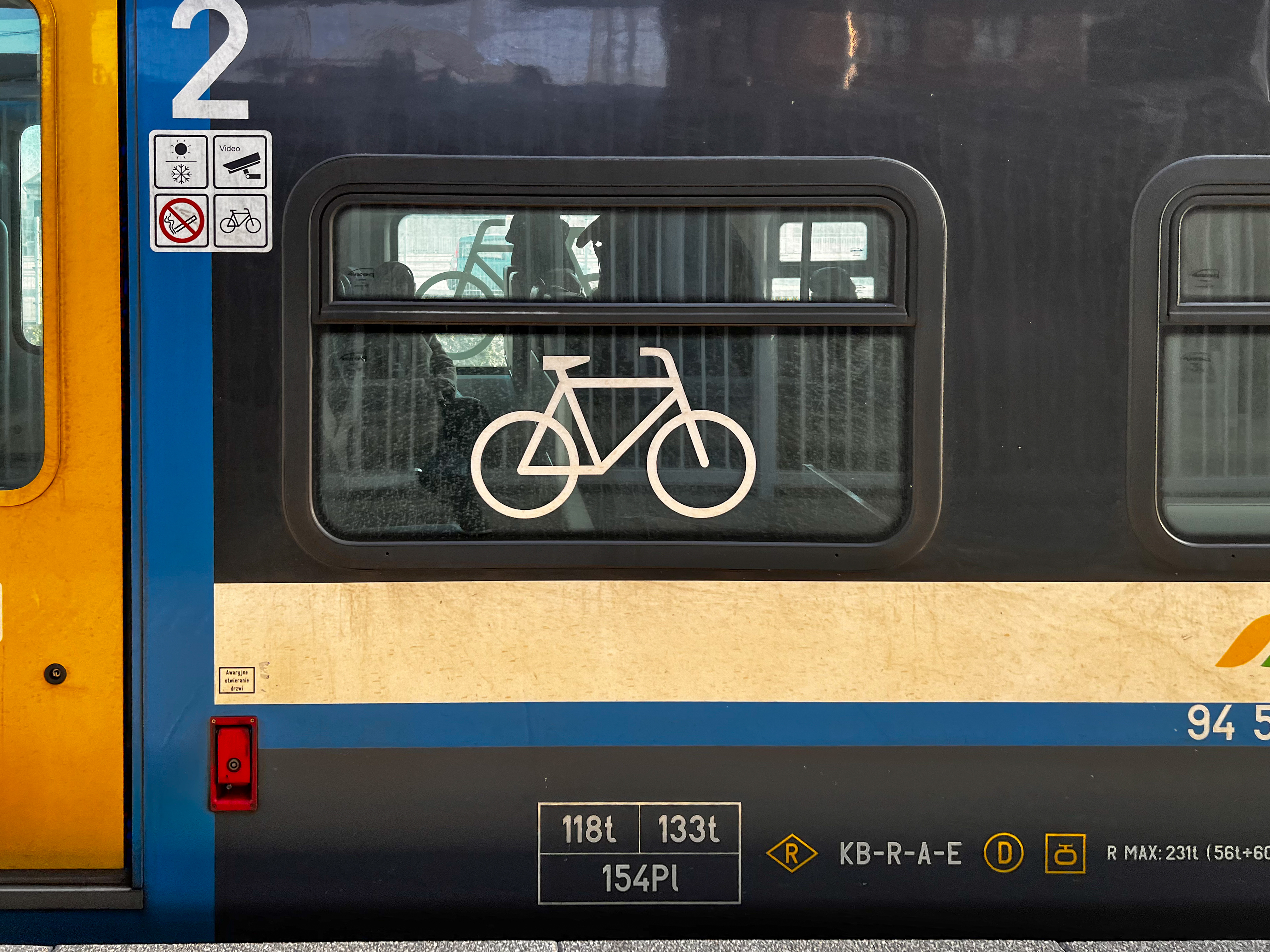
Oznaczenie miejsca do przewozu rowerów w pociągach Kolei Śląskich

W 2012 i 2013 roku spółka przeprowadziła akcję Pociąg do roweru, w ramach której w wybrane dni do biletu dołączany był bon na wypożyczenie roweru w pobliżu stacji Wisła Uzdrowisko. W sezonie narciarskim 2012/2013 w ramach współpracy z ośrodkami narciarskimi w wybranych kasach biletowych prowadzona była sprzedaż Wiślańskiego Skipassu oraz na wybranych stacjach w Wiśle, Ustroniu i Łodygowicach na pasażerów oczekiwały skibusy. W wakacje 2013 przewoźnik prowadził akcję Kolej na Beskidy, w ramach której raz w miesiącu organizowane były bezpłatne wycieczki górskie z przewodnikiem beskidzkim w Beskid Żywiecki, a w ramach wspólnej akcji z Wiślańską Organizacją Turystyczną zakup biletu upoważniał do zniżki na nocleg w wybranych hotelach i pensjonatach w Wiśle. W 2016 roku przeprowadzono akcję Pociągiem w górę, rowerem w dół w ramach której uruchomiono dodatkowe połączenia Wisła Uzdrowisko – Wisła Głębce, w których w cenę biletu wliczony był przewóz rowerów, a w pociągach obecni byli przewodnicy turystyczni. W wakacje 2017 zorganizowano kolejną edycję akcji Kolej na Beskidy. W wakacje 2018 w ramach akcji „Wisła, Ustroń – zostaję dłużej, dostaję więcej” na podstawie specjalnych kuponów był możliwy darmowy weekendowy przejazd pomiędzy Ustroniem a Wisłą.
W 2016 roku spółka rozpoczęła wraz z Górnośląskimi Kolejami Wąskotorowymi i kopalnią srebra w Tarnowskich Górach akcję Srebrny pociąg, w ramach której sprzedawano bilety łączone na przejazd z Katowic do kopalni w Tarnowskich Górach (częściowo pociągiem KŚ, a częściowo GKW) i organizowano zwiedzanie kopalni. Podobną akcję przeprowadzono również rok i 2 lata później. W 2017 przewoźnik rozpoczął współpracę z Muzeum Śląskim, w ramach której okresowo bilet na pociąg uprawniał do zniżki do muzeum. Rok później program rozszerzono o kolejne muzea i galerie w województwie. W 2018 w ramach akcji Kolej na zniżki bilet kupiony na wybranych dworcach uprawniał do zniżki w jednej z restauracji w Mysłowicach. Latem 2018 w lokalnym radiu eM odbył się cykl audycji Kolej na lato.
2017 rok został również przez przewoźnika ogłoszony Rokiem studenta, w związku z czym spółka zorganizowała szereg inicjatyw promujących jeżdżenie pociągiem wśród studentów. Część z tych działań ponowiono rok później. 2018 rok natomiast ogłoszony został Rokiem Ekologii, a 2019 Rokiem Kultury, którego celem było przybliżanie oferty kulturalnej regionu za pomocą kolei.
Przedstawiciele spółki uczestniczą również w różnego rodzaju przedsięwzięciach promocyjnych, takich jak np. Lunch z Kurierem czy konferencjach, np. Koleje w aglomeracji dziś i jutro.
W 2013 roku KŚ zostały patronem klasy o zawodzie technik elektroenergetyk transportu szynowego w Zespole Szkół Techniczno-Informatycznych w Gliwicach.
We wrześniu 2019 jeden z pojazdów przewoźnika otrzymał specjalną okleinę nawiązującą do stulecia wybuchu Powstań Śląskich.

## Powiązane spółki

Dawna siedziba spółki

Koleje Śląskie mają 95% udziałów w spółce Inteko Sp. z o.o.. Wysokość kapitału zakładowego: 50.000,00 złotych. Spółka odpowiedzialna jest za automaty biletowe i kasy Szybki Bilet, oraz pośredniczyła przy pozyskiwaniu części taboru.

## Finanse i wyniki przewozowe
Jedynym udziałowcem spółki jest województwo śląskie. Kapitał zakładowy spółki to 103,6 mln zł. Kapitał ten był kilkukrotnie zwiększany, zarówno przez transfer pieniędzy, jak i przekazanie taboru w formie aportu (221M w marcu 2013).
W 2011 roku spółka otrzymała 9,3 mln złotych dotacji od województwa i zakończyła rok ze stratą 6 mln złotych.
W 2013 roku strata spółki wyniosła prawie 60 mln złotych. W 2015 roku dotacja dla Kolei Śląskich wyniosła 140 mln zł.
Liczbę pasażerów w kolejnych latach oraz wykonaną pracę przewozową (liczbę pasażerokilometrów) prezentują poniższe wykresy:

## Prezesi
| Od                   | Do               | Prezes                   |                 |
| -------------------- | ---------------- | ------------------------ | --------------- |
| 28 kwietnia 2010     | 13 kwietnia 2011 | Anna Patalong            | [ 36 ]          |
| 13 kwietnia 2011     | 16 marca 2012    | Marek Worach             | [ 416 ]         |
| 16 marca 2012        | 23 kwietnia 2012 | Artur Nastała (p. o.)    | [ 417 ]         |
| 23 kwietnia 2012     | 12 grudnia 2012  | Marek Worach             | [ 418 ] [ 99 ]  |
| 13 grudnia 2012      | 23 września 2013 | Michał Borowski          | [ 419 ] [ 154 ] |
| 15 października 2013 | 13 lipca 2015    | Piotr Bramorski          | [ 156 ] [ 420 ] |
| 28 września 2015     | 22 maja 2019     | Wojciech Dinges          | [ 421 ] [ 422 ] |
| 1 sierpnia 2019      | 13 czerwca 2021  | Aleksander Drzewiecki    | [ 423 ]         |
| 14 czerwca 2021      | 18 sierpnia 2021 | Patryk Świrski (p.o.)    | [ 424 ]         |
| 19 sierpnia 2021     | 22 maja 2024     | Patryk Świrski           | [ 425 ] [ 426 ] |
| 22 maja 2024         | 2 lipca 2024     | Dariusz Maszczyk (p. o.) | [ 426 ]         |
| 2 lipca 2024         |                  | Krzysztof Klimosz        | [ 427 ]         |

## Nagrody i wyróżnienia
- 2011 – tytuł Symbol 2011 w kategorii Debiut Rynkowy przyznany przez redakcję Monitora Rynkowego, dodatku do Dziennika Gazeta Prawna[428]
- 2012 – wyróżnienie w konkursie Lodołamacze 2012 w kategorii otwarty rynek pracy[429]